# NSU 2.0
Mit der Unterschrift „NSU 2.0“ versandten deutsche Rechtsextremisten seit August 2018 bisher rund 170 Morddrohungen per Fax, E-Mail, SMS oder mit Kontaktformularen an bestimmte Empfänger. Das Kürzel spielt auf die rechtsterroristische Gruppe „Nationalsozialistischer Untergrund“ (NSU) und deren rassistische NSU-Morde an. Die Absender bedrohten rund 70 verschiedene Adressaten und 60 Institutionen in Deutschland und Österreich. Zuerst bedrohten sie die Frankfurter Rechtsanwältin Seda Başay-Yıldız, dann weitere öffentlich gegen Rassismus, Antisemitismus, für Flüchtlinge und Migranten engagierte Menschen, meist Frauen, oft Frauen mit Migrationsbiografie.
Viele der Schreiben enthielten persönliche, zum Teil bei Behörden gesperrte Empfängerdaten. In drei Fällen hatten Beamte der Polizei Hessen vorher Empfängerdaten abgefragt, dreimal auch bei der Polizei Berlin und zweimal der Polizei Hamburg. Die Ermittler fanden mindestens 180 Verdachtsfälle rechtsradikaler Polizisten in Hessen und weitere in anderen Bundesländern. Tausende illegale Datenabfragen bei deutschen Polizeibehörden wurden bekannt. Daher werden Polizisten als Urheber oder Beihelfer einiger Drohschreiben vermutet.
Von Oktober 2018 bis April 2019 versandte André M. Drohmails und Bombendrohungen an deutsche Behörden, Medien, Politiker und die Schlagersängerin Helene Fischer. Er signierte meist mit „NationalSozialistischeOffensive“ („NSO“). Nach M.s Festnahme setzten unbekannte Unterstützer die Drohungen mit Signaturen wie „NSU 2.0“, „Elysium“, „Staatsstreichorchester“ oder „Wehrmacht“ fort. M. wurde im Dezember 2020 wegen Nötigung und Störung des öffentlichen Friedens durch Androhung von Straftaten zu vier Jahren Freiheitsstrafe verurteilt.
Der in Berlin ansässige Italiener Emil A. versandte mit der Signatur „Staatsstreichorchester“ mindestens 17 Bombendrohungen und Geldforderungen an den britischen National Health Service (NHS). Er wurde im Februar 2021 wegen räuberischer Erpressung zu drei Jahren Freiheitsstrafe verurteilt.
Der Berliner Alexander Horst M. wurde im November 2022 wegen 81 Drohschreiben von „NSU 2.0“ zu fünf Jahren und zehn Monaten Freiheitsstrafe verurteilt. Weitere Drohmails mit diesem Kürzel werden „Trittbrettfahrern“ zugeordnet.

## Übersicht
| Datum                  | Signatur                                                  | Adressaten |
| ---------------------- | --------------------------------------------------------- | --- |
| 2. 8. 2018             | „NSU 2.0“                                                 | Seda Başay-Yıldız |
| 10/2018                | „NSU 2.0“                                                 | Anja Reschke |
| 10/2018 – 4/2019       | „NSO“, „NSU 2.0“, „Staatsstreichorchester“ et al.         | 107 Drohmails an Gerichte, Behörden, Medien, Helene Fischer, Katarina Barley et al.                                                                   |
| 9. 9. 2018             | „Wehrmacht“                                               | Amadeu Antonio Stiftung, Belltower.News, NSU-Watch et al.                                                                                             |
| 18. 12. 2018           | „Wehrmacht“                                               | Opferanwälte, Ermittlungsbehörden, Medien |
| 20. 12. 2018           | „NSU 2.0“                                                 | Seda Başay-Yıldız |
| 12/2018                | „Wehrmacht“                                               | Mordaufruf gegen Seda Başay-Yıldız in einem Darknet-Forum                                                                                             |
| 1/2019                 | Polizeiausbilder-Name, „HLKA“                             | Seda Başay-Yıldız |
| 1/2019                 | „Wehrmacht“                                               | Amadeu Antonio Stiftung et al. |
| 11. 1. 2019            | „NSU 2.0“, „Wehrmacht“, „Elysium“                         | Aiman Mazyek, Josef Schuster |
| 23. 1. 2019            | „Die Musiker des Staatsstreichorchesters“                 | Amadeu Antonio Stiftung et al. |
| 4. 2. 2019             | „NSU 2.0“                                                 | Seda Başay-Yıldız |
| 5. 3. bis 17. 11. 2019 | „SS-Obersturmbannführer“                                  | Idil Baydar |
| 21. 3. 2019            | „NSU 2.0“                                                 | Landeskriminalamt Berlin |
| 13. 4. 2019            | „NSU-Vergeltungskommando“                                 | Shermin Langhoff |
| 4/2019                 | „NSU 2.0“, „Staatsstreichorchester“, „Kommando André M.“  | LKA Berlin |
| 7. 4. 2019             | „Die Musiker des Staatsstreichorchesters“                 | Amadeu Antonio Stiftung et al. |
| 5. 6. 2019             | „NSU 2.0“, „Prinz Eugen SSOSTUBAF“                        | Seda Başay-Yıldız |
| 6/2019                 | „NSU 2.0“                                                 | Seda Başay-Yıldız, LKA Hessen, Bundesanwaltschaft |
| 6/2019                 | „Staatsstreichorchester“                                  | Henriette Reker, Andreas Hollstein |
| 7/2019                 | „Staatsstreichorchester“                                  | bundesweit Journalisten, Redaktionen, Politiker |
| 7/2019                 | NSU 2.0                                                   | Anja Reschke |
| 10. 7. 2019            | „NSU 2.0“                                                 | Seda Başay-Yıldız |
| 12. 7. 2019            | „Staatsstreichorchester“                                  | Journalisten |
| ab 9. 10. 2019         | „Staatsstreichorchester“                                  | [ungenannt] |
| 19. 10. 2019           | „Staatsstreichorchester“                                  | Mike Mohring |
| 21. 10. 2019           | „Staatsstreichorchester“                                  | Dirk Adams |
| 2019                   | „NSU 2.0“                                                 | Kolumnistin in Berlin, Strafverteidigerin in München                                                                                                  |
| 15./22. 2. 2020        | „NSU 2.0“                                                 | Janine Wissler |
| ~15. 2. 2020           | „Staatsstreichorchester“, „Combat 18“                     | Rechtsanwalt; Deutscher Richterbund |
| 2–3/2020               | „Wolfzeit“, Wolfssymbol                                   | Christiane Schneider, Erik Marquardt |
| 2. 3. 2020             | „Wolfszeit 2.0“                                           | Katina Schubert |
| ab 4/2020              | „Wehrmacht“, „NSO“, „Staatsstreichorchester“, „NSU 2.0“   | Wiebke Ramm |
| 4/2020                 | „Staatsstreichorchester“                                  | Jens Spahn; Deutsche Krankenhausgesellschaft |
| 20. 4. 2020            | „Staatsstreichorchester“                                  | Der Tagesspiegel (TS) |
| 21. 4. 2020            | „NSU 2.0“                                                 | Landgericht Berlin-Moabit |
| bis 21. 4. 2020        | „NSU 2.0“, „Staatsstreichorchester“, „Wehrmacht“          | Martina Renner |
| 26.–28. 4. 2020        | „combat18@xxx“, „Die Musiker des Staatsstreichorchesters“ | NHS |
| 5/2020                 | „Staatsstreichorchester“                                  | Dirk Friedriszik |
| 19. 5. 2020            | „NSU 2.0“                                                 | Staatsanwältin im Prozess gegen André M. |
| 21. 5. 2020            | „NSU 2.0“                                                 | LKA-Ermittlerin im Prozess gegen André M. |
| 23. 5. 2020            | „NSU 2.0“                                                 | Anwalt Thomas Penneke im Prozess gegen André M. |
| 6/2020                 | „NSU 2.0 Der Führer“, „SS-Obersturmbannführer“            | [ungenannt] |
| 7/2020                 | „NSU 2.0“                                                 | taz |
| 4.–6. 7. 2020          | „NSU 2.0“                                                 | Janine Wissler |
| ab 5. 7. 2020          | „NSU 2.0“                                                 | Anne Helm |
| 9. 7. 2020             | „NSU 2.0“                                                 | Volker Bouffier, Peter Beuth |
| ab 9. 7. 2020          | „NSU 2.0“                                                 | Hanspeter Mener |
| bis 10. 7. 2020        | „NSU 2.0“                                                 | Martina Renner, Anne Helm |
| 13./14. 7. 2020        | „NSU 2.0“                                                 | Idil Baydar |
| 14. 7. 2020            | „AFD“                                                     | Helin Evrim Sommer |
| 14. 7. 2020            | „NSU 2.0“                                                 | Fraktionen im Landtag Hessen, Maybrit-Illner-Talkshow                                                                                                 |
| 16. 7. 2020            | „NSU 2.0“                                                 | Mehmet Daimagüler |
| 18. 7. 2020            | „SS-Obersturmbannführer“                                  | Roland Ullmann und 15 Adressaten |
| 19. 7. 2020            | „NSU 2.0“                                                 | Jutta Ditfurth |
| 20. 7. 2020            | „NSU 2.0“, „Der Führer“                                   | Sawsan Chebli, Karamba Diaby, Jutta Ditfurth, Michel Friedman, Katrin Göring-Eckardt, Katja Kipping, Claudia Roth, Martina Renner, Deniz Yücel et al. |
| 21. 7. 2020            | „NSU 2.0“                                                 | Volker Beck, Gökdeniz Özcetin |
| 21. 7. 2020            | „Eugen Prinz“, „NSU 2.0“                                  | Josef Schuster |
| 22. 7. 2020            | „NSU 2.0“                                                 | Anton Hofreiter, Renate Künast, Aiman Mazyek, Belit Onay, Filiz Polat                                                                                 |
| 23. 7. 2020            | „NSU 2.0“                                                 | Gökay Akbulut, Amira Mohamed Ali, Sevim Dagdelen, Anton Hofreiter, weitere Grünen-Abgeordnete, Gökdeniz Özcetin                                       |
| 29. 7. 2020            | „NSU 2.0“                                                 | Saskia Esken |
| 1. 8. 2020             | „NSU 2.0“                                                 | Christian Ehring, Carolin Kebekus |
| 8/2020                 | „NSU 2.0. Der Führer“                                     | Femen-Aktivistin |
| 3. 9. 2020             | „NSU 2.0“                                                 | taz, LKA Hessen, LKA Berlin |
| 9/2020                 | „NSU 2.0“                                                 | Seda Başay-Yıldız, Janine Wissler, Idil Baydar, Martina Renner et al.                                                                                 |
| 17. 9. 2020            | „NSU 2.0“                                                 | Politiker*innen |
| 18. 9. 2020            | „NSU 2.0“                                                 | Jan Böhmermann |
| ~19. 11. 2020          | „NSU 2.0“                                                 | Seda Başay-Yıldız |
| ~1. 12. 2020           | „NSU 2.0“                                                 | Seda Başay-Yıldız |
| 29. 1. / 2. 2. 2021    | „NSU 2.0“                                                 | Walter-Lübcke-Schule Wolfhagen |
| 2/2021                 | „NSU 2.0“                                                 | Landgerichte Neuruppin, Itzehoe, Jüdische Allgemeine, Politikerinnen                                                                                  |
| 2/2021                 | „NSU 2.0“                                                 | Anne Hübner |
| 19. 2. 2021            | „NSU 2.0“                                                 | Seda Başay-Yıldız |
| 3/2021                 | „NSU 2.0“                                                 | Günter Frankenberg |
| 3/2021                 | „NSU 2.0“                                                 | Lydia Benecke |
| ~9. 3. 2021            | „NSU 2.0“                                                 | Janine Wissler |
| 14. 3. 2021            | „NSU 2.0“, „Der Führer“                                   | Nico Wehnemann |
| 15. 5. 2021            | „Ein ehemaliger Bekannter des NSU 2.0“                    | Journalisten |
| 22. 5. 2021            | „NSU 2.0“                                                 | Nancy Faeser |
| 25. 5. 2021            | Bezug auf „NSU 2.0“                                       | Martina Renner |
| 4. 6. 2021             | „NSU 2.0“                                                 | Nancy Faeser |
| 14. 4. 2022            | „NSU 2.0“                                                 | Moscheen in Dortmund und Barnstorf |
| 27. 8. 2022            | „NSU 2.0“                                                 | Mevlana-Moschee Barnstorf |
| 26. 9. 2022            | „NSU 2.0“                                                 | Moschee in Bramsche, Evangelisch-lutherische Thomaskirche in Osnabrück                                                                                |
| 8. 9. 2022             | „NSU 2.0“                                                 | Moschee in Göttingen |
| 7/2023                 | „NSU 2.0“                                                 | Moschee in Hannover |
| 7/2023                 | „NSU 2.0“                                                 | Moschee in Bramsche |
| 4. 8. 2023             | „NSU 2.0“                                                 | Moschee in Bramsche |
| 4. 8. 2023             | „NSU 2.0“                                                 | Moschee in Osnabrück |
| 14. 4. 2025            | „NSU Adolf Hitler“                                        | Constance Arndt, Oberbürgermeisterin in Zwickau |

## Absender
Bis März 2021 registrierte das Landeskriminalamt Hessen (LKA) 133 mit „NSU 2.0“ signierte Drohschreiben, davon 115 vom selben Absender, 18 von Nachahmern. Sie gingen an 32 verschiedene Empfänger und 60 Institutionen in neun Bundesländern und Österreich. Sie wurden als E-Mail von einer identischen Adresse aus verschickt, einige auch als Fax, SMS oder über Kontaktformulare.
Der oder die Absender nutzten stets über einen Tor-Browser angemeldete und verschlüsselte E-Mail-Adressen wie jessica@hotmail.com, rudolfhess123@protonmail.com oder tuerkensau@yandex.com. Die zweite Adresse verwies auf den von Neonazis verehrten NS-Verbrecher Rudolf Heß. Der Anbieter Protonmail ist in der Schweiz ansässig, der Anbieter Yandex in Russland.
Rund 300 Mails mit Hasstiraden, Bombendrohungen und Bitcoin-Erpressungsversuchen kamen von „Nationalsozialistische Offensive“ (NSO), „NSU 2.0“, „Elysium 2.0“, „Wehrmacht“, „Wehrmacht/Elysium“, „RAF/Wehrmacht“ und „Rote Armee Fraktion“. Nachdem André M. als Absender enttarnt worden war (April 2019), führten Ermittler die Yandexadresse von „NSU 2.0“ auf zwei oder mehr männliche rechtsextreme Unterstützer zurück, die vertrauliche Empfängerdaten von Polizei- und Justizbeamten oder aus einem Darknetforum erhalten hatten. Trotz der verschiedenen und oft mehrfachen Signaturen vermuteten die Ermittler eher einen einzigen, technisch versierten Absender, der ein Kollektiv vortäuschte. Als Kenner und eventuell Verteiler der Daten erschien der Darknetbenutzer „Wehrmacht“. Auf eine Anfrage an die Yandexadresse antwortete er der Wochenzeitung Die Zeit: „Wir sind ein lockerer Zusammenschluss heimattreuer Elitekämpfer, die sich nur im Netz unter Pseudonym treffen. Keiner kennt keinen persönlich.“ Man tausche Listen mit Informationen über die Adressaten aus. Wie viele Personen die Mails verschickten, wisse er „selbst nicht genau“. Adressen, Versandwege und Sprache der Drohmails zeigten jedoch deutliche Zusammenhänge der verschiedenen Serien.
Ab Juli 2020 nahmen Menge, Adressaten und Privatinhalte der Mails erheblich zu. Sie enthielten Meldeadressen, Handynummern, Kindernamen, Angaben zu Wohnverhältnissen und Klingelschildern, einige auch zu Interna der Polizei, und meist Häme über die erfolglosen Ermittler. Diese vermuteten einen frauenfeindlichen und narzisstischen Einzeltäter mit technischen Fähigkeiten oder eine im Darknet vernetzte Gruppe, deren Mitglieder sich beim Verfassen und Absenden der Mails abwechselten.
„Ein ehemaliger Bekannter des NSU 2.0“ mailte bis zum 15. Mai 2021 an mehrere Journalisten die identische Botschaft: „Wir sind ein Zusammenschluss von mehreren Personen, darunter 'Wehrmacht', 'Staatsstreichorchester', 'Wolfszeit', 'NSU 2.0 Der Führer' und 'Nationalsozialistische Offensive'. Die Kontakte reichen sehr wohl bis in die Polizei, daher auch die Datenabfrage.“ So sei man auch an nichtöffentliche Informationen zum Ermittlungsverfahren gegen André M. gelangt. Die Mail glich sprachlich und inhaltlich der Mail vom Juli 2020 an die Zeit.

## Drohmails nach polizeilichen Datenabfragen

### An Seda Başay-Yıldız
Die Frankfurter Rechtsanwältin hatte im NSU-Prozess (2013–2018) die Familie des ermordeten Enver Şimşek, in anderen Prozessen mutmaßliche islamistische Gefährder verteidigt und schon oft rassistische Drohbriefe erhalten.
Am 2. August 2018 von 14:09 bis 14:15 Uhr führte ein unbekannter Beamter des 1. Frankfurter Polizeireviers widerrechtlich in drei Datenbanken insgesamt 17 Computerabfragen zu ihr durch. Er erfragte ihre Privatadresse, die dort gemeldeten Personen, ihr Geburtsdatum, das ihres Ehemannes, dessen Namen, die ihrer Eltern und ihrer zweijährigen Tochter, etwaige Verkehrsdelikte oder Straftaten von ihr, Strafanzeigen oder Anklagen gegen sie. So umfassende Abfragen führte Polizei nur bei Festnahmen unbekannter Verdächtiger durch. Die gesperrte Privatadresse der Anwältin war nur der Polizei zugänglich. Die an jenem Tag eingeloggte Polizistin und alle 14 Beamten ihrer Dienstgruppe bestritten später, die Abfrage durchgeführt oder bemerkt zu haben.
Um 15:41 Uhr erhielt die Kanzlei der Anwältin das erste Drohfax von „NSU 2.0“. Der Briefkopf bezog sich auf den NSU-Mörder Uwe Böhnhardt. Der Absender drohte: „Miese Türkensau! Du machst Deutschland nicht fertig. Verpiss dich lieber, solange du hier noch lebend rauskommst, du Schwein!“ Dann folgte: „Als Vergeltung für 10.000 Euro Zwangsgeld schlachten wir deine Tochter.“ Genannt wurden deren Vorname, Straße und Hausnummer der Familie. Weil Başay-Yıldız diese Daten nie veröffentlicht und ihre Adresse schon Jahre zuvor aus dem Telefonbuch hatte streichen lassen, erstattete sie erstmals Strafanzeige, machte die Drohung bekannt und ließ ihre Daten im Melderegister für Privatauskünfte sperren.
Erst im Dezember 2018 erfuhr sie, dass die Daten in dem Drohfax aus dem ersten Frankfurter Polizeirevier stammten und gegen fünf Beamte dort ermittelt wurde. Das zweite Drohfax von „NSU 2.0“ vom 20. Dezember 2018 bezog sich auf deren vorläufige Suspendierung: „Dir hirntoten Scheißdöner ist offensichtlich nicht bewusst, was du unseren Polizeikollegen angetan hast! Allerdings kommt es jetzt richtig dicke für dich, du Türkensau! Deiner Scheiß (Name der Tochter) reißen wir den Kopf ab … und der Rest eurer Dönercrew wird ebenfalls kompetent betreut werden.“ Es folgten die vollen Namen von Eltern, Ehemann und Tochter der Anwältin. Sie waren alle unter derselben, inzwischen gesperrten Adresse gemeldet. Die Daten konnten daher nur aus Polizeicomputern stammen. Entweder hatten Polizisten sie abgerufen und das Fax verfasst oder die Daten der ersten Abfrage auf beide Drohfaxe verteilt, oder in einer anderen Behörde hatte jemand trotz Meldesperre Zugriff darauf. Laut Sicherheitskreisen gab es keine zweite polizeiliche PC-Abfrage zu Başay-Yıldız; ihre Daten aus der ersten Abfrage sollten in rechtsextremen Gruppen kursieren. Im Januar 2019 erhielt sie zwei weitere Drohmails, eine mit dem Namen eines bekannten hessischen Polizeiausbilders und der Abkürzung „HLKA“ für Hessisches Landeskriminalamt. Dies deutete auf Insiderwissen hin.
Am 4. Februar 2019 erhielten Başay-Yıldız und das Polizeipräsidium Frankfurt ein identisches Drohfax von „NSU 2.0“. Die Anwältin erhielt ein weiteres am 5. Juni 2019, unterzeichnet mit „NSU 2.0“ und „Prinz Eugen SSOSTUBAF“, abgekürzt für SS-Obersturmbannführer und die 7. SS-Freiwilligen-Gebirgs-Division „Prinz Eugen“, die in der NS-Zeit viele Kriegsverbrechen verübt hatte. Die Absender reklamierten den Mord an Walter Lübcke (2. Juni 2019) elf Tage vor der Festnahme des Tatverdächtigen als ihre Tat und drohten, bald sei die Anwältin an der Reihe. Bis Ende Juni 2019 sandte „NSU 2.0“ der Anwältin, dem LKA Hessen und der Bundesanwaltschaft weitere volksverhetzende Drohfaxe mit Bezug auf die laufenden Ermittlungen.
Am 10. Juli 2019 erhielt Başay-Yıldız per Fax einen Aufruf, sie zu ermorden. Am 12. Juli 2019 rief eine Gruppe, die sich „Die Musiker des Staatsstreichorchesters“ nannte, im Darknet zu ihrer Ermordung auf und schickte den Aufruf mit dem Hitlergruß einigen Journalisten. Bis Juli 2020 erhielt Başay-Yıldız mehr als zwölf, bis zum 3. September 2020 weitere dieser Drohmails. Spätestens ab Juni 2020 kannten der oder die Absender auch ihre neue gesperrte Wohnadresse, wohin sie mit ihrer Familie umgezogen war.
Im November 2020 verhöhnte „NSU 2.0“ die von Başay-Yıldız ausgesetzte Belohnung für Hinweise auf die Täter als zu niedrig. Am 18. Februar 2021 kündigte die Stadt Wiesbaden einen Preis für Zivilcourage für sie an. Am nächsten Tag, dem Jahrestag des Terroranschlags in Hanau, sandte „NSU 2.0“ eine weitere Drohmail an die neue Adresse von Başay-Yıldız. Sie vermisste Opferschutz für ihre Familie. Am selben Tag wurde ihre gesperrte neue Adresse in einem rechten Darknetforum veröffentlicht.

### An Idil Baydar
Die gegen Rassismus engagierte, schon oft bedrohte Kabarettistin Idil Baydar hielt am 17. November 2019 die „Möllner Rede im Exil“ zum Gedenken an den rassistischen Brandanschlag von Mölln von 1992. Zuvor sandte ihr ein „SS Obersturmbannführer“ per Mail acht Morddrohungen, erstmals am 5. März 2019. Zuletzt drohte er, er werde sie bei ihrer Rede „abknallen“. Im Frühjahr 2020 bedrohte er sie monatelang mit anonymen SMS. Er signierte auch als „SS-Ostubaf“, nannte Baydars Mutter namentlich und drohte, auch sie zu erschießen. Bis Juli 2020 stellte die Polizei Hessen alle Ermittlungen dazu ergebnislos ein.
Am 5. März 2019 fragten drei Polizeibeamte unberechtigt Baydars persönliche Daten von einem Polizeicomputer ab: einer im 4. Revier in Wiesbaden, je einer in Berlin-Spandau und Berlin-Neukölln. Sie handelten unabhängig voneinander und riefen keine Namen von Angehörigen Baydars ab. Weil Hinweise fehlten, dass die Abrufe mit den Drohungen zu tun hatten, wurden die Beamten nicht suspendiert. Baydar erfuhr von den Abfragen erst ab 13. Juli 2020.
Die Drohungen enthielten sexistische Beleidigungen und Vergewaltigungsfantasien. Eine widersprach Berichten über „explizite Vergewaltigungsdrohungen“: „Hammer zwar nicht, machen wir aber als nächstes“. Baydar vermutete einen Zusammenhang mit Plakaten in Berlin vom Mai 2019, die den Satz „Ihr seid der Hammer“ und vier Porträts von Frauen mit Migrationsgeschichte trugen: Sawsan Chebli (SPD), Dunja Hayali, Enissa Amani und Idil Baydar. Wegen der Anspielung „Hammer“ nahm Baydar an, der Absender sei damals in Berlin gewesen. Die Polizei habe ihre Hinweise jedoch nicht beachtet und nichts zum Ermittlungsstand mitgeteilt.

### An Janine Wissler
Ende Januar 2020 traf die damalige Vorsitzende der Linksfraktion im Landtag Hessen Janine Wissler sich mit Seda Başay-Yıldız. Im Februar 2020 fragte ein Polizist im 3. Wiesbadener Revier ohne konkreten Anlass Wisslers Privatadresse und weitere Daten zu ihr ab. Am 15. und 22. Februar 2020 erhielt sie zwei Drohungen von „NSU 2.0“. Der Absender beschimpfte sie, drohte, am „Tag X“ werde die Polizei sie nicht beschützen, und nannte öffentlich unzugängliche Daten Wisslers. Ferner behauptete er innerdienstliche Kenntnisse und beschimpfte einige Beamte einer Aufklärungsgruppe zu rechtsextremen Vorfällen bei der hessischen Polizei. Er grüßte mit „Sieg Heil“ und „Heil Hitler“. Nach einem Medienbericht dazu sandte er Wissler am selben Tag eine weitere Drohung. Bis Ende Juli 2020 erhielt sie acht solche Mails, weitere bis Anfang März 2021.
Der Wiesbadener Beamte, unter dessen Login Wisslers Privatdaten abgerufen worden waren, gab an, er kenne Wisslers Namen nicht und wisse nichts von der Abfrage. Möglicherweise habe ein Kollege oder eine Kollegin seine Kennung benutzt. Nach Polizeiangaben konnte man ihm das Gegenteil nicht nachweisen und fand keine Bezüge zur rechtsextremen Chatgruppe im Frankfurter Polizeirevier. Die privaten Datenträger des Beamten wurden nicht durchsucht, und er wurde nur als „Zeuge“ geführt. Maßnahmen gegen andere Polizeibedienstete in Wiesbaden sind unbekannt.

### An Hengameh Yaghoobifarah
Hengameh Yaghoobifarah wurde seit ihrer taz-Kolumne „Deutsche, schafft euch ab!“ im Oktober 2017 öfter massiv bedroht, und ihre Adresse wurde ausspioniert. Im August 2018 behandelten die Basler Zeitung und das Hetzportal PI-News ihre Kolumne erneut. Am 17. und 22. August 2018 verlangte ein angeblicher Polizist aus Berlin-Wedding telefonisch von der taz-Redaktion Yaghoobifarahs private Kontaktdaten. Seinen zweiten Anruf beendete er mit der Drohung: „Ihrer Kollegin blüht noch einiges.“ Am 8. Oktober 2019 schrieb „NSU 2.0“ von der Yandexadresse aus über das Leserbriefformular an die taz, beschimpfte die Chefredakteurin als „Volksschädling“ und erwähnte, er habe sie „persönlich telefonisch schon vor Monaten zutreffend belehrt“, dass sich Yaghoobifarah zurückhalten solle. Zudem nannte er die frühere Wohnadresse von Seda Başay-Yıldız.
Nach einem satirischen taz-Kommentar von Yaghoobifarah zur deutschen Polizei vom 15. Juni 2020 führten zwei Hamburger Polizisten am selben Tag Datenabfragen zu ihr durch. Im Juli stand ihr Name in einer Drohmail von „NSU 2.0“. Die Polizisten gaben an, sie hätten die Abfragen aus Neugier oder für eine beabsichtigte Strafanzeige gegen die taz-Autorin abgefragt und hätten keine Kontakte zu Rechtsextremen. Laut den Ermittlern hatten sie die Daten nicht verwendet oder weitergegeben.
Am 23. Juni 2020 erhielt die taz-Redaktion von der Yandexadresse fünfmal eine Mail mit dem Betreff „Hengameh Yaghoobifarah“, signiert mit „SS-Obersturmbannführer“ und „Der Führer des NSU 2.0“. Sie enthielt sexistische und queerfeindliche Beschimpfungen, Yaghoobifarahs Geburtsdatum und den exakten Hinweis: Er habe „schon am 22.8.2018 telefonisch höchstpersönlich klargemacht, dass wir Hengameh Yaghoobifarah […] ganz besonders zutreffend betreuen werden“. Demnach war der frühere Anrufer mit dem Absender identisch oder eng verbunden. Zudem enthielt die Mail die neue, geheime und im Melderegister gesperrte Frankfurter Adresse von Seda Başay-Yıldız. Das LKA Berlin vermutete eine Einzelperson oder Kleingruppe als Urheber, weil der „Führer des NSU 2.0“ seine Mails stets aus der Ich-Perspektive verfasste, gleich formatierte, individuell auf die jeweiligen Empfänger oder Sachverhalte zuschnitt und mehrmals denselben Rechtschreibfehler in einem seltenen Wort machte: „Blut wird fließen, knüppelhagedick!“ Der Satz zitiert ein antisemitisches Lied der rechtsextremen Szene. Die Mails enthielten mehrere solche internen Querverweise.
Auf eine Anfrage der taz antwortete „NSU 2.0“ früh am 3. September 2020, die Anwältin sei mittlerweile in Frankfurt umgezogen: „Hilft ihr aber nicht.“ Er sandte die Antwort auch an verschiedene LKA-Adressen in Hessen und Berlin. Darin betonte er, Yaghoobifarah werde eine „Sonderbehandlung“ erhalten und sei „unser Primärziel“.

### An Jan Böhmermann
Am 25. Juli 2019 fragte ein Berliner Polizist persönliche Daten des Satirikers Jan Böhmermann ab. Am 1. August 2020 sandte „NSU 2.0“ eine Mail mit Böhmermanns Privatadresse an andere Adressaten.
Am 17. August 2020 befragte die Staatsanwaltschaft Frankfurt den Beamten, der die Abfrage zu Böhmermann getätigt hatte. Als Anlass nannte er eine Strafanzeige, an deren Grund und Urheber er sich nicht erinnere. Die Polizei Berlin fand seine Angaben plausibel und korrekt protokolliert und führte ihn daher nicht als Verdächtigen. Am 17. September 2020 berichtete die hessische Justizministerin Eva Kühne-Hörmann (CDU) dem Innenausschuss des Hessischen Landtags von dem Vorgang. Am 18. September 2020 beschimpfte „NSU 2.0“ Böhmermann in einer Drohmail als „Volksschädling“ und nannte die Namen seiner Kinder.

## Weitere Adressaten

### Strafverteidiger
Am 18. Dezember 2018 erhielten mehrere Ermittlungsbehörden, Journalisten und Strafverteidiger eine Drohmail mit dem „Betreff: NSU 2.0“. Der Absender „Wehrmacht“ forderte zehn Millionen Euro in Bitcoin und drohte, Kinder und Beamte zu ermorden. Er hatte zuvor mehrfach Strafverteidiger von Menschen mit Migrationsgeschichte bedroht, darunter Mustafa Kaplan. Dieser erstattete Strafanzeige. 2019 fing die Polizei weitere Drohmails an eine Münchner Strafverteidigerin und eine Berliner Kolumnistin ab, die anonym bleiben wollten.
Am 16. Juli 2020 erhielt Mehmet Daimagüler, ein weiterer Opferanwalt im NSU-Prozess, erstmals eine Drohmail von „NSU 2.0“. Wegen geringer Erfolgsaussicht verzichtete er auf eine Strafanzeige.

### Kulturschaffende
Die Intendantin Shermin Langhoff unterstützte 2019 öffentlich das Zentrum für Politische Schönheit und dessen damalige Protestaktion gegen Björn Höcke (AfD). Am 13. April 2019 sandte ein „NSU-Vergeltungskommando“ ihr und allen Schauspielern des Berliner Maxim-Gorki-Theaters eine Morddrohung: „Mit eurer Unterstützung des kriminellen Mafiavereins ZPS habt ihr Idioten eure Todesliste selber aufgestellt. Die Verbrechen der Terroristen der Antifa werden mit eurem Blut vergolten werden“. Langhoff werde man als erste ermorden. Sie stellte Strafanzeige.
Der Schauspieler Gökdeniz Özcetin aus Bad Kreuznach hatte 2017 eine Protestaktion gegen die rechten Aufmärsche zum Mordfall Mia V. in Kandel (Pfalz) besucht. Am 21. und 23. Juli 2020 erhielt er zwei Morddrohungen: „Der Tag X rückt immer näher und Du TÜRKENSAU wirst hängen.“ „Wir werden Dich kriegen und dann abschlachten. […] Sieg Heil! Mit blutigen Grüssen NSU 2.0“. Er stellte Strafanzeige. Dazu ermittelte das Team „K12“ beim Staatsschutz in Mainz.
Im August 2020 bedrohte „NSU 2.0“ von der Yandexadresse aus die Fernsehsatiriker Jan Böhmermann, Christian Ehring und Carolin Kebekus, nannte ihre Geburtsdaten, Geburtsorte und angeblichen Wohnanschriften, beschimpfte sie als „Volksschädling“ und „Ungeziefer“ und kündigte an, es werde Blut fließen.

### Politiker
Die Bundestagsabgeordnete der Linkspartei Martina Renner erhielt vom 4. Dezember 2018 bis 27. Februar 2021 insgesamt rund 50 Drohmails verschiedener Absender. Die ersten zwölf stammten von „NSO“ und wirkten durch Bezüge zum Nationalsozialismus und Ausdrücke wie „Wehrmacht“, „Heydrich“, „Kaltenbrunner“ einheitlich. Die erste kam von „Wehrmacht Nuke Afrika“ mit dem Betreff „NSU 2.0 Förderung“; auch weitere enthielten dieses Kürzel. Am 11. April 2019 kam eine Mail von „Eylusum“. Ab der Festnahme von André M. im April 2020 folgten 24 Mails von „Staatsstreichorchester“ und elf von „NSU 2.0“, die sich immer wieder auf André M. bezogen. Eine Mail vom 6. September 2020 an André M.s Verteidiger Thomas Penneke enthielt M.s Gefangenenbuchnummer, legte also Insiderwissen aus der Polizei Berlin nahe. Die Mails ab März 2021 an Renner kamen von Trittbrettfahrern.
Renner war im Strafprozess gegen André M. Nebenklägerin. Zum Prozessbeginn am 21. April 2020 sandte „NSU 2.0“ ihr eine weitere Drohmail. Diese Unterstützermails enthielten keine Privatdaten von ihr, manche aber von Janine Wissler und Idil Baydar. Daher vermutete Renner ein Netzwerk mehrerer Absender, die sich abwechselten.
Anne Helm, Fraktionsvorsitzende der Linkspartei im Berliner Abgeordnetenhaus und Sprecherin für Strategien gegen Rechtsextremismus, war schon öfter von Rechtsextremen bedroht worden und stand auf einer Feindesliste eines Berliner Neonazis. Ab 5. Juli 2020 erhielt sie mehrere frauenverachtende Drohmails von „NSU 2.0“, einige davon direkt nach ihren öffentlichen Äußerungen zu dem Fall. Von der Yandexadresse aus gingen auch Drohmails an eine am Prozess gegen André M. beteiligte Staatsanwältin und LKA-Ermittlerin. Bis 16. Juli 2020 erhielten Renner und Helm weitere Morddrohungen mit öffentlich unbekannten Privatdaten, die zum Teil laut Helm nur durch das Ausspähen ihres Wohnumfelds auffindbar waren. Dieses Ausspähen hatten die Neuköllner Neonazis schon lange praktiziert. Sie hatten Kontakte zu Berliner Polizeibeamten; einer davon gehörte damals noch zur hessischen Polizei. Daher vermutete Helm ein bundesweites Absendernetzwerk mit Bezügen zur Berliner Neonaziszene.
Am 10. Juli 2020 forderte „NSU 2.0“ Hessens Innenminister Peter Beuth und Ministerpräsident Volker Bouffier mit der Anrede „Heil Euch Kameraden“ auf, eine vorgegebene Erklärung auf ihren Homepages zu veröffentlichen; andernfalls würden sie getötet. Auch Sondermittler Hanspeter Mener, den Beuth am Vortag eingesetzt hatte, erhielt diese Mail.
Am 14. Juli 2020 erhielt die Bundestagsabgeordnete Helin Evrim Sommer (Die Linke Berlin) eine Drohmail von „AFD“: Ihr werde es so ergehen wie dem ermordeten Kasseler Regierungspräsidenten Walter Lübcke. Dass die Namen Sommers und ihres Ehemannes seit 2010 auf einer Feindesliste von Neuköllner Neonazis standen, hatte die Polizei ihr nur Tage zuvor mitgeteilt.
Am 20. Juli 2020 erhielt die Frankfurter Stadtverordnete Jutta Ditfurth (ÖkoLinx) eine Drohmail von „NSU 2.0“ mit heftigen antisemitischen Beleidigungen und unbekannten Informationen aus ihrem Privatleben. Der Absender beschimpfte sie als „Deutschland-Feindin“, „Judensau“ und „Schande für ihre arische Familie“. Sie solle ohne Überweisungen der Familie Rothschild auszukommen lernen. Er beschrieb, wie grausam man sie umbringen werde, und zeigte den üblichen rechtsextremen Frauenhass, aber laut Ditfurth in einem auffällig kühlen Ton. Wegen der Hinweise zu ihrer Familie müsse er ihre Publikationen längere Zeit beobachtet haben. Er nannte ihre Privatadresse, aber keine anderen Personen, und schloss mit „Heil Hitler wünscht dir der Nationalsozialistische Untergrund 2.0 – NSU“. Die Mail unterschied sich in wichtigen Punkten von der bisherigen „NSU-2.0“-Serie und glich inhaltlich eher früheren Drohungen an Ditfurth. Daher wurde hier ein anderer Absender vermutet. Ditfurth verwies auf zwei Brandanschläge auf ihr Haus und Personen, die ihr in den letzten Jahren signalisiert hatten: „Wir haben Sie im Blick.“ Dass Hessens Polizei das Verhalten ihrer Mitarbeiter in der Arbeitszeit nicht genau dokumentiere und aufkläre, bedeute „entweder, dass sie komplett unfähig sind. Oder dass sie unwillig sind und ein rechtsradikales Netz gestützt wird.“ Sie stellte Strafanzeige, erwartete aber keine polizeiliche Aufklärung.
Am selben Tag erhielten Sawsan Chebli und Karamba Diaby (SPD), Claudia Roth und Katrin Göring-Eckardt (Grüne), Katja Kipping und Martina Renner (Linkspartei), die Journalisten Deniz Yücel und Michel Friedman sowie erneut Jutta Ditfurth eine identische Mail von „NSU 2.0“. Die Absender beschimpften sie als „Menschendreck“ und drohten: „Wir wissen alle genau, wo ihr wohnt. Wir werden euch alle abschlachten.“
Am 21. Juli 2020 gab Volker Beck (Grüne) den Erhalt einer Drohmail von NSU 2.0 bekannt. Am 22. Juli 2020 erhielten Belit Onay, Anton Hofreiter, Renate Künast und Filiz Polat (Grüne) eine identische Morddrohung, signiert mit „Heil Hitler“, „Der Nationalsozialistische Untergrund 2.0“ und „NSU 2.0“. Die Empfänger erstatteten Strafanzeige. Am 23. Juli 2020 erhielten Amira Mohamed Ali, Sevim Dagdelen, Gökay Akbulut (Linkspartei), erneut Anton Hofreiter und ungenannte weitere Grünen-Abgeordnete Drohmails von „NSU 2.0“, die sie dem Bundeskriminalamt (BKA) übergaben. Die Drohmails vom 20. bis 23. Juli 2020 hatten eigene Merkmale: Die Absender behaupteten, man kenne die Aufenthaltsorte der Bedrohten und habe auch ihre Familien und Freunde ausspioniert, nannten aber keine Privatdaten. Sie zeigten Sympathien mit NS-Verbrechern wie Heinrich Himmler, Rudolf Heß oder Eugen von Savoyen. Hier wurden Nachahmer vermutet.
Am 29. Juli 2020 gab die SPD-Vorsitzende Saskia Esken den Erhalt einer Morddrohung von „NSU 2.0“ bekannt. Sie stellte Strafanzeige, erwartete aber keinen Ermittlungserfolg. Anfang September 2020 erhielten Janine Wissler, Martina Renner, Idil Baydar und verschiedene Empfänger in Polizei, Justiz und Medien erneut mehrere Drohmails von der Yandexadresse von „NSU 2.0“.
Im Februar 2021 erhielt Anne Hübner (SPD München) zwei verschlüsselte E-Mails mit Morddrohungen von „NSU 2.0“, unterzeichnet mit „Heil Hitler“. Die Polizei vermutete einen Nachahmer und stellte das Verfahren bis Mai 2021 ergebnislos ein.
Am Tag der Kommunalwahl in Hessen 2021 (14. März) erhielt Nico Wehnemann (Die Partei Frankfurt) eine Morddrohung von „NSU 2.0 Der Führer“. Er und der hessische Parteivorsitzende erstatteten Strafanzeige.
Am 22. Mai 2021 erhielt die damalige hessische SPD-Landesvorsitzende Nancy Faeser einen Brief von „NSU 2.0“ an ihr Wahlkreisbüro. Der Umschlag enthielt ein weißes Pulver, das sich als harmlos herausstellte. Der Staatsschutz ermittelte. Ein zweiter Drohbrief von „NSU 2.0“ an Nancy Faesers Wahlkreisbüro vom 4. Juni 2021 enthielt auch das internationale Biohazard-Symbol.
Am 25. Mai 2021 erhielt das Wahlkreisbüro von Martina Renner drei Drohbriefe eines identischen Absenders. Der erste enthielt ein weißes Pulver, der zweite Bezüge zu „NSU 2.0“ und zu Renners vorheriger Aussage zur Festnahme von Alexander Horst M. in Berlin. Der dritte enthielt sexistische Beleidigungen und ein Foto der weiteren Drohmailempfängerin Hengameh Yaghoobifarah. Die Drohbriefe an Nancy Faeser und Martina Renner vom Mai/Juni 2021 wurden vom selben hessischen Postamt aus versandt. Die Behörden ordneten sie einem oder mehreren Nachahmern der ursprünglichen Drohserie zu.
Einige Morddrohungen an Politiker waren mit „Wolfszeit“, „Wolfszeit 2.0“ und/oder einem Wolfssymbol gekennzeichnet. Die dritte derartige Mail vom 5. März 2020 an das Wahlkreisbüro von Katina Schubert (Linkspartei Berlin) drohte, man werde sie „niederstechen“, weil sie sich „für dreckige Asylanten“ einsetze. Sie erstattete Strafanzeige. Im selben Monat erhielt der grüne Europaparlamentarier Erik Marquardt die Drohung: „Wir finden dich, wir schlachten dich. Verzieh dich mit deinen Helfern aus Griechenland!“ Es sei „Wolfzeit“. An Christiane Schneider (Die Linke Hamburg) schrieb der mutmaßlich gleiche Absender, sie sei „offiziell zur Jagd freigegeben“; man werde sie „abschlachten“: „Ist Wolfzeit“. Alle drei Adressaten engagieren sich öffentlich für Geflüchtete. Laut der Polizei Berlin ähnelten diese Mails sprachlich und inhaltlich denen von „Staatsstreichorchester“, „Wehrmacht“ oder „NSO“; man vermute einen Zusammenhang mit der unaufgeklärten rechtsextremen Anschlagserie in Berlin-Neukölln.
Der Ausdruck „Wolfzeit“ bezog sich auf bei Nazis beliebte Buchtitel und den Film „Wolfzeit“ (2003). Die einige Male benutzte E-Mail-Adresse „Luebcke 2019“ bezog sich auf den Mord an Walter Lübcke am 1. Juni 2019. Der Neonazi Heinz Lembke hatte umfangreiche Waffendepots angelegt und 1981 kurz vor seinem Suizid geschrieben: „Es ist Wolfszeit“. Wie er verstanden sich viele Rechtsterroristen als „Einsamer Wolf“, der jederzeit von jedem Ort aus führerlosen Widerstand ausüben kann. Staatsbehörden verharmlosten diesen Tätertyp lange als „alte Unbelehrbare“, als „Waffennarren“ oder „Spinner“.
Der Stadtrat Manoj Subramaniam Jansen aus Erkelenz täuschte seit Juli 2022 eine Serie rechtsextremer Angriffe auf sich selbst vor, darunter ein Drohschreiben von „NSU 2.0“ vom 1. September 2022. Als Ermittler die Täuschung herausfanden, trat Jansen am 2. September 2022 von seinen politischen Ämtern zurück und aus der Partei der Grünen aus. Später erhielt er eine Geldstrafe für seinen Täuschungsversuch.
Am 14. April 2025 veröffentlichte Zwickaus Oberbürgermeisterin Constance Arndt die Morddrohung eines Absenders „NSU“, der sich „Adolf Hitler“ nannte und forderte, sie solle an den ermordeten Politiker Walter Lübcke denken und „immer schön aufpassen“. Arndt stellte Strafanzeige.

### Journalisten
Im Oktober 2018 sandte „NSU 2.0“ an die Moderatorin Anja Reschke eine Drohmail, bepöbelte sie als „Antifa-N****-Muslim-Zigeunerhure“ und drohte, ihre Kinder würden „abgeknallt“, falls sie auf Sendung gehe. Er nannte die Namen ihrer Kinder, die sie geheim gehalten hatte. Eine weitere Drohmail von „NSU 2.0“ vom Juli 2019 an Reschke ähnelte einer Mail, die sie im Jahr 2015 erhalten hatte, und bezog sich auf ein damaliges Telefonat mit ihrer Nachbarin: Dabei hatte sich der Anrufer als Polizist vorgestellt und nach Reschke und ihrer Familie gefragt. Vermutlich hatte er dabei die Namen ihrer Kinder erfahren.
Am Abend des 14. Juli 2020 sandte „NSU 2.0“ an die Redaktion der ZDF-Talkshow von Maybrit Illner eine Mail im Stil einer Zuschauerzuschrift. Er schlug vor, Janine Wissler, Martina Renner, Anne Helm, Idil Baydar und Hengameh Yaghoobifarah in eine Sendung mit dem Thema „Wann wird Deutschland endlich abgeschafft?“ einzuladen. Er drohte allen sechs Frauen den Tod an und warf Illner vor, sie engagiere sich für die „Abschaffung der Scheißdeutschen, die Vernichtung der Kartoffelkultur und für den Bevölkerungsaustausch“. Er sei Polizist, habe schon mehrere rechtsextreme Mails verschickt und werde weitere folgen lassen. Zum Schluss bezog er sich auf die „Kameraden des Staatsstreichorchesters“, die 2019 ebenfalls bundesweit Drohschreiben verschickt hatten. Ferner bezog er sich auf den Rücktritt des Landespolizeipräsidenten Udo Münch am selben Tag. Diese Mail ging auch an mehrere Fraktionen im Landtag Hessen. Der Sprachduktus ähnelte den bisherigen Schreiben, so dass man denselben Absender annahm.
Am 18. Juli 2020 sandte „SS-Obersturmbannführer“ eine mit „NSU 2.0“ unterzeichnete Drohmail an 15 Adressaten, darunter Janine Wissler, Idil Baydar, Hengameh Yaghoobifarah und erstmals den Journalisten Deniz Yücel. Darin stand: „Die Volksschädlinge Deniz Yücel und Hengameh Yaghoobifarah (…) unterliegen von hiesiger Fachdienststelle nämlich der Sonderbehandlung. Irgendeiner muss die Drecksarbeit ja auch machen. Heil Hitler.“ Anlass war eine frühere satirische Kolumne von Yücel mit dem Titel „Geburtenschwund: Super, Deutschland schafft sich ab!“ Die Mail enthielt keine persönlichen Daten der Adressaten. Sie ging auch an Innenminister Peter Beuth, den neuen Landespolizeipräsidenten Roland Ullmann, Ministerpräsident Volker Bouffier, das LKA Hessen, die Staatsanwaltschaft Frankfurt, Sonderermittler Hanspeter Mener, die Bundeszentrale der CDU und einige Medien. Bis Mai 2021 erhielt Yücel insgesamt fünf Drohmails von „NSU 2.0“.
Vor dem Landgericht Neuruppin sollte ein 100-jähriger ehemaliger KZ-Wachmann, vor dem Landgericht Itzehoe eine 95-jährige ehemalige Sekretärin eines nationalsozialistischen Konzentrationslagers angeklagt werden. Ende Februar 2021 sandte „NSU 2.0“ beiden Gerichten eine Bombendrohung. Weil die Bombe auf der Straße vor dem Gericht hochgehen sollte, ließ der Präsident des Landgerichts Neuruppin das Gebäude nicht räumen. Am nächsten Tag erhielten die Wochenzeitung „Jüdische Allgemeine“ sowie ungenannte Politikerinnen weitere Drohmails von „NSU 2.0“.

### Nichtregierungsorganisationen
Am 9. November 2018, dem 80. Jahrestag der Novemberpogrome 1938, sandte „Wehrmacht“ eine antisemitische Drohmail an die Amadeu Antonio Stiftung, Belltower.News, die Aufklärungsinitiative NSU-Watch und andere. Unter dem Titel „Advent, Advent, ein Jude brennt“ verlangten der oder die Autoren zehn Millionen Euro und drohten, man werde „das Morden und Vergewaltigen zu einem sehr lukrativen Hobby […] machen“ und könne so alle Länder „dieser Welt in den Abgrund […] reißen“. Man werde ein internationales Netzwerk von Rechtsterroristen und Pädophilen errichten.
Anfang Januar 2019 behauptete derselbe Absender im Plural, man betreibe eine Dienstleistungsplattform zur Förderung von Rechtsterroristen und Pädophilen. Man werde Kinder vergewaltigen und töten, falls die Erpressten nicht die geforderte Summe von zehn bzw. hundert Millionen Euro in der Kryptowährung Monero zahlten. Nur so könnten die Adressaten den Aufbau einer Terrororganisation verhindern. Am 23. Januar 2019 drohte eine Mail der Stiftung und anderen: „Wir werden nicht nur dafür sorgen, dass sich kein jüdischer Untermensch mehr in Deutschland und weltweit sicher fühlt, sondern Prämien für jeden toten Juden ausloben […] Sieg Heil und Heil Hitler! Mit freundlichen Grüßen Die Musiker des Staatsstreichorchesters.“ Ab 7. April 2019, drei Tage nach der Festnahme des Drohmailschreibers André M., drohten „Die Musiker des Staatsstreichorchesters“: „Wir werden alles daran setzen, dass es bald wieder Pogrome in diesem Land gibt und dass sich kein Jude, Moslem, Neger oder auch linke Journalisten und Politiker sicher fühlen […] Sieg Heil und Heil Hitler!“
Die Stiftung und Belltower.News erhielten 2019 weitere antisemitische und menschenverachtende Drohmails von „NSU 2.0“, „Wehrmacht“ oder „Staatsstreichorchester“. Mehrere bezogen sich positiv auf andere Rechtsterroristen: „Wir zielen auf Klientel à la David Sonboly, Brenton Tarrant und möchten solchen und Helden, die es werden möchten, eine Plattform anbieten.“ Sie verwiesen auf das Darknetforum Deutschland im Deep Web, wo Sonboly 2016 seine Mordwaffe gekauft hatte. Nachdem das Forum zweimal gesperrt worden war, erschien im Herbst 2018 „Deutschland im Deep Web 3“. Dort wurden einige Drohmails von „Wehrmacht“, „NSU 2.0“, „Elysium“ und „Die Musiker des Staatsstreichorchesters“ veröffentlicht, bis die Betreiber das Forum im Frühjahr 2019 erneut sperrten. Die Amadeu Antonio Stiftung brachte alle Drohmails dieser Serie zur Anzeige.
Im August 2020 beschimpfte „NSU 2.0“ in einer Drohmail an andere Empfänger auch eine Aktivistin der Frauenbewegung Femen. Diese erfuhr erst viel später durch ein Schreiben des LKA davon.

### Religiöse Organisationen
Am 11. Januar 2019 sandte „NSU 2.0“ an Aiman Mazyek (Zentralrat der Muslime in Deutschland) und Josef Schuster (Zentralrat der Juden in Deutschland) eine identische Drohmail mit Mordfantasien. Im Betreff stand „Aufruf zur Vernichtung von Josef Schuster und Aiman Mazyek“. Am 21. Juli 2020 erhielt Josef Schuster eine zweite Mail von „NSU 2.0“. Sie enthielt Mordparolen, trug aber einen anderen Namen im Absenderfeld.
Aiman Mazyek erhielt drei weitere Morddrohungen mit der Unterschrift „Heil Hitler Dein NSU 2.0“. Die dritte vom 22. Juli 2020 bedrohte ihn mit Vergasen und seine Familie mit Zerstückeln. Sie nannte Familienmitglieder namentlich. Mazyek erklärte, die „feige Straftat“ bestärke ihn nur in seinem Einsatz gegen jede Form von Rassismus. Er lasse sich auf keinen Fall von solchen „demokratiezersetzenden, rassistischen Tiraden“ in seiner Arbeit behindern. Der Täter müsse „mindestens gut recherchiert haben und mich lange beobachtet haben“. Er erstattete Strafanzeige.
Die Sultan-Ahmet-Camii-Moschee in Dortmund wurde im Februar 2022 mit einem Hakenkreuz beschmiert und erhielt im April 2022 zwei rechtsextreme Drohbriefe. Der erste kündigte an: „Wir machen eure Moschee kaputt“. Der zweite vom 14. April 2022 war mit Hakenkreuzen und „NSU 2.0“ unterzeichnet. Am selben Tag erhielt die Mevlana-Moschee in Barnstorf eine ähnliche Drohmail. In den Wochen zuvor waren dort Fensterscheiben eingeschlagen worden. Am 27. August 2022 erhielt die Mevlana-Moschee erneut einen Brief von „NSU 2.0“ mit einem Hakenkreuz und der Drohung „Wir legen euch Türken alle um“. Am 25. September erhielten die Eyüp Sultan Camii Moschee und die evangelisch-lutherische Thomaskirche in Osnabrück einen ähnlichen Drohbrief.
Am 8. November 2022 erhielt die DITIB-Moschee in Göttingen einen Drohbrief von „NSU 2.0“ mit einem Hakenkreuz und Fotos des Attentäters von Hanau und einer unbekannten Frau. Die gedruckte Drohung lautete: „Macht nur weiter so, und wir kommen wieder, dann wird schlimmeres passieren. Dumm Dümmer ISLAM“. Als Absender stand die E-Mail-Adresse combat18@scryptmail.com auf dem Umschlag. Im September 2022 hatten Unbekannte Hakenkreuze vor die Moschee geschmiert. Ende Mai hatten zwei gegen eine Moschee in Hannover geschleuderte Molotowcocktails einen Imbiss in Brand gesetzt. Daran erinnerte ein Drohschreiben vom Ende Juli 2023 an die Moschee: „Euer Imbiss ist nur der Anfang. Wir kommen wieder.“ Ende Juli 2023 und am 4. August 2023 erhielt erneut die Eyüp-Moschee in Bramsche, beim zweiten Mal auch eine muslimische Gemeinde in Osnabrück so einen Drohbrief: „Macht ruhig weiter so, und der Tag ist nicht mehr fern, an dem wir es mit euch so machen, wie wir es mit den Juden gemacht haben.“ Als Absender war jeweils eine in Osnabrück wohnhafte Familie angegeben. Die Staatsanwaltschaft Osnabrück ermittelte seit Herbst 2022 bundesweit zu insgesamt 34 solchen Drohschreiben gegen muslimische und einige christliche Gemeinden, 18 davon mit der Signatur „NSU 2.0“. Sie führte diese Serie auf einen einzelnen „Trittbrettfahrer“ zurück, der eventuell die auf Porträtfotos abgebildete, aber an den Drohungen unbeteiligte Osnabrückerin verleumden wolle.

### Walter-Lübcke-Schule Wolfhagen
Im Sommer 2020 benannte sich die Gesamtschule in Wolfhagen nach dem dort ermordeten Walter Lübcke, um an ihn und sein Engagement für Demokratie und Geflüchtete zu erinnern. Beim Strafprozess gegen Lübckes Mörder hielten Wolfhagener Schüler am Oberlandesgericht Frankfurt eine Mahnwache ab und forderten eine härtere Strafverfolgung rechtsextremer Gewalt. Am 28. Januar 2021 wurde der Mörder verurteilt. Am nächsten Tag sandte „NSU 2.0“ eine Bombendrohung an die Schule. Darum wurde dort eine Videoüberwachung eingerichtet.
Am 2. Februar 2021 erhielt der Leiter der Wolfhagener Schule eine Drohmail mit dem Betreff „Letzte Warnung“, gefolgt von der Anrede „Heil Hitler, du verfluchtes Schwein“ und der Drohung gegen den damaligen Schülersprecher: „Lukas Mühlbauer ziehe ich bei nächster Gelegenheit einen Eishockeyschläger durch seine debile Fresse.“ Mühlbauer hatte sich für die Umbenennung der Schule und Geflüchtete eingesetzt und kandidierte damals als Mitglied der Jusos für den Kasseler Kreistag. Wegen der Mail schlief er wochenlang schlecht, ging kaum aus dem Haus und nahm nicht mehr am Wahlkampf teil.

## Ermittlungsverlauf

### August 2018 bis Juli 2020
Ab August 2018 ermittelte das Polizeipräsidium Frankfurt am Main zur Strafanzeige von Seda Başay-Yıldız. Im September fand man die Chatgruppe „Itiotentreff“, durchsuchte Büros und Privaträume von fünf beteiligten Frankfurter Polizisten, beschlagnahmte ihre Telefone und Computer. Davon und dass das erste Drohfax eventuell von eigenen Kollegen stammte, erfuhren Landesregierung und Medien erst am 10. Dezember 2018. Damit wurde aus der Drohserie auch ein Polizeiskandal.
Am 14. Dezember 2018 setzte Innenminister Beuth eine LKA-Ermittlergruppe dazu ein, geführt von LKA-Präsidentin Sabine Thurau. Sie fand in Kirtorf weitere verdächtige hessische Polizeibeamte und deren rechtsextremes Umfeld. Bis Februar 2019 blieb der Datenabruf im ersten Frankfurter Revier die einzige Spur, so dass Polizisten als Absender der ersten Drohfaxe galten.
Im Verlauf wurden immer mehr Verdachtsfälle rechtsradikaler hessischer Polizisten bekannt. Die Ermittlergruppe wurde auf 60 Beamte aufgestockt und sollte alle weiteren Verdachtsfälle aufklären. Bis Dezember 2019 verdächtigte das LKA noch 13 von anfangs 38 hessischen Polizisten als rechtsradikal. Sieben davon wurden aus dem Dienst entlassen, bis Juli 2020 weitere. Einige Verfahren wurden eingestellt.

### Sonderermittler und Rücktritt
Das Landespolizeipräsidium hatte seit März 2020 von der illegalen Datenabfrage zu Janine Wissler in Wiesbaden gewusst und den eingeloggten Beamten dazu befragt. Dieser hatte behauptet, er kenne Wissler nicht und erinnere sich nicht an die Abfrage. Aus ungeklärten Gründen gelangten diese Protokollvermerke nicht an Innenminister Beuth. Daraufhin setzte er am 9. Juli 2020 den Frankfurter Kriminaldirektor Hanspeter Mener als Sonderermittler zu „NSU 2.0“ ein.
Seda Başay-Yıldız kritisierte diesen Schritt als „puren Aktionismus“. Journalisten kritisierten ihn als Misstrauensvotum gegen Sabine Thurau und das LKA. Beuth habe die Abfragemechanismen bei Hessens Polizei bisher nicht überprüfen lassen und trage daher selbst Verantwortung für die fehlende Aufklärung.
Am 14. Juli 2020 trat Landespolizeipräsident Udo Münch wegen der verspäteten Information Beuths zurück. Dieser gab an, man habe ihn auch von der unerlaubten Abfrage zu Idil Baydar vom März 2019 nicht oder „zumindest nicht sachgerecht“ informiert. Die Staatsanwaltschaft Frankfurt übernahm nun auch die Berliner Verfahren zu den Drohungen gegen Baydar, Anne Helm und Martina Renner. Hanspeter Mener erhielt ab 17. Juli 2020 umfangreiche Zugriffsrechte auf Personal und Fachwissen von Polizei, Verfassungsschutz und Justiz am hessischen Extremismus- und Terrorismusabwehrzentrum.
Udo Münch hatte Details zum Fall Wissler an Journalisten weitergegeben und damit die laufenden Ermittlungen gefährdet. Im Februar 2023 verurteilte das Amtsgericht Wiesbaden ihn wegen Verletzung des Dienstgeheimnisses rechtskräftig zu einer Geldstrafe. Dies wurde erst im Oktober 2023 bekannt.

### Getrennte Ermittlungen
Ab 10. Juli 2020 drängten Bundespolitiker, Juristen, LKA-Präsidentin Sabine Thurau und der Frankfurter Oberstaatsanwalt Albrecht Schreiber den Generalbundesanwalt (GBA) zur Übernahme der Ermittlungen. Die Bundesanwaltschaft sah jedoch keine ausreichenden Indizien für die Bildung einer terroristischen Vereinigung.
Der FDP-Innenpolitiker Benjamin Strasser forderte einen von Polizei und Verfassungsschutz unabhängigen, bundesweiten Sonderermittler zu rechtsextremen Polizeibeamten.
Bis zum 20. Juli 2020 fanden die hessischen Ermittler keine Hinweise, dass Polizeibeamte selbst Drohmails versandt hatten, vermuteten jedoch, dass sie die abgerufenen Daten an den oder die Drohmailabsender weitergegeben hatten. Martina Renner kritisierte Abstimmungsmängel zwischen den LKAs und dem BKA: Diese beachteten die Bezüge zwischen den Drohserien und zur jahrelangen rechtsextremen Anschlagserie in Berlin-Neukölln zu wenig. Jedoch ermittelten weiter drei verschiedene LKA-Einheiten getrennt zu den illegalen Datenabfragen auf Polizeirevieren: in Hessen die „AG 21“, in Berlin die Einheit „Triangel“ sowie eine Sicherungsgruppe des BKA für Bundestagsabgeordnete.

### Innenausschuss
Am 21. Juli 2020 erfuhr der Innenausschuss des hessischen Landtags den damaligen Ermittlungsstand. Bis dahin hatte „NSU 2.0“ 69 Drohschreiben versandt. Zu drei Adressaten (Seda Başay-Yıldız, Idil Baydar und Janine Wissler) waren zuvor
polizeiliche Datenabfragen auf drei hessischen Revieren erfolgt. Drei Bedienstete jener Reviere hatten Online-Kontakte zu Rechtsextremen und wurden aus dem Polizeidienst entlassen.
Erst ab Juni 2020, neun Monate nach dem Fund der illegalen Abfrage zu Idil Baydar vom März 2019, wurden zwölf Polizeibeamte befragt, die damals im Wiesbadener Revier Dienst gehabt hatten. Gegen einen davon wurde am 13. Juli 2020 ein Disziplinarverfahren eingeleitet. Erst am 22. Juni 2020 wurde ein Beamter als Zeuge zum Datenabruf zu Janine Wissler vom Februar 2020 vernommen. Beuth hatte nicht nach Parallelen zu den früheren Datenabfragen zu Başay-Yıldız gefragt.
Oberstaatsanwalt Schreiber konnte weder Gründe der Datenabfragen noch Absender der Drohmails aufklären, weil sich in Wiesbaden üblicherweise ein Beamter einloggte, damit seine Kollegen auf den Computer zugreifen konnten. Datenträger oder Mobiltelefone der bei den Abfragen diensthabenden Beamten wurden weder beschlagnahmt noch durchsucht. Sie wurden als Zeugen, nicht als Beschuldigte eingestuft. Ihre Befragung habe sich wegen der späten Übernahme der Berliner Verfahren und der COVID-19-Pandemie in Deutschland verzögert. Die Oppositionsvertreter im Ausschuss kritisierten diese Entschuldigung scharf.
Am 20. Juli 2020 hatte Beuth von der Drohmail mit der polizeilich gesperrten neuen Wohnanschrift von Başay-Yıldız erfahren. Davon berichtete er dem Innenausschuss nichts. Als diese Drohmail im September 2020 bekannt wurde, beteuerte Beuth, er und Roland Ullmann wüssten nichts von einer weiteren illegalen Datenabfrage bei der Polizei Hessen.
Bis September 2020 leitete das LKA Hessen 25 Ermittlungsverfahren gegen 50 Beschuldigte, darunter Polizeibeamte, im Zusammenhang mit „NSU 2.0“ ein. Der Innenausschuss erfuhr jedoch von erneuten illegalen Polizeiabfragen zu Privatdaten Prominenter. Diese wurden dem hessischen Datenschutzbeauftragten verspätet gemeldet. Die mit der Aufklärung dieser Fälle beauftragte Firma war in einen Korruptionsskandal verwickelt und musste vom Verfahren abgezogen werden.

### Rechtshilfeersuchen und Sprachanalysen
Am 31. Juli 2019 sandte die Staatsanwaltschaft Frankfurt ein Rechtshilfeersuchen zu den Yandex-Absenderdaten an Russland. Ein Jahr später bat auch das BKA Russland und die USA um Rechtshilfe beim Zugriff auf Absenderdaten. Bis dahin ließ die „AG 21“ psychologische und sprachliche Gutachten zu den Mailabsendern erstellen, befragte deutsche Geheimdienste und Cyberexperten dazu. Als Haupthindernis der Täterfahndung galt die Thor-Verschlüsselung der Drohmails.
2021 gewährten die russischen Behörden Einblick in das Postfach des Yandexkontos. Nun konnten die deutschen Ermittler die von da aus versandten Drohmails analysieren. Experten des LKA und BKA bei der Zentralstelle zur Bekämpfung der Internetkriminalität (ZIT) in Gießen werteten sie linguistisch aus und verglichen ungewöhnliche Formulierungen darin mit Netzbeiträgen. So enttarnten sie bis März 2021 den Berliner Alexander Horst M. als möglichen Verfasser vieler Drohmails.

## Tatverdächtige

### Frankfurter Chatgruppe „Itiotentreff“

#### Rechtsextreme Chats
Im September 2018 durchsuchten Ermittler das Haus der am 2. August 2018 eingeloggten Frankfurter Polizistin und fanden auf ihrem Mobiltelefon eine WhatsApp-Chatgruppe namens „Itiotentreff“. Die sechs Mitglieder hatten insgesamt 102 Bilder, Karikaturen und Nachrichten mit rechtsextremer Tendenz versandt. Zur Gruppe gehörten fünf hessische Polizisten, vier davon im 1. Frankfurter Revier, und eine Privatperson. Von Oktober 2015 bis Oktober 2016 hatten sie einander Nazisymbole und menschenverachtende Bilder gesandt. Unter einem Bild Adolf Hitlers vor einem rauchenden Schornstein stand der Kommentar: „Umso größer der Jude, desto wärmer die Bude“. Weitere Bilder zeigten KZ-Häftlinge, schwarze Menschen und den ertrunkenen Flüchtlingsjungen Alan Kurdi mit dem Kommentar „Wers findet, darfs behalten“. 40 dieser Posts stufte die Staatsanwaltschaft Frankfurt als strafrechtlich relevant ein.

#### Ermittlungen
Die beteiligten Polizisten waren bis dahin nicht disziplinarrechtlich oder politisch aufgefallen. Einer sollte an der Führungsakademie der Deutschen Polizei studieren, zwei weitere sollten wegen einer Reanimation geehrt werden.
Am 11. September 2018 wurde das 1. Frankfurter Revier durchsucht. Die Polizisten, die dort am 2. August 2018 Dienst hatten, wurden vernommen. So erfuhren sie vom Verdacht gegen sie. Am Abend ließ sich der Polizeicomputer, von dem die Daten zu Seda Başay-Yıldız abgefragt worden waren, nicht mehr hochfahren. Er wurde zu Beginn der Spätschicht als defekt gemeldet und musste neu gestartet und konfiguriert werden.
Die an der Chatgruppe beteiligten fünf Polizisten wurden suspendiert. Gegen sie wurde wegen Volksverhetzung und dem Verwenden von Kennzeichen verfassungswidriger Organisationen ermittelt. Bis Dezember 2018 wurden ihre Arbeitsplätze und Wohnungen zweimal durchsucht. Ob einer oder mehrere das Drohfax versandt oder die abgefragten Daten weitergegeben hatten, blieb ungeklärt. Geprüft wurde auch, ob sie dienstlich mit Seda Başay-Yıldız zu tun hatten. Die suspendierten Polizisten machten keinerlei Angaben.
Bei der ersten Durchsuchung am 25. Oktober 2018 identifizierten die Ermittler einen sechsten Polizisten als Chatmitglied. Am 12. Dezember 2018 fanden sie in seinem Haus in Kirtorf ein Zimmer mit Flaggen, Uniformen, Plakaten, Orden und Abzeichen der NS-Zeit. Der Beamte hängte bei großen Sportereignissen eine Reichsflagge in Schwarz-Weiß-Rot aus. Auf Facebook folgte er der AfD und dem Neonaziportal „Traditionsbuchreihe“, das Tode von SS-Veteranen als „Kameraden“ meldet und den Tod eines NS-Kriegsverbrechers als Mord ausgibt. Sein jüngerer Bruder gratulierte dem aktiven Neonazi Glenn Engelbrecht oft zum Geburtstag. Dieser leitete die Kameradschaft „Berserker Kirtorf“ und lud regelmäßig bundesweit Neonazis zu seiner Geburtstagsparty am „Führergeburtstag“ (20. April) ein. 2004 sangen die Gäste dabei antisemitische Lieder mit Mordaufrufen. Später managte Engelbrecht die Rechtsrock-Band „Gegenschlag“ und trat mit ihr 2017 in Themar beim Festival „Rock gegen Überfremdung“ vor 6000 Neonazis auf. Mit ihm, weiteren Neonazis und Rechtsrockbands waren die Kirtorfer Brüder auf Facebook verbunden. Direkte Kontakte zu Engelbrechts Kameradschaft und Band ließen sich ihnen nicht nachweisen.
Am 17. und 18. Januar 2019 fanden die Ermittler im Haus des älteren Kirtorfers erlaubnispflichtige Waffen, Gewehr- und Pistolenmunition, auf dem Handy seines jüngeren Bruders volksverhetzende Nachrichten. Wegen des Verwendens verfassungswidriger Kennzeichen und Volksverhetzung wurde insgesamt gegen vier in Romrod und Kirtorf wohnhafte Polizisten ermittelt. Mindestens einer davon gehörte zur Reichsbürgerbewegung.
Am 25. Juni 2019 nahmen die Ermittler den älteren Kirtorfer vorläufig fest und durchsuchten erneut seine Wohnräume, ließen ihn aber wegen fehlendem Haftgrund am nächsten Tag wieder frei. Er hatte 18 der 40 strafrechtlich relevanten Chatposts der Gruppe „Itiotentreff“ verschickt und galt als möglicher Absender der ersten Drohfaxe an Seda Başay-Yıldız. Er trug eine Schwarze Sonne als Tatoo, bestritt aber, dass er rechtsextrem sei.
Zur Chatgruppe gehörte auch ein Polizist aus Alsfeld, der im März 2019 suspendiert wurde. Wegen möglicher Bezüge zur Chatgruppe wurden im Februar 2020 die Wohnungen und Diensträume von drei weiteren Frankfurter Polizisten durchsucht, so auch Wohnung und Arbeitsplatz eines hessischen Polizisten, der vor dem Fund der Chatgruppe nach Berlin gezogen war.
Im August 2020, nach 14 weiteren „NSU-2.0“-Drohmails, verdächtigte die Staatsanwaltschaft Frankfurt nur noch den älteren Kirtorfer der illegalen Datenabfrage und führte ihn wegen Bedrohungen und Volksverhetzungen als Beschuldigten. Der Verdacht gegen die eingeloggte Polizistin ließ sich nicht erhärten. Im September 2020 verdächtigten die Ermittler einen Kirtorfer Polizisten auch wegen „möglichen punktuellen Vernetzungen“ mit Drohmailabsendern an Berliner Adressaten.
Der Frankfurter Polizist Johannes S. hatte sich seit der Bundestagswahl 2013 im Netz als AfD-Anhänger und Hasser der Antifa gezeigt. Den Verdacht, er habe das erste Drohfax abgesandt, stützten folgende ermittelte Indizien:
- Am 2. August 2018 hatte S. sein Diensthandy 81 Mal benutzt, öfter als an jedem anderen Tag, und viele seiner Chats gelöscht.
- Darauf fanden sich noch drei Suchläufe nach „Yildiz in Frankfurt“ und „Rechtsanwältin“ sowie nach dem Islamisten Sami A. Diesen hatte Başay-Yıldız im Sommer 2018 vertreten und zeitweise vor unrechtmäßiger Abschiebung bewahrt.  Als „Vergeltung“ dafür hatte das erste Fax ihr die Ermordung ihrer Tochter angedroht.
- In einem früheren Chatbeitrag erwähnte S. den Islamisten Bilal Gümüs, den Başay-Yıldız vertreten hatte.
- Das mit einem Tor-Browser verschlüsselte erste Drohfax an Başay-Yıldız war wahrscheinlich von einem Handy oder Tablet versandt worden. S. hatte 2014 an der Polizeiakademie Hessen über die Nutzung der Tor-Browser-Verschlüsselung referiert.[147]
- S. hatte sein iPad, das er auch im Dienst nutzte, kurz nach dem ersten Drohfax verkauft. Auf dem Backup dieses iPads waren zwei Tor-Browser installiert, die denen glichen, die der Drohmailabsender genutzt hatte. Ferner fand sich ein Suchlauf nach „Yildiz in Frankfurt“ auf dem Backup.[148]
- Der Name des früheren Polizeiausbilders von S. tauchte als Absender einer Drohmail auf.
- Auf dem Handy von S. fanden sich Fotografien von ihm und Freunden mit Hitlergruß und zum Hakenkreuz geformten Stiften.
- Im Chat benutzte er öfter das Filmzitat „Ich reiß dir den Kopf ab und scheiß dir in den Hals“[10] und einen weiteren Satz, der auch in „NSU-2.0“-Drohmails vorkam.
- Er hatte am 2. August 2018 während der Datenabfrage zu Başay-Yıldız Dienst. Als das Fax an sie versandt wurde, befand er sich in einem Vernehmungsraum der Wache, von wo aus Faxe versandt werden konnten.
- Sein Streifenwagen meldete 35 Sekunden nach Abschluss der Abfrage eine neue Einsatzfahrt, die im Meldeblatt dann um 45 Minuten vordatiert wurde. Dies erwies sein Alibi, er sei gegen 15:41 Uhr auf Streifenfahrt gewesen, als Falschangabe.[149]
- Am selben Abend beschuldigte jemand die Anwältin auf dem Internetportal Indymedia, Sami A. zu verteidigen, und postete: „Ich, Rechtsanwältin Seda Başay-Yıldız, bin das größte Schwein im ganzen Land.“ Sie brauche nun dringend Ärger von deutschen Patrioten. Dazu gab der Unbekannte ihre Privatadresse bekannt.[10]
- Zur Hochzeit von Johannes S. hatten Kollegen ihm eine Torte mit der Aufschrift „Owi-Nazi“ und einem Bild geschenkt, das ihn in SS-Uniform zeigte. Demnach kannten sie seine rechtsradikale Haltung. „Owi“ stand für Ordnungswidrigkeiten, die er laut Kollegen streng ahndete.[150] Die abgebildete Uniform war die eines Obersturmbannführers, wie sich „NSU 2.0“ oft nannte.[149]

Auch nach der Festnahme des Berliner Drohmailabsenders Alexander Horst M. am 3. Mai 2021 ermittelte die Frankfurter Staatsanwaltschaft weiter gegen Johannes S. und Miriam D., an deren Dienstrechner die Abfrage zu Başay-Yıldız erfolgt war.

#### Konsequenzen
Bis August 2020 wurde Johannes S. entlassen, die übrigen fünf Polizisten der Chatgruppe wurden beruflich wieder eingegliedert. Insgesamt wurden 15 hessische Polizeibeamte wegen Delikten wie Betrug, Diebstahl, Kinderpornografie, Körperverletzung, Verletzung von Dienstgeheimnissen oder Volksverhetzung suspendiert, davon drei in Frankfurt. Der jüngere Kirtorfer trat freiwillig aus seinem Dienst im Polizeipräsidium Westhessen aus.
Im Februar 2021 klagte die Staatsanwaltschaft Frankfurt die beiden Kirtorfer Brüder und zwei weitere hessische Polizisten an. Der Ältere sollte zwischen Oktober und Dezember 2018 rassistische Beiträge an insgesamt 30 Empfänger verschickt haben, darunter viele Polizeibeamte. Der Jüngere hatte laut Anklage im Februar 2018 eine Videodatei mit einem Hitlerbild in einer zehnköpfigen Chatgruppe geteilt sowie zwei „POLIS“-Abfragen ohne dienstlichen Anlass getätigt und die erlangten Informationen an private Bekannte weitergegeben. In seiner Wohnung hatte man im Dezember 2018 fünf Gas- und Schreckschusswaffen gefunden, davon zwei ohne erforderliche Waffenbesitzkarte. Der dritte Polizist wurde wegen der illegalen Weitergabe von Informationen aus Polizeidatenbanken (Geheimnisverrat), der vierte wegen des privaten Herunterladens von Bildmaterial zum sexuellen Missbrauch von Minderjährigen angeklagt.
Bis 2023 verurteilte das Landgericht Gießen Marcel G., den Älteren der Kirtorfer Brüder, wegen Verstößen gegen das Waffenrecht, Volksverhetzung und Verwendung verfassungswidriger Kennzeichen zu 17 Monaten Haft auf Bewährung. Sein jüngerer Bruder Fabian G. erhielt eine Geldstrafe von 6900 Euro. In erster Instanz hatte das Amtsgericht Alsfeld sie vom dritten Anklagepunkt freigesprochen, weil sie die NS-Symbole nur intern geteilt hätten.
Am 11. April 2022 erhob die Frankfurter Oberstaatsanwältin Nadja Niesen Anklage gegen vier Polizeibeamte und die am 2. August 2018 eingeloggte Beamtin der Chatgruppe „Itiotentreff“. Diese war demnach schon im Oktober 2014 auf WhatsApp gegründet worden und hatte bis Oktober 2018 in 102 Fällen strafbare Bilder und Videos geteilt, darunter NS-Symbole, Shoa-Verharmlosungen, Verächtlichmachen und Verleumden von Behinderten, Migranten, People of Color, Homosexuellen, Juden und Muslimen. Die fünf Beamten mussten sich wegen des Verwendens von Kennzeichen verfassungswidriger Organisationen, Volksverhetzung, Gewaltdarstellung, Beschimpfung von religiösen oder weltanschaulichen Bekenntnissen und Besitz sowie Verbreitung pornographischer Schriften verantworten. Am 28. Februar 2023 ließ das Landgericht Frankfurt die Anklage jedoch nicht zu, weil es die ausgetauschten Inhalte für nicht strafbar hielt: Sie seien nur in der maximal zehnköpfigen Gruppe „Itiotentreff“ verbreitet worden, teils satirisch und somit von den Grundrechten auf Meinungsfreiheit und Kunstfreiheit gedeckt. Die Staatsanwaltschaft legte Beschwerde gegen den Beschluss ein.
Das Innenministerium kürzte die Bezüge eines beteiligten Polizisten um 40 Prozent; bei den anderen vier soll eine Kürzung trotz vorläufiger Dienstenthebung juristisch nicht möglich gewesen sein. Im September 2023 deckte Moderator Jan Böhmermann auf, dass das hessische Beamtengesetz sehr wohl ihre zügige Entlassung und Gehaltseinstellung ermöglicht hätte. Sein ZDF Magazin Royale und die Initiative FragDenStaat setzten die Freigabe der Gruppenchats durch und veröffentlichten sie vollständig. Zudem gab Böhmermann bekannt, dass die Staatsanwaltschaft Frankfurt weiter gegen Johannes S. als mutmaßlichen Urheber des ersten Drohfaxes ermittelte, obwohl der Berliner Alexander M. als angeblicher Einzeltäter für dieselbe Tat verurteilt worden war.
Am 7. Dezember 2023 stellte Frankfurts Staatsanwaltschaft die Verfahren gegen Miriam D. und Johannes S. wegen unzureichenden Tatverdachts ein und gab dies im Februar 2024 bekannt. Die Opferanwältin Antonia von der Behrens legte Beschwerde gegen den Beschluss ein. Sie hatte keine Akteneinsicht zum Ermittlungsstand erhalten. Auch ihre Beschwerde gegen die Einstellung des Volksverhetzungsverfahrens gegen die „Itiotentreff“-Chatgruppe war bis dahin noch offen. Die internen Disziplinarverfahren gegen die fünf Polizisten der Chatgruppe wurden fortgesetzt.
Am 15. Juli 2024 bestätigte das Oberlandesgericht Frankfurt am Main die Entscheidung des Landgerichts, die Anklage wegen Volksverhetzung gegen die früheren fünf Frankfurter Polizisten nicht zuzulassen, und wies die Beschwerde der Staatsanwaltschaft dagegen zurück. Damit wurde die Einstellung des Verfahrens endgültig rechtskräftig. Seda Başay-Yıldız erklärte, nun sei die dienstrechtliche Entfernung der Polizisten aus dem Beamtenverhältnis umso wichtiger, da ihre Feindschaft gegen die FDGO unstrittig sei.
Im April 2025 setzte das Verwaltungsgericht Wiesbaden die Zwangsbeurlaubung eines Polizeibeamten aus, weil es nur 13 von 150 Bildern und Videos, die er in der Gruppe „Itiotentreff“ versandt hatte, als rechtsextremen Verstoß gegen seine beamtenrechtliche Dienstpflicht ansah. Er war wegen des Versendens, Kommentierens und Speicherns von 150 Bild- und Videodateien mit ausländerfeindlichem, rassistischem, antisemitischem und gegenüber Behinderten und Andersgläubigen abfälligem Inhalt zwangsbeurlaubt worden. 137 davon sah das Gericht als von Meinungsfreiheit gedeckt, ihren Besitz als „kein verwerfbares Fehlverhalten“ an. Hessens Innenminister Roman Poseck kündigte Rechtsschritte gegen das Urteil an.

### Hermann S.
Am 24. Juli 2020 nahm die Staatsanwaltschaft Frankfurt in Landshut den 63-jährigen ehemaligen Polizisten Hermann S. und seine 55-jährige Ehefrau vorläufig fest und beschlagnahmte ihre Datenträger. Weil sich nicht genug Hinweise für einen Haftbefehl fanden, kamen sie am Folgetag wieder frei. Das Paar galt als „Trittbrettfahrer“ der „NSU-2.0“-Drohserie und als mögliche Absender von verschlüsselten Drohmails mit der Adresse „eugen.prinz1945@protonmail.com“, die andere Merkmale hatten als die Drohmails des Yandexkontos. S. war den Behörden seit Jahren als rechtsextremer Blogger „Eugen Prinz“ bekannt. Der in der rechten Szene beliebte Nutzername spielt auf Prinz Eugen von Savoyen, den Oberbefehlshaber im Großen Türkenkrieg von 1697, und auf die 7. SS-Freiwilligen-Gebirgs-Division „Prinz Eugen“ an.
Dem Paar wurden zunächst sechs, später zwölf „NSU-2.0“-Mails ab 21. Juli 2020 mit beleidigenden, volksverhetzenden und drohenden Inhalten zugeordnet, darunter die Mails an mehrere Politiker der Grünen vom 22. Juli 2020. Man fand keine Hinweise auf vorherige polizeiliche Datenabfragen zu diesen Adressaten. S. bestritt, der Absender zu sein: Die E-Mail-Adresse gehöre ihm nicht; jemand anderes wolle den Verdacht auf ihn lenken. Kurz nach seiner Festnahme wurden neue Mails vom Yandexkonto aus versandt.
Bis 2004 war S. bei der Polizeiinspektion Landshut Beamter im mittleren Dienst gewesen und hatte enge Kontakte zur Neuen Rechten. Er veröffentlichte seit Jahren hunderte von rassistischen Texten im Netz, bis 2015 unter Klarnamen auf dem Internetblog „klartext.la“ des Landshuter Stadtrats Rudolph Schnur (CSU). Im Oktober 2015 behauptete er dort, Deutschland drohe eine Vergewaltigungswelle („rape wave“) durch Geflüchtete. Seit einem kritischen Medienbericht darüber schrieb S. als „Eugen Prinz“ auf den rechtsradikalen Portalen zuwanderung.net und PI News, stellte muslimische Migranten und Geflüchtete als angebliche Bedrohung der Deutschen dar, prophezeite Rassenunruhen, behauptete einen „Genozid an der weißen Bevölkerung“ in Südafrika und fragte: „Kommen mit den Flüchtlingen auch die Seuchen?“
Er behielt enge Kontakte zur Landshuter CSU. Schnur warb für seinen Blog zuwanderung.net und verteidigte dortige Hetze gegen Geflüchtete als freie Meinung. In einem Text „Warum ich die AfD wähle“ von 2017 erwartete S. zunehmende Gewaltattacken von Flüchtlingen in Deutschland und lobte Tschechiens Regierung, die jedem Bürger den Erwerb einer Waffe zur Selbstverteidigung erlaube. Kurz nachdem Deniz Yücel in der Türkei unrechtmäßig inhaftiert worden war, beschimpfte S. ihn in einem Leserbrief. Im August 2018 hetzte er gegen „triebgesteuerte Barbaren unter den Flüchtlingen“. Im Mai 2019 besuchte er für PI News die „1. Konferenz der Freien Medien“ der AfD-Fraktion im Bundestag. 2020 schrieb er Texte zur COVID-19-Pandemie mit Titeln wie „Virusdiktatur“, „Merkels neuester Anti-Deutschland Plan“ oder „Nach Corona muss gelten: Deutschland zuerst!“ Nach seiner Festnahme im Juli 2020 bestätigte PI-News die Identität von „Eugen Prinz“ mit S. und startete eine Spendenkampagne für ihn. Auch der AfD-Bundestagsabgeordnete Petr Bystron unterstützte ihn. Die Staatsanwaltschaft Landshut ermittelte seit 2017 viermal gegen S., etwa wegen Volksverhetzung, Beleidigung, Datenschutzverstoß und unrechtmäßigen Ton- oder Filmaufnahmen, stellte aber alle Verfahren ein. Der Verfassungsschutz stufte einige Texte von S., die Migranten pauschal herabwürdigten, als verfassungsfeindlich ein, hielt seinen Blog aber insgesamt für nicht extrem und beobachtete ihn nicht.
Im Landshuter Haus von S. fanden die Ermittler zwei versteckte Pistolen und eine Pumpgun, Schlagstöcke und Pfeffersprays. Er besaß einige der Waffen illegal und behauptete, sie seien Erbstücke, die er nur anzumelden versäumt habe. Er sei Sportschütze und habe eine Waffenbesitzkarte. Kontakte des Ehepaars zu den verdächtigen Frankfurter Polizisten wurden nicht gefunden. Ende Juli 2020 leitete Bayerns Regierung ein Disziplinarverfahren gegen S. ein.
Am 11. Mai 2021 erhob die Generalstaatsanwaltschaft München Anklage gegen S. wegen unerlaubtem Waffen- und Munitionsbesitz. Der Verdacht, dass er und seine Frau Drohmails mit dem Kürzel „NSU 2.0“ versandt hatten, ließ sich jedoch bei der Auswertung ihrer Datenträger nicht erhärten. Ende November 2021 stellte die Staatsanwaltschaft Frankfurt die Ermittlungen gegen die beiden daher ein.

## Täter

### André M.

#### Vorgeschichte
André M. aus Halstenbek wurde um 1987 geboren. Als er acht Jahre alt war, wurde bei ihm ein gutartiger, nicht operabler Tumor entdeckt. Fortan mied er jede körperliche Anstrengung und entwickelte Gewaltfantasien. Er misshandelte Mitschüler, erlernte nie einen Beruf, zerstach Autoreifen, legte Brände, experimentierte mit Sprengstoff und griff einen Nachbarn mit einem Messer an. Als 15-Jähriger brach er die Schule ab.
Schon als Jugendlicher soll er Rechtsrock gemocht und Freunde wegen rechtsradikaler Äußerungen verloren haben. Auf einem Bild posierte er vor einer Hakenkreuzfahne. Im Herbst 2007 erwogen M. und sein Kumpel Kevin W. einen Bombenanschlag auf das Apfelfest in Rellingen. Seitdem war M. als „Apfelfest-Bomber“ bekannt. Ein im Netz erschienener Bekennertext dazu war mit dem Pseudonym „Felix Steiner“ (dem Namen eines NS-Verbrechers) signiert. Mangels Beweisen wurden die beiden wegen anderen Delikten als Verabredung zum Mord verurteilt.
Nach fünf Jahren in einem psychiatrischen Krankenhaus war M. arbeitslos, sozial isoliert und wohnte wieder bei seinen Eltern. Er staffierte sein Zimmer mit NS-Devotionalien aus, lud Anleitungen zum Bomben- und Schusswaffenbau aus dem Netz, posierte auf Fotografien mit Sturmgewehren und befasste sich mit dem Terroranschlag auf zwei Moscheen in Christchurch. Ab 2017 war er im Darknetforum „Deutschland im DeepWeb“ aktiv, zuerst mit dem Nutzernamen „Sturmsoldat“, ab 2018 als „Sturmwehr“ oder „Stahlgewitter“. In Chats tauschte er sich über Waffen, Drogen und Sprengstoff aus. Er soll mehrmals zu Terror gegen Polizisten, Richter und Politiker aufgerufen haben. Bis zum Verbot der Plattform wurden dort auch Anschläge geplant und Waffen gehandelt.
2016 verurteilte ihn das Landgericht Itzehoe wegen versuchter Brandstiftung, Sachbeschädigung und anderer Taten zu knapp drei Jahren Haft. Im Oktober 2018 kam M. frei, lernte auf Facebook eine Frau kennen und kommunizierte bald täglich mit ihr über Sprachnachrichten, traf sie aber nie. Er teilte ihr seinen Hass, seinen Wunsch, sich und andere zu töten und seine Amokfantasien mit. Als er ihr ein Video schickte, in dem eine Frau vergewaltigt und enthauptet wird, brach sie den Kontakt ab. Daraufhin sandte er ihr als „NSO“ Drohmails. Einer Polizistin, die ihn seit seiner Haftentlassung betreute, berichtete er in Mails von seinem Drang, Brände zu legen, und seinem Interesse an Serienmördern, zeigte ihr sein Zimmer, seine Bücher und Wanddekoration. Im November 2018 suchte er im Darknetforum Munition und Schusswaffen, angeblich zum Sammeln. Auf Facebook zeigte er offen seine rechtsextreme Haltung, trug einen Pullover der Terrorgruppe „Weisse Wölfe“ und likte ein Bild, das „Freiheit für Horst Mahler“ forderte, sowie viele martialische Videos und Bilder mit Schusswaffen. Bis 2020 war er unter anderem wegen Körperverletzung, Beleidigung, Brandstiftung, Sachbeschädigung, einem Sprengstoffdelikt und dem Veröffentlichen einer Anleitung zum Bombenbau vorbestraft.

#### Adressaten
Von Dezember 2018 bis zu seiner Festnahme im April 2019 versandte André M. laut Anklage bundesweit 107 rechtsextreme Hassmails und 87 Bombendrohungen, meist mit der Signatur „NationalSozialistischeOffensive“.
Im September 2018 hatte die Schlagersängerin Helene Fischer Fans aufgefordert, gemeinsam mit ihr die Stimme „gegen Gewalt, gegen Fremdenfeindlichkeit“ zu erheben. Seitdem sandte M. Morddrohungen und sadistische Fantasien an sie, ihre Konzertveranstalter und Musikunternehmen. Weitere Hassmails sandte er an Medien, Bundesjustizministerin Katarina Barley (SPD) und Bundestagsabgeordnete der Linkspartei, Grünen und FDP. Er benutzte eine fanatische, holprige und fehlerhafte Sprache, etwa am 26. März 2019 an mehrere Stadtverwaltungen: „Ihr werdet nur noch in Fetzen darliegen, und wir hoffen das ihr übelebt und für euer restlichen Leben traumatisiert seid. Und wir hoffen das bei euren Familien viele Tränen fließen werden“. In Berlin sandte „NSO“ Drohmails an das Landgericht, Finanzamt Neukölln, Kaufhaus des Westens, Hotel Adlon und Velodrom Berlin. Bombendrohungen sandte er unter anderem dem Lübeck Hauptbahnhof, Gerichten in Flensburg, Köln, Magdeburg, München, Potsdam, und Rathäusern in Augsburg, Göttingen, Kaiserslautern, Neunkirchen (Saar) und Rendsburg. Damit löste er zahlreiche Polizeieinsätze und Gebäuderäumungen aus. Sprengsätze wurden dabei nie gefunden.
Auch die Rote Flora in Hamburg erhielt eine Bombendrohung von „NSO“. Der Absender sprach oft über versteckten Sprengstoff, Fernzündungen mit Handy, schmückte Todesszenarien aus und veröffentlichte Gewaltaufrufe im Darknet. Er lehnte Helene Fischer immer wieder als „slawisch“ ab, sprach vom „deutschen Volkstum“, für dessen Reinheit man kämpfe, drohte, man werde „Menschen auf offener Straße exekutieren“ oder Kinder töten. Einige Mails forderten riesige Geldsummen in Bitcoin oder Monero und verlinkten dazu ein Video, in dem Kinder missbraucht und gefoltert werden.
Am 12. Januar 2019 schrieb „NSO“ dem Organisator eines Schlagerfestivals in Berlin: Helene Fischer befinde „sich auf einer Liste von einer neuen rechtsterroristischen Vereinigung, die aus mehreren kleinen Gruppen besteht, die dem Blood & Honour Netzwerk zuzuordnen sind, darunter Nationalsozialistische Offensive, NSU 2.0 und Wehrmacht“. Sie dürfe keine deutschen Lieder mehr singen, sonst würden Menschen sterben. Er erwähnte sie 19 Mal auch in Drohmails an Martina Renner, jedoch ohne persönliche Daten aus Polizeicomputern.

#### Festnahme und Strafprozess
Im Frühjahr 2019 bedrohte André M. seine frühere Facebookfreundin und nannte ihren Klarnamen in einer weiteren Drohmail. Seine Vertrauenspolizistin erfuhr davon und machte die Ermittler auf ihn aufmerksam. Daraufhin nahm die Polizei ihn als wahrscheinlichen Absender der „NSO“-Drohmails in seinem Wohnort Halstenbek fest. In seinem Zimmer fand man Hakenkreuzfahnen, viele Poster mit NS-Symbolik, das Bild eines SS-Soldaten und Dekowaffen.
Am 21. April 2020 begann der Strafprozess vor dem Landgericht Berlin-Moabit. Die Anklage stufte M. als rechtsextrem und terrorbereit, eventuell auch als psychisch gestört ein. Er habe die „Androhung von Gewalthandlungen gegen staatliche Einrichtungen, Repräsentanten des Kapitalismus und Unterstützer der staatlichen Ordnung“ geplant, um seinen „Menschenhass“ auszuleben, seine „Fantasien von der Vernichtung des kapitalistischen Systems zugunsten einer nationalen sozialistischen Ordnung“ öffentlichkeitswirksam zu verbreiten und sein Bedürfnis nach Aufmerksamkeit zu befriedigen. Er habe Reaktionen auf seine Drohungen erzwingen, Empfänger und Bevölkerung verunsichern, die angekündigten Anschläge später in die Tat umsetzen und dabei zahlreiche unbeteiligte zufällige Opfer töten oder schwer verletzen wollen. Einige Bombendrohungen soll er mit einem unbekannten Kumpan abgesprochen haben.
Im Prozess sollte André M.s Schuldfähigkeit geklärt werden. Sachverständige hatten ihm früher eine Persönlichkeitsstörung attestiert. Die Nebenklägerin Martina Renner erwartete Aufklärung über Mittäter, da „NSO“ und „Staatsstreichorchester“ in ihren Schreiben auch „NSU 2.0“ als Teil ihres Netzwerks benannt hatten. M. schwieg dazu, bestritt, dass er die ihm angelasteten Drohmails verfasst habe und beschuldigte Ermittler zu „NSU 2.0“ als Täter. Ein IT-Experte fand jedoch auf seinem PC einige Fragmente der NSO-Mails. Eine linguistische Gutachterin verglich deren Stil, Wortwahl, Schreib- und Grammatikfehler mit M.s Schreiben an seine Vertrauenspolizistin und folgerte, der Verfasser sei identisch. Im Prozess wurden Dutzende seiner Sprachnachrichten vorgespielt. Die Vertrauenspolizistin bezeugte, M. habe ihr seinen Hass auf Menschen offenbart, besonders auf Polizei und Medien. Er lehne Kontakt zu anderen ab und habe weder Freunde noch jemals eine Partnerin gehabt. Er halte sich für nicht therapierbar.
Am 14. Dezember 2020 verurteilte das Landgericht Berlin-Moabit M. wegen Störung des öffentlichen Friedens in Tateinheit mit vollendeter und versuchter Nötigung in 26 Fällen und versuchter Nötigung in neun Fällen zu einer Freiheitsstrafe von vier Jahren. Er habe einen ausgeprägten „Hass auf sich selbst, auf Menschen, eigentlich auf alles“. Mit menschenverachtenden, antisemitischen und rassistischen Äußerungen habe er die Bevölkerung beunruhigen und das demokratische System der Bundesrepublik angreifen wollen. Er sei höchst gefährlich und würde seine Tötungsfantasien in die Tat umsetzen. Er sei jedoch wegen einer schweren Persönlichkeitsstörung im Tatzeitraum nur vermindert schuldfähig gewesen und darum in der forensischen Psychiatrie unterzubringen. Falls er sich dort nicht behandeln lasse, werde er auf unbestimmte lange Zeit in Haft bleiben müssen. Das Urteil war noch nicht rechtskräftig.

#### Unterstützernetz
Im Dezember 2018 wurde im Darknetforum „Deutschland im Deep Web 2“ über Medienberichte zu den Drohmails an Seda Başay-Yıldız diskutiert. Der Benutzer „Wehrmacht“ stellte klar: Die Wehrmacht, „also wir“, rufe zum Mord an „diesem anatolischen Abschaum auf“. Daraufhin nahm „Stahlgewitter“ (André M.) Kontakt mit ihm auf und tauschte bald darauf verschlüsselte Nachrichten mit ihm aus. Im Januar 2019 schrieb „Wehrmacht“ privat an ihn: „Herzlichen Glückwunsch, du wurdest einverleibt.“ M. sei jetzt „Teil der Wehrmacht“, zu der auch „NSU Zwei“ zähle. Kurz danach sprach M. in einer Drohmail von seinen „Partnern“ „NSU 2.0“ und „Wehrmacht“. Im Forum schrieb er, er wisse, dass „Wehrmacht so einiges macht“. Dieser habe ihm anvertraut, „was er raushaut“, und schon öfter bundesweite Polizeieinsätze ausgelöst. Er führe die Behörden seit „Ewigkeiten“ an der Nase herum. Seit Mitte Januar 2019 diskutierten beide im Darknet, welche Adressaten sie bedrohen sollten. Im März 2019 schrieb mutmaßlich „Wehrmacht“ an M.: „Wir sind eine Übermacht, gegen die sie nicht ankommen werden, weil sie technisch nicht dazu in der Lage sind. Aber schön zu wissen, dass der Staatsschutz nun ermittelt, ich wünsche den Amateuren viel Spaß.“ In einigen Drohmails von „NSO“ stand, man sei eine „rechtsterroristische Vereinigung aus mehreren kleinen Gruppen, […] darunter die Nationalsozialistische Offensive, NSU 2.0 und Wehrmacht“. NSU 2.0 habe eine „Liste“ ins Darknet gestellt, mit der „auch die Anwälte in Deutschland bedroht“ würden. Zum Darknetforum von André M. gehörte auch ein Nutzer namens „NSU“. Im Mai 2021 sandte M.s Mutter über seine E-Mail-Adresse eine Mail an Janine Wissler: Darin bat M. sie für Drohungen von „NSU 2.0“ um Entschuldigung und behauptete, dass er mit ihm bis zu seiner Verhaftung „in Kontakt stand“.
Der oder die Unterstützer M.s kombinierten SS-Runen mit Kinderpornografie, verlangten große Summen in Bitcoin und unterzeichneten oft mit mehreren Namen, darunter „NSU 2.0“, „Elysium“ und „Die Musiker des Staatsstreichorchesters“. Von 2018 bis Ende Juni 2019 verschickte „Staatsstreichorchester“ bundesweit mehr als 200 Drohmails von derselben Darknetplattform wie „NSO“ und bezog sich auf ihn. Ab M.s Festnahme am 4. April 2019 forderte dieser Absender von Politikern und Journalisten „Immunität“ für seinen „Mitarbeiter“ und nannte M.s vollem Namen. M. habe „nicht die nötigen Sicherheitsvorkehrungen getroffen“, doch seine Festnahme habe „in keiner Weise beeindruckt“. Neue Terrorakte würden folgen. Am 7. April 2019 schrieb „NSU 2.0“ dem LKA Berlin, es habe „den Falschen“ festgenommen, und nannte M.s Geburtsdatum und Adresse. Weitere Mails erklärten, M. sei herzkrank, sei schon vor Jahren in einer Justizvollzugsanstalt „terrorisiert“ worden, nannten seine öffentlich unbekannten Gefangenennummer und Aktenzeichen seines Verfahrens. Er sei unschuldig und müsse freigelassen werden; die Mails von „NSO“ hätten „wir“ geschrieben. Weitere Mails nannten ein „Kommando André M.“ als Absender. Am 23. Mai 2020 schrieb „NSU 2.0“ an M.s Anwalt Thomas Penneke: Er kenne M. „seit vielen Jahren persönlich sehr gut.“ Man habe einander schon als Jugendliche in einem Chatforum kennengelernt und später miteinander telefoniert. Er nannte den Namen des Forums und damaliger Nutzer. M. könne „Ihnen von mir berichten“.
Kölns Oberbürgermeisterin Henriette Reker und Altenas Bürgermeister Andreas Hollstein hatten einen rechtsextremen Mordanschlag knapp überlebt. Am 19. Juni 2019 erhielten sie eine identische Mail von „Staatsstreichorchester“. Er bedrohte sie mit „Mord“, ihre Familien, Freunde und andere Politiker mit „Genickschüssen“, Juden und Muslime mit der endgültigen „Auslöschung“: „Und Sie werden ihnen beste Gesellschaft beim Sterben leisten.“ Er forderte, „100.000.000 € in Bitcoin“ bis spätestens zum 31. August 2019; sonst werde ihr Leben 2020 enden. Er schloss mit dem Hitlergruß. Von da an vermuteten die Ermittler mehrere Absender, die sich absprachen. Ausführliche Mordszenarien, offene NS-Verherrlichung und Erpressungsversuche galten als ihre Merkmale. Ihr Sprachstil unterschied sich von den oft vulgären, kurzen und fehlerhaften Mails von „NSO“, „NSU 2.0“ oder „Wehrmacht“. Die Staatsanwaltschaft Berlin übernahm die Ermittlungen dazu, weil dort die meisten Adressaten lebten.
Seit Juni 2019 bezog sich „Staatsstreichorchester“ auf den Mord an Walter Lübcke: Seenotretterin Carola Rackete stehe „auf der Todesliste“, bis sie die Geflüchteten endlich „im Meer ersaufen“ lasse. Hessens Ministerpräsident Volker Bouffier stehe auf der „Abschussliste“: „Walter Lübcke war nicht der letzte Politiker, sondern der erste.“ Aiman Mazyek und Josef Schuster drohte er, man werde „euch abschlachten und eure Gebetshäuser niederbrennen“. Ab Juli 2019 forderte er in bundesweiten Mails an Politiker und Medien für André M. einen Freispruch. Auch dieser hatte manche seiner Drohmails mit „Staatsstreichorchester“ signiert. Ermittler vermuteten, dass er den Unterstützer auf derselben rechtsextremen Darknetplattform kennenlernte, über die sich David Sonboly eine Pistole besorgt und damit beim rassistischen Anschlag in München 2016 neun Menschen erschossen hatte.
In späteren Drohmails bezog sich „Staatsstreichorchester“ auf den Anschlag in Halle (Saale) 2019 (9. Oktober). Am 19. Oktober 2019 forderte er, CDU-Kandidat Mike Mohring müsse seinen Wahlkampf für die bevorstehende Landtagswahl in Thüringen 2019 bis zum nächsten Tag um 12:00 Uhr einstellen, sonst werde man ihn „niederstechen“ oder mit einer Autobombe töten. Am 21. Oktober 2019 bedrohte er den Grünen-Politiker Dirk Adams mit Mord. Mohring veröffentlichte die Drohung und erhielt parteiübergreifend Solidarität der Gegenkandidaten Wolfgang Tiefensee (SPD) und Bodo Ramelow (Die Linke), der seinerseits im Wahlkampf körperlich angegriffen worden war.
Im Februar 2020 erhielten ein Rechtsanwalt und der Deutsche Richterbund Drohmails von „Staatsstreichorchester“. Anfang April 2020 forderte er 25 Millionen Euro in Bitcoin von Bundesgesundheitsminister Jens Spahn und der Deutschen Krankenhausgesellschaft, sonst werde man die IT-Infrastruktur von Krankenhäusern mit einem Cyberangriff lahmlegen. In 17 verschlüsselten Drohmails an den britischen NHS vom 26. bis 28. April 2020 forderten „Die Musiker des Staatsstreichorchesters“, allerdings mit dem anderen Absender „combat18@xxx“, zehn Millionen britische Pfund in Bitcoin binnen 14 Tagen, sonst werde man in irgendeinem britischen Krankenhaus eine Bombe zünden.
Am 20. April 2020 forderte „Staatsstreichorchester“ per Mail an den Tagesspiegel einen Freispruch für André M. und drohte mit Anschlägen wie in „Kassel, Halle, Hanau“. Am selben Tag verlangte er auch von Martina Renner für M. einen „einwandfreien Freispruch“. Zu Beginn des Strafprozesses am Folgetag sandte „NSU 2.0“ dem Landgericht Berlin-Moabit eine Bombendrohung. Der Absender nannte den Richter namentlich und drohte, die anwesende „Lügenpresse“ werde „im eigenen Blut vor dem Saal ersaufen“. Dabei sprach er wie Justizvertreter von einem „HVT“ (Hauptverhandlungstermin). Sprengsätze wurden im Gebäude nicht gefunden. Nachmittags nach der Anklageverlesung erhielt das Gericht eine weitere Drohmail vom selben Absender.
Anfang Mai 2020 sandte „Staatsstreichorchester“ per Post Morddrohungen an den SPD-Landtagsabgeordneten in Mecklenburg-Vorpommern Dirk Friedriszik. Damals beschossen Unbekannte seinen Pkw mit einem Luftgewehr. Er stand auch auf der Feindesliste der rechtsextremen Preppergruppe Nordkreuz und vermutete daher eine Verbindung zu den Drohmailautoren.
Am 19. Mai 2020 sandte „NSU 2.0“ der Staatsanwältin im Prozess gegen M. eine Drohmail, nannte das Aktenzeichen und eine Vertretungsfrist der Adressatin. Am 21. Mai schrieb er an die zuständige Ermittlerin des LKA Berlin, benannte das korrekte Fachreferat und M.s Geburtsdatum. Somit besaß er detailliertes Fachwissen aus der Berliner Justiz und Polizei. Daher wurden hier beteiligte Staatsbeamte und Kontakte zu den Absendern der Drohmails von „NSU 2.0“ in Hessen vermutet.
Bis Ende April 2020 setzte „Staatsstreichorchester“ die Droh- und Erpressermails an viele Politiker, Redaktionen, Journalisten und engagierte Antifaschisten fort. Der oder die Autoren gaben sich als Teil eines rechtsterroristischen Netzwerks aus, das einen Staatsstreich plane.
Laut dem Politikwissenschaftler Roland Sieber kamen die mit „Staatsstreichorchester“ signierten Mails ab M.s Festnahme nach Schreibstil und Inhalt von einem anderen Autor als zuvor. Dieser Nachahmer könne die angehängten älteren Mails, die mutmaßlich noch André M. versandt hatte, auch ohne direkten Kontakt zu ihm aus Foren kopiert haben.

### Emil A.
Als mutmaßlichen Absender der Bitcoin-Erpressermails vom April 2020 an den NHS identifizierten britische Ermittler einen Telefonanschluss in Berlin und informierten die dortige Polizei. Am 15. Juni 2020 nahm diese den damals 33-jährigen Italiener und früheren Informatik- und Mathematikstudenten Emil A. als Tatverdächtigen fest. Sein kurz zuvor verschlüsselter Laptop konnte bis Dezember 2020 nicht entschlüsselt werden. In der Untersuchungshaft schwieg er.
Doch nach seiner Verhaftung endete die im April 2018 begonnene Drohmailserie von „Staatsstreichorchester“. Dieser hatte immer wieder das verbotene rechtsextreme Netzwerk Combat 18 erwähnt. Dieses stand auch in einer Emil A. zugeordneten E-Mail-Adresse. Die Ermittler vermuteten, dass er weitere Droh- und Erpressermails mit der Signatur „die Musiker des Staatsstreichorchesters“ versandt hatte. Am 11. Dezember 2020 begann das Amtsgericht Berlin-Tiergarten gegen ihn einen Strafprozess wegen räuberischer Erpressung.
Auf A.s Computer wurden die Drohmails an den NHS nachgewiesen. Im Februar 2021 verurteilte das Berliner Landgericht ihn wegen der Bombendrohung und räuberischer Erpressung zu drei Jahren Haft. Er legte Berufung ein. Die Berliner Sonderkommission „Triangel“ ermittelte weiter zur zeitlich, inhaltlich und sprachlich ähnlichen Drohserie von „Staatsstreichorchester“ und beschlagnahmte den Server eines rumänischen Onlinedienstanbieters, von dem aus diese Mails versandt worden waren, und die Speichermedien von zwei Darknetnutzern, die mit A. Kontakt hatten. Doch deren Daten ließen sich ebenso wenig entschlüsseln wie die meisten Daten auf A.s PC. Weil der Absender der Serie nicht identifiziert und der Tatverdacht gegen A. nicht erhärtet werden konnte, stellte das LKA Berlin die Ermittlungen im April 2022 ergebnislos ein. Damit blieben auch mögliche Kontakte zwischen André M., Emil A. und Alexander Horst M. im Darknet, ihr Unterstützerumfeld und ihr mögliches Zusammenspiel unaufgeklärt.

### Alexander Horst M.

#### Vorgeschichte
Alexander Horst M. wurde 1968 in Ost-Berlin geboren. Seine Mutter war Lehrerin. Sein Vater war im Zweiten Weltkrieg Mitglied des Totenkopfverbands „Thüringen“ der Waffen-SS gewesen, der beim Konzentrationslager Buchenwald stationiert war. Er starb 1984. M. ließ sich zum Facharbeiter für elektronische Datenverarbeitung (EDV) ausbilden und erhielt eine Stelle bei einer Ostberliner Bank, die er 1990 nach der Wende in der DDR verlor.
1992 gab er sich bei Behördenanrufen als Kriminalpolizist aus, etwa um die Privatadresse seiner Lehrerin und Kundendaten einer Bank zu bekommen. Dafür wurde er später wegen Amtsanmaßung verurteilt. Von 1994 bis 2001 erhielt er mehrere Haftstrafen, unter anderem wegen gefährlicher Körperverletzung, Betrugsdelikten, Beleidigung, Diebstahl, falscher Verdächtigung und Störung des öffentlichen Friedens durch Androhung von Straftaten.
Nach dreieinhalb Jahren Haft in der Justizvollzugsanstalt Moabit bedrohte M. deren Leiter im Februar 2003 am Telefon zweimal mit Mord. Darum und wegen Fälschung von Verrechnungsschecks und Besitz von Kinderpornografie erhielt er 2006 erneut eine zweijährige Haftstrafe, diesmal auf Bewährung.
Seit 2002 wohnte M. in einem Hinterhaus der Osloer Straße (Soldiner Kiez, Berlin-Gesundbrunnen). 2007 führte er einen E-Mail-Dialog mit der NPD und deren Verlag Deutsche Stimme. Ob er Parteimitglied war, teilte die NPD 2021 nicht mit. 2005 war er erstmals dem Berliner Staatsschutz aufgefallen. 2013 wurde er für das Erschleichen von Sozialleistungen verurteilt. Ab 2017 beobachtete der Verfassungsschutz M. wegen Drohanrufen. 2019 wurde er erneut wegen des Besitzes jugendpornografischer Schriften angeklagt, aber freigesprochen. Er selbst zeigte oft angebliche Beleidigungen gegen ihn an und galt daher bei der Polizei als Dauerquerulant. Bis 2014 wurde er insgesamt zehnmal verurteilt und verbüßte mehrere Haftstrafen. Er ist ledig, kinderlos, erwerbslos, bezog 2021 Sozialleistungen und hatte eine Räumungsklage seiner Vermieterin erhalten.

#### Drohungen gegen Chan-jo Jun
Seit 2016 ging der Würzburger Rechtsanwalt Chan-jo Jun gegen Mordaufrufe, Gewaltdrohungen und Holocaustleugnung auf Facebook vor und erhielt seither rechtsextreme Drohanrufe. Im Januar 2017 verklagte  Jun Facebook auf das Löschen von Hassposts gegen einen geflüchteten Syrer, den er vertrat. Am 6. Februar 2017 drohte M. bei drei Anrufen, Jun müsse die Klage sofort zurückziehen, „sonst gibt es Leichen“. Er nannte Juns Adresse und die Namen seiner Kinder, drohte, sie zu töten, und rief: „Deutschland den Deutschen, Sieg Heil!“ Diesmal zeigte Jun den Anrufer an und legte sein Mandat nieder, um seine Kinder zu schützen. Die Anrufe wurden zu M.s Haus in Berlin zurückverfolgt. Sein Wohnsitz war nicht angemeldet und seine Adresse beim Einwohneramt gesperrt. Sein Telefonanschluss, E-Mail-Adressen und Handynummern waren unter fiktiven oder falschen Namen angemeldet. Ein Telekom-Mitarbeiter nannte der Polizei mündlich die Wohnung, aus der Jun angerufen worden war. Deren Mieter M. war auch wegen Drohanrufen polizeibekannt, bei denen er Privatdaten der Bedrohten genannt hatte. Am 13. März 2017 gaben zwei Polizisten ihm daher eine Gefährderansprache. Er ließ sie nicht in seine Wohnung und bestritt ihre Vorwürfe. Danach hatte er Zeit, seine PCs von verdächtigen Spuren zu säubern. Erst am 4. Mai 2017 ließ die Staatsanwaltschaft Würzburg seine Wohnung durchsuchen. Man fand eine Gasdruckpistole und andere Waffen sowie drei PCs. Darauf fanden sich Bilder und Videos mit sexueller Gewalt gegen Kinder und Jugendliche und Darknetzugänge, aber keine Hinweise auf eine rechtsextreme Haltung und keine Spuren zu Jun. Im Ermittlungsverfahren versprach M. der Polizei, die Gefährderauflagen zu befolgen, reichte eine detaillierte Verfassungsklage gegen das Verfahren ein und formulierte „Rügen“. Er verhöhnte Jun, bestritt dessen Anzeigen als „absurde Darstellung“ und forderte, Juns Geisteszustand zu untersuchen und ihm die Zulassung zu entziehen.
Weil die Telekom die mündliche Angabe zu M.s Wohnung nicht schriftlich bestätigte, M.s Anrufdaten angeblich nicht gespeichert hatte und die genaue Lage seines Anschlusses nach dem Telekommunikationsgesetz nicht mitteilen musste, ließen sich die Telefonate mit Juns Kanzlei nicht eindeutig M. zuordnen. Daher lehnten zwei Gerichte die Anklage gegen ihn bis zum 28. Juli 2018 ab. Nur Tage danach begann die Drohserie von „NSU 2.0“.
Nach M.s Festnahme 2021 vermuteten die Ermittler, die 2017 ausgebliebene Überführung und Strafe habe ihn zu weiteren solchen Taten ermutigt. Die Staatsanwaltschaft Würzburg prüfte eine Wiederaufnahme des Verfahrens zu M.s Morddrohungen gegen Chan-jo Jun.

#### Ermittlungen und Festnahme
Das sprachwissenschaftliche Institut des BKA untersuchte die zahlreichen Drohschreiben auf Besonderheiten. So konnte es einen Benutzer von rechtsextremen Internetforen identifizieren, dessen Beiträge den Drohmails von „NSU 2.0“ „in Form und Duktus“ ähnelten. Weil der Benutzer den Tor Browser verwendete, konnte das BKA seine Identität zunächst nicht aufdecken. Da er jedoch auf einem Schachportal denselben Nutzernamen ohne Torbrowser benutzte, ermöglichte dies letztlich eine Rückverfolgung.
M. war seit Jahren mit Nutzernamen wie „Sudel-Ede“, „SS-Obersturmbannführer“ oder „Obersimulant“ auf rechten Internetblogs aktiv. Mit teils denselben Nutzernamen postete er auf „PI News“ und einem Schachportal regelmäßig politische Kommentare, die den Drohmails des Yandexkontos sprachlich ähnelten. Einige Drohmails waren genau dann versandt worden, als diese Nutzer Schachspielpausen machten. Als „alexandros“ hatte sich M. mit seinem Klarnamen auf dem Schachportal registriert. So kamen Ermittler auf seine Spur. Durch Anfragen beim Betreiber der Schachplattform und Bestandsdatenabfragen bei Telefonanbietern identifizierten sie M.s genaue IP-Adresse, Namen und Anschrift. Am 14. April 2021 leitete die Staatsanwaltschaft Frankfurt ein Ermittlungsverfahren gegen ihn ein. Seitdem wurde er beobachtet und abgehört. Er verließ seine Wohnung nur zum Einkaufen im benachbarten Supermarkt.
Am 3. Mai 2021 wurde ein Haftbefehl wegen Fluchtgefahr ausgeführt: Als M. sich abends am entsperrten PC befand, drangen hessische Spezialeinsatzkräfte in seine Wohnung ein. Laut der Anklageschrift richtete er eine Waffe auf sie, die sich später als Schreckschusspistole erwies. Erst nach mehreren Zurufen legte er sie ab und ließ sich Handfesseln anlegen. In M.s Wohnung wurden zwei Schreckschusspistolen, Munition, eine Machete, Würgehölzer, ein Teleskopschlagstock, ein Elektroschocker, eine japanische Sichel, Pfefferspray, Handys, USB-Sticks, andere Datenträger, zwei Kameras und der Laptop sichergestellt. Darauf fanden sich Bilder und Videos von sexuellem Kindesmissbrauch. In einem Regal standen Bücher zum Thema Holocaust, zur Psychologie nationalsozialistischer Täter, zur gezielten Täuschung, etwa Ratgeber mit Titeln wie „Manipulieren – aber richtig“ oder „Verbotene Rhetorik“.
Wegen des Griffs zur Waffe und früheren Gewalttaten stufte Sonderermittler Hanspeter Mener M. als „nicht ungefährlich“ ein. Zunächst fand man zu M. keine rechtsextremen Bezüge, Reisen nach Hessen und Geheimdienstvermerke. Ermittelt werden sollte:
- welche Drohmails M. zuzuordnen waren,[208]
- ob er im Internet oder Darknet Unterstützer hatte,
- wie er an die aus Polizeicomputern abgerufenen Daten der Drohmailadressaten gelangt war,[209]
- ob er Bezüge zu Polizisten hatte,[210]
- ob er auf Internetplattformen private Informationen über die Drohmailadressaten ausgetauscht hatte.[211]

Am 4. und 5. Mai 2021 erklärte das LKA Hessen, M. sei nie Polizeibediensteter gewesen. Nichts deute auf an M.s Schreiben beteiligte Polizisten hin. Beuth betonte, seines Wissens sei „nie ein hessischer Polizist für die ›NSU 2.0‹-Drohmailserie verantwortlich“ gewesen. Oberstaatsanwalt Michael Leer und Hanspeter Mener sahen auch keine Hinweise auf Polizeiabfragen der von M. versandten Daten. Bis 8. Mai 2021 fand Oberstaatsanwalt Albrecht Schreiber keine Bezüge M.s nach Hessen.
M. besaß vertrauliche Daten von mehr als 30 von ihm bedrohten Personen. Einen Teil konnte er laut LKA durch einfaches Googlen gefunden haben. Die Handynummer von Idil Baydar und den Namen ihrer Mutter konnte er jedoch nur von einer bislang unbekannten außerpolizeilichen Quelle, die neue gesperrte Adresse von Seda Başay-Yıldız nur durch unbekannte Helfer in Behörden erfahren haben.
M. hatte früher in Briefen an das Landesamt für Bürger- und Ordnungsangelegenheiten Berlin geschildert, wie man bei Behörden manipulativ personenbezogene Daten erhalten könne; er selbst habe dies schon getan. Er hatte sich seit Jahren am Telefon als Behördenvertreter ausgegeben, um in beamtentypischer Sprache Auskünfte einzuholen. Dies passte zu den Anrufen eines angeblichen Polizisten bei der taz-Redaktion im August 2018 und zu den Anrufen angeblicher Polizisten, die die Beamten des 3. und 4. Wiesbadener Polizeireviers zu ihren Datenabfragen zu Idil Baydar und Janine Wissler veranlasst haben sollen. Da M. sich in früheren Verfahren als „sehr rechtskundig“ gezeigt hatte, vermuteten die Ermittler, er habe mit seinem Wissen echte Polizisten getäuscht und Behördenvertreter manipulativ zu den erwünschten Auskünften gebracht. Eventuell habe er sich auch aus dem Darknet illegal verbreitete Daten seiner Opfer beschafft. Er und Polizisten könnten solche Daten in einer Darknetgruppe ausgetauscht haben. Dies legte die E-Mail nahe, die „ein Bekannter von NSU 2.0“ nach M.s Festnahme an Journalisten der Zeit sandte.
Im Melderegister gesperrte Privatadressen von Politikern und Prominenten konnte M. jedoch nicht durch einfache Telefonanrufe erfahren. Für Auskünfte aus dem POLIKS brauchte ein externer Anrufer ein aktuelles Tageskennwort, musste seine Polizeizugehörigkeit belegen und ein berechtigtes Interesse vorbringen. Die Berliner Polizei betonte, jeder POLIKS-Zugriff werde protokolliert. Auf gesperrte Privatadressen hätten nur Justizvertreter und ausgewählte Bürgeramtsmitarbeiter Zugriff. Als solche könne M. sich bei der Polizei ausgegeben und/oder interne Helfer in solchen Behörden gehabt haben. Berliner Polizisten schlossen jedoch nicht aus, dass jemand, der den „Slang“ und die „Sprachcodes“ der Polizei kenne, auch ohne das aktuelle Tageskennwort Erfolg mit einer Abfrage habe. Auch die Justiz könne jemand, der Akteneinsicht forderte, polizeilich gesperrte Adressen geben. Auch hessische Polizisten hielten telefonische Weitergabe von Privatdaten für möglich, wenn der Anrufer überzeugend auftrat. Wegen veralteter Diensthandys und fehlender Vernetzung könnten Berliner Polizisten Auskünfte über in Hessen gemeldete Personen nach Dienstschluss der Einwohnermeldeämter nur telefonisch erfragen. M. könne solche Mängel ausgenutzt und seine Rufnummer so manipuliert haben, dass im Frankfurter Revier eine Berliner Behördennummer auf dem Display erschien. Der Polizeiausbilder Rafael Behr blieb jedoch dabei: Spätestens bei Nachfragen nach Vornamen von Kindern und Geburtsdaten von Eltern hätte auch „dem naivsten Menschen ein Verdacht kommen“ müssen.
Bis 15. Mai 2021 wurde M. aus der Berliner Untersuchungshaft in ein hessisches Gefängnis verlegt. Er legte Widerspruch gegen die Beschlagnahmung seiner PCs ein und verzögerte so die Datenauswertung. Seine Beschwerde gegen seine Untersuchungshaft vom Juni 2021 verwarf das Frankfurter Landgericht als unbegründet.
Bis 6. August 2021 wurde ermittelt, dass M. mehr als zwei Jahre lang dutzende Drohschreiben verfasst und versandt hatte, fast alle an Frauen mit Migrationsgeschichte oder linke Frauen. Auf M.s PC gespeicherte Textauszüge stimmten mit Passagen in den Drohmails überein. Laut der Staatsanwaltschaft wurde eine riesige Datenmenge ergebnisoffen weiter ausgewertet. Trickanrufe bei Behörden seien nur eine von mehreren Möglichkeiten, wie M. an die Daten seiner Opfer kam. So konnte die gesperrte neue Adresse von Seda Başay-Yıldız nicht unbemerkt im Polizeicomputer abgerufen werden, da das LKA dazu eine Fangschaltung installiert hatte. Erfahrene Kriminalisten hielten Mittäter oder Mitwisser M.s daher für wahrscheinlicher, als dass er sich sensible Daten über das Darknet besorgte.
Bis September 2021 fanden die Ermittler auf entschlüsselten PC-Daten und Papieren M.s Texte mit ähnlichem Wortlaut wie in den Drohschreiben. Dies erhärtete, dass er etliche „NSU 2.0“-Drohbriefe verfasst und versandt hatte. Ferner fanden sie Hinweise, dass M. bei Polizeidienststellen und Bürgerämtern erfolgreich Auskünfte zu seinen Adressaten eingeholt hatte.
Laut dem Ermittlungsbericht konnte man einen mit „André M.“ betitelten Ordner auf M.s PC nicht entschlüsseln und nicht klären, wie er an dessen Gefangenennummer gelangt war und ob er Komplizen hatte. Er habe sich seine Informationen zu André M. „höchstwahrscheinlich“ aus dem Internet besorgt und die Drohschreiben allein verfasst. Unklar blieb, ob die Ermittler das gemeinsame Darknetforum der beiden näher untersuchten und Daten daraus rekonstruieren konnten.
Kurz nach M.s Festnahme bezeichneten die hessischen Ermittler ihre Kollegen als „Opfer“ eines falschen Anrufs, auf den hin die Abfrage im 1. Polizeirevier zu Seda Başay-Yıldız erfolgt sei. Wer den Anruf dort annahm und warum die Fragen etwa nach der kleinen Tochter der bekannten Anwältin die Person nicht stutzen ließen, blieb ungeklärt. In M.s Verbindungsdaten ließen sich keine Anrufe zu jenem Polizeirevier rekonstruieren. Kein Beamter dort konnte sich an so einen Anruf erinnern, keiner meldete sich seit M.s Festnahme dazu, auch M. machte dazu keine Aussage. Gleichwohl sah Peter Beuth die hessische Polizei entlastet. Sein Ministerium betonte, hessische Polizisten seien „zu keinem Zeitpunkt Absender oder Tatbeteiligte“ gewesen. Sie könnten allenfalls unbewusst an der Datenbeschaffung mitgewirkt haben. Was die polizeilichen Abfragen damit zu tun hatten, lasse sich eventuell nie klären.

#### Anklage
Am 28. Oktober 2021 erhob die Staatsanwaltschaft Frankfurt Anklage gegen M. wegen 67 strafbarer Delikte, darunter Bedrohung, Beleidigung, versuchte Nötigung, Verbreiten von Kennzeichen verfassungswidriger Organisationen, Verunglimpfung des Andenkens Verstorbener, Volksverhetzung, Besitz kinder- und jugendpornographischer Schriften, illegaler Besitz zweier Würgehölzer, ein tätlicher Angriff auf Vollstreckungsbeamte bei seiner Festnahme, Störung des öffentlichen Friedens durch Androhung von Straftaten, öffentliche Aufforderung zu Straftaten und ein Verstoß gegen das Waffengesetz. Laut Anklage versandte M. vom 2. August 2018 bis zum 21. März 2021 per Mail, Fax oder SMS insgesamt 116 Drohschreiben mit folgenden Hauptmerkmalen:
- Sie waren oft wie ein Behördenbrief oder Gerichtsurteil verfasst.
- Sie zielten alle neben der Drohwirkung auf öffentlichkeitswirksame Medienberichte.[226]
- Sie enthielten rassistische Beleidigungen wie „Türkensau“, „Scheißtürken“, „Volksschädling“, „Kümmelhändler“, „hirntoter Scheißdöner“, „Abfallprodukte“ und Sätze wie „verpiss dich lieber, solange du hier noch lebend rauskommst“ oder, Familienangehörige würden „mit barbarischer sadistischer Härte abgeschlachtet“.
- Der Absender nannte sich „SS-Obersturmbannführer“ und signierte regelmäßig mit „Heil Hitler“.[223]
- Er bedrohte nur Frauen als Privatpersonen und Personen des öffentlichen Lebens sowie Behörden und Institutionen.[227]
- Er nannte bei den Frauen oft personenbezogene und zum Teil nicht frei zugängliche Daten, um die Drohwirkung zu verstärken.
- Er habe diese Daten „unter Einsatz einer Legende“ erlangt, indem er sich etwa telefonisch als Behördenmitarbeiter ausgegeben und seine Kontaktpersonen erfolgreich irregeführt habe.
- Dass Polizeibeamte seine Datenabfragen „in strafrechtlich relevanter Weise“ unterstützten, habe sich nicht bestätigt. Die Ermittlungen gegen die rechtsextreme Frankfurter Chatgruppe würden aber fortgesetzt.[224] Nur damit erwähnte die Anklage verdächtige Polizeibeamte.[10]

Seda Başay-Yıldız wies die Manipulationsthese zurück: Es sei nicht plausibel, dass sich Polizeibeamte mehrmals am Telefon zu Datenabfragen überreden ließen, die der vermeintliche Kollege auch selbst hätte ausführen können. Die Ermittler hätten konkrete Fragen nicht beantwortet:
- wie ihre mit einem Sperrvermerk versehene neue Adresse in Umlauf geraten und an M. gelangen konnte;
- welche Rolle das 1. Frankfurter Polizeirevier und dessen rechtsextreme Chatgruppe dabei spielten;
- wie dort, angeblich von außen angeregt, eine derart umfangreiche Abfrage zu ihren Privatdaten erfolgen konnte und sich dann niemand daran erinnere.[223]
- Eine telefonische Abfrage nach Verurteilungen oder Ermittlungsverfahren gegen sie sei unmöglich. Darum sei eine versehentliche Datenweitergabe bei Telefonanrufen für sie nicht schlüssig. Sie rechne jedoch nicht mehr mit der vollständigen Aufklärung des Vorgangs.[228]

Kurz vor Prozessbeginn erklärten Seda Başay-Yıldız, ldil Baydar, Anne Helm, Martina Renner, Janine Wissler und Hengameh Yaghoobifarah gemeinsam: Es sei skandalös, dass nur gegen einen vermeintlichen Einzeltäter ermittelt wurde. Zwingende Hinweise „auf mindestens gezielte Datenweitergabe“ aus Polizeikreisen müssten aufgeklärt werden. Renner ergänzte: Die illegalen Datenabfragen bei der Polizei und Drohfaxe, die aus hessischen Polizeirevieren verschickt wurden, seien Fakt. Sobald Ermittlungen auch Polizeibeamte beträfen, entstünden solche Lücken. Sie seien nur mit mangelndem Aufklärungsinteresse zu erklären. Der Republikanische Anwältinnen- und Anwälteverein und die Bundesrechtsanwaltskammer riefen das Landgericht zu umfassender Aufklärung auf. Der Journalist Pitt von Bebenburg erwartete die Klärung des Polizeiverhaltens: ob den Beamten eine Herausgabe von Daten am Telefon so egal gewesen sei, dass sich niemand daran erinnere, oder ob sie bewusst ein rechtes Netzwerk damit versorgten. Wichtig sei auch, den Betroffenen Raum für ihre Sicht zu geben und die mögliche Verantwortung staatlicher Behörden nicht auszublenden.

#### Strafprozess
Am 16. Februar 2022 begann der Strafprozess am Landgericht Frankfurt am Main mit der Verlesung der Anklage gegen M. und von 116 Drohschreiben. In einer vorbereiteten Erklärung bestritt er Autorschaft, rechtsextreme Haltung und Anrufe bei der hessischen Polizei. Frustrierte hessische Polizeibeamte seien für die Drohmails verantwortlich. Sie hätten ihn 2019 in ein Darknetforum eingeladen, wo man gegen Seda Başay-Yıldız gehetzt, zum Verfassen von Drohmails aufgefordert und eine „jüdische Weltverschwörung“ behauptet habe. Er habe dieser These im Forum widersprochen und es 2020 verlassen. Damit er einige Teilnehmernamen nenne, müsse man das Verfahren gegen ihn einstellen und ihn in ein Zeugenschutzprogramm aufnehmen. M. behauptete, er habe die Zugriffsdaten zur Yandexadresse aus jenem Darknetforum kopiert, verschwieg aber dessen Namen und die Herkunft der Drohmailfragmente auf seinem PC. Er bestritt, dass er Nutzerprofile auf PI-News und einem Schachportal besaß und den Drohmailschreiber André M. kannte.
In den Folgewochen bezeugten Empfänger der NSU-2.0-Drohmails deren Besonderheiten, die gravierenden Folgen für ihr Alltagsleben und den Umgang der Polizei damit. Die ersten Zeugen waren Seda Başay-Yıldız, Mehmet Daimagüler, Janine Wissler und Anne Helm. Ferat Koçak erfuhr erst vor Gericht von einer Drohmail, in der „NSU 2.0“ Kocaks Adresse genannt und die Brandstiftung gegen Kocaks Pkw behauptet hatte. Martina Renner bezeugte den Erhalt weiterer, nicht angeklagter Drohmails mit dem Kürzel „NSU 2.0“, die sich durch ständige Bezüge zum Nationalsozialismus und zu anderen Drohmailschreibern von der Serie der Anklageschrift unterschieden. Man müsse aufzuklären versuchen, welche Mails Emil A. und André M.s unbekannten Unterstützern zuzurechnen seien. Deniz Yücel betonte, die „Mordfantasien eines Versagers“ in den Drohmails könnten andere zum Ausführen ermutigen. Er verlas zwei weitere erhaltene Mails und fragte M., ob er diese auch geschrieben habe. Darauf rief M.: „Wenn ich könnte, würde ich ganz andere Sachen mit Ihnen machen“, beschimpfte und beleidigte ihn. Auch Christian Ehring und Günter Frankenberg sahen die erhaltenen Mails als reale Bedrohung. Frankenberg vermutete die Absender im NSU-Umfeld. Jan Böhmermann belegte weitere Mails, deren Autoren ihn als „Volksschädling“ beschimpften und Todesurteile gegen ihn aussprachen. Er monierte, dass nur einer aus der „Tätergruppe“ angeklagt und kein „Strukturverfahren“ eingeleitet worden sei. „NSU 2.0“ habe Daten aus einem bekannten Hackerleak und typische „Nazi-Buzzwords“ verwendet. Daher sei M. kein Einzeltäter. Man müsse solche anonymen Netzwerke und Crowdsourcing-Methoden aufdecken. Böhmermann bedauerte die „völlige Ahnungslosigkeit von Strafverfolgungsbehörden“ dazu. Einige Absender hätten sich aus einer Datensammlung des Netzwerks „Reconquista Germanica“ bedient, die Böhmermann 2018 beschrieben hatte. „NSU 2.0“ sei „einer aus der Bubble, der das Spiel weiterspielt.“ Er mahnte die Richterin sarkastisch, aufzupassen, wem sie seine Privatdaten übergebe; man wisse ja nicht, wo sie landen. Laut Maybrit Illner zeigten die erhaltenen Mails Kenntnis ihres Redaktionsalltags und enthielten präzise Hinweise auf die hessische Polizei. Später bezeugte Idil Baydar, sie habe seit den Drohungen Depressionen und sei deswegen in Behandlung, habe private Security für ihre Auftritte eingestellt und nutze keine öffentlichen Verkehrsmittel mehr. Nach ihrem Eindruck habe die Polizei ihre Strafanzeigen nur abgehakt. Ihr Vertrauen in Polizei und Justiz sei unwiederbringlich zerstört.
Beteiligte Ermittler präsentierten ihre Funde, darunter einen Buchumschlag mit Hakenkreuzfahne aus M.s Wohnung. Etwa ab 2015 hatte der Nutzer von M.s PC über Google und Anrufe bei Einwohnermeldeämtern, Energieversorgern, Mobilfunkfirmen, Polizeistellen und Versandhäusern systematisch Daten der Drohmailadressaten gesammelt. Er hatte auch nach dem Ludwig-Beck-Preis für Zivilcourage und Wiesbadens Oberbürgermeister Gert-Uwe Mende gegoogelt, der Seda Başay-Yıldız den Preis 2021 verlieh. Er hatte seine Recherchen tagebuchartig notiert und sich demnach am Telefon als Herr von Strafverfahren ohne Zugriff auf polizeiliche Auskunftssysteme ausgegeben. Das Absenderkonto der ersten Drohmail an Anja Reschke gehörte M.s Mutter. Kopien von Christian Ehrings Personaldokumenten stammten aus einem schon bekannten Datenleak. Man fand jedoch keine Kontakte M.s zu Polizeirevieren, wo Daten von Mailempfängern abgefragt worden waren, und keine Hinweise, dass er andere Drohmailautoren kannte. Jedoch waren manche Ordner auf M.s PC verschlüsselt und manche Dateien gelöscht worden, zum Teil unwiderruflich. Andere Dateien waren mit Passwörtern geschützt, Mailkonten mit falschen Personalien und Telefonanrufe mit „Caller ID Spoofing“ getarnt worden. Als Beweise für M.s Täterschaft nannte eine Ermittlerin einen Link zu einer Todesdrohung gegen Seda Başay-Yıldız, den nur der im verwendeten Programm registrierte Dokumentersteller „NSU 2“ bekommen konnte; die gesperrte Adresse der Anwältin; identische Links zu Zeitungsartikeln auf dem PC und in den Drohmails an sie; mit späteren Mailinhalten übereinstimmende Netzrecherchen; Recherchen zur Geschäftsverteilung bei Gerichten und Polizeistrukturen in Berlin, Frankfurt, Wiesbaden, Würzburg und München. Unklar blieb, wie M. an Anne Helms Privatadresse gelangt war, die er nach vergeblicher Googlesuche bei Google Maps eingegeben hatte. Man ging von Datenbeschaffung durch Falschangaben bei Behörden und Unternehmen („Social Engineering“) aus. Für Mails an Polizei- und Justizbehörden habe er sich eine „fiktive Täterpersönlichkeit“ zugelegt und vorgetäuscht, er kenne „Polizeikollegen“ oder gehöre zu einer bestimmten Dienstgruppe. Dazu passten die in M.s Wohnung gefundene Literatur und seine Tagebuchnotizen. LKA-Experten belegten Bruchstücke mehrerer „NSU-2.0“-Drohmails und Logindaten für die Mailadresse tuerkensau@yandex.com und den Blog „Politically Incorrect“ (PI) auf M.s PC. Sie fanden aber nicht heraus, wie er an die teils gesperrten Adressen von Idil Baydar, Janine Wissler und Hengameh Yaghoobifarah gelangt war, welche Polizisten in Wiesbaden, Hamburg und Berlin deren Privatdaten abgerufen hatten und warum.
Ein SEK-Leiter bezeugte den Verlauf von M.s Verhaftung: Er sei beim Aufbrechen seiner Wohnungstür in den Flur gekommen, habe einen echt aussehenden Revolver mit dem Finger am Abzug auf die Polizisten gerichtet und erst nach mehreren Anrufen weggelegt. Auch gegen Handschellen habe er sich gewehrt. Dank guter Vorbereitung habe man nicht auf ihn geschossen. M. bestritt den Widerstand: Er habe an einen Überfall geglaubt, weil man zuerst die falsche Tür eingeschlagen habe, und die Waffe sofort weggelegt, als er die Polizei erkannt habe. Man habe ihn dann in den Flur „geschmissen“, niedergeschlagen und als „Obersimulant“ verhöhnt. So hatte sich der Drohmailautor teils selbst genannt. Der LKA-Zeuge bestritt seine Darstellung. Ein LKA-Experte schätzte die Pornodarsteller gefundener Videos und Bilder auf M.s PC als minderjährig ein. Eine medizinische Gutachterin erklärte später dazu, darauf sei mindestens ein Kind unter 14 Jahren, 25 weitere Personen unter 17 Jahren zu sehen. M. berief sich dagegen auf Angaben der Anbieter, die beteiligten Darsteller seien erwachsen.
Antonia von der Behrens, die Anwältin der Nebenklägerin Seda Başay-Yıldız, machte M. nur für 82 von der Yandexadresse aus versandte Drohmails verantwortlich. Die polizeiliche Datenabfrage zu ihrer Mandantin und das erste Drohfax an diese führte sie dagegen auf den Frankfurter Polizisten Johannes S. zurück. Dieser habe die abgefragten Daten und den Namen des hessischen Polizeiausbilders vermutlich ins Darknet gestellt, wo M. sie gefunden und benutzt haben könne. Sie verlangte, S. vorzuladen und den Verdacht mehrerer Drohmailautoren weiterzuverfolgen. Einige Frankfurter Polizisten des 1. Reviers bezeugten die Weitergabe von Passwörtern für ihren Dienstcomputer und die ungeprüfte Datenweitergabe am Telefon, etwa an vertrauenswürdig wirkende Beamte anderer Reviere. Somit hätte jeder Polizist des Reviers die rechtswidrige Abfrage zu Seda Başay-Yıldız tätigen können, an die sich niemand erinnerte. Eine Polizistin gab an, sie hätte einen unbekannten Anrufer gefragt, wozu er so umfassende Daten brauche. Ihre Aussage sprach gegen die Manipulationsthese der Anklage und für eine interne Abfrage. Der damalige Dienstgruppenleiter Michael F. (62) wollte zu den genauen Dienstabläufen nur mit Erlaubnis seines Vorgesetzten aussagen, die das Gericht einzuholen versäumt hatte. Er erklärte, das Wort „Nazi“ auf der Hochzeitstorte für Johannes S. sei nur „schwarzer Humor“ gewesen, weil S. gern Ordnungswidrigkeiten angezeigt habe. Doch sei ihm S. nie als rechts eingestellt aufgefallen. Dessen Kollege Tim W. gab an, er habe nie rechte oder antisemitische Einstellungen auf der Wache bemerkt; niemand habe Nazi-Äußerungen verherrlicht. Solche Aussagen in der Chatgruppe Itiotentreff seien „ganz, ganz schwarzer Humor“ gewesen. Er selbst hatte in einem anderen Chat ein Bild von Adolf Hitler und dem Fußballer Thomas Müller gepostet, auf dem Müller ein Trikot mit dem Satz „Für meinen Führer“ hochhält. Die Richterin verbot, das Bild zu zeigen, weil es nicht relevant für die Glaubwürdigkeit des Zeugen sei. Alexandra von der Behrens kommentierte: „Entweder es gibt so etwas wie ein mangelndes Bewusstsein für Rassismus bei der Polizei. Oder aber der Zeuge weiß genau was es ist, benennt es aber nicht.“
Auf dem vom Absender benutzten Yandexportal fand man 58 schon bekannte sowie fünf bis dahin unbekannte Drohmails, darunter eine mit Drohungen gegen den Politiker Robert Habeck. Am 19. Dezember 2018 hatte M. sich auf Yandex mit einem türkisch klingenden Namen und der Adresse „tuerkensau@yandex.com“ registriert und kaum 30 Minuten später eine erste Drohmail an Mehmet Daimagüler gesandt. Er nutzte das Postfach nur über den Tor-Browser. Die Ermittler durften nicht zu ihrem Versuch einer Kontaktaufnahme mit dem Absender aussagen, bezeugten aber: M. habe viele Entwürfe für seine Mails verfasst und einige Adressen fehlerhaft getippt.
Antonia von der Behrens belegte die Störungsmeldung zum Frankfurter Polizeicomputer vom 11. September 2020 und folgerte: Wahrscheinlich habe ein Beamter des 1. Reviers den Computer manipuliert, um Spuren zu entfernen; welche, sei unbekannt. Der zeitliche Zusammenhang zwischen der Durchsuchung und der Störung sei aber kein Zufall. Jemand habe sich an der Software zu schaffen gemacht; das sei auch ohne tiefe IT-Kenntnisse möglich. Sie halte es für widerlegt, dass M. die Datenabfrage im 1. Revier durch einen Telefonanruf als vermeintlicher Polizist veranlasst habe. Dort wäre eine so ungewöhnliche Abfrage nicht ohne Rückfrage nach einem Passwort und ohne Vermerk erfolgt. Sie sei überzeugt, dass Tim W. das Funkwagenauftragsblatt der gemeinsamen Streifenfahrten mit Johannes S. am 2. August 2018 absichtlich falsch ausgefüllt habe, damit die illegale Abfrage S. zeitlich nicht zugeordnet werden konnte. Um diese Vorgänge aufzuklären, stellte Behrens weitere Beweis- und Zeugenanträge. Danach betonte M., er könne kein „Alleintäter“ sein, und behauptete: Die von Hessens Polizei ausgewerteten PCs habe man schon 2017, lange vor Beginn der „NSU 2.0“-Drohserie, bei ihm beschlagnahmt. Er habe sie seither nie wieder benutzt. Auf dem einzigen von ihm später verwendeten PC seien nur vier vollständige und sieben teilweise Drohmails gefunden worden. Ein LKA-Beamter bestätigte den falschen Zeiteintrag zu einer Streifenfahrt am 2. August 2018 und weitere Indizien gegen Johannes S.; das beweise jedoch nicht eindeutig, dass er erste Drohfax versandt habe. Auch seine Observierung und das Abhören seines Telefons habe das nicht erhärtet. Ein Kollege von S. bezeugte die telefonische Weitergabe von Daten an Polizisten anderer Bundesländer ohne Passwort. Aus diesen Gründen wies die Staatsanwaltschaft die Manipulationsthese der Nebenklage zurück.
Nach Angaben einer LKA-Beamtin konnten etwa 200 Mitarbeiter des Frankfurter Ordnungsamts und Einwohnermeldeamts auf die gesperrte neue Adresse von Seda Başay-Yıldız zugreifen. Zwar habe das System der Stadt eine Auskunftssperre für diese Adresse vermerkt, die aber nur deren Weitergabe per Telefon verboten habe. Die Mitarbeiter hätten diese Sperre leicht aufheben und die Adresse finden können. Das LKA habe nur städtische Anfragen dazu wegen berechtigter Anliegen festgestellt, etwa wegen Falschparkens. In Polizeicomputern habe man keine Hinweise auf Abfragen nach ihrer Adresse gefunden. Wer während des Ermittlungsverfahrens im LKA Zugriff auf die Adresse hatte und ob die Polizistin, auf deren Computer die Abfrage am 2. August 2018 erfolgte, auch Zugriff auf die neue Adresse hatte, konnte die Zeugin nicht beantworten. Diese Polizistin könne, so von der Behrens, die Adresse durch frühe Akteneinsicht zu dem Verfahren gegen sie erhalten haben. laut der LKA-Zeugin war der ab Dezember 2018 observierte Johannes S. mit seinen Geräten nicht ins Darknet gegangen, hatte nicht auf das Mailkonto von Alexander Horst M. zugegriffen und nur private Telefonate geführt. Während der späteren Drohmails sei er jeweils auf anderen Webseiten gewesen; Hinweise auf ein zeitversetztes Absenden der Drohmails von seinen Geräten aus habe man nicht gefunden. Völlig auszuschließen sei dies aber nicht. Die observierten Hinweise bezögen sich nicht auf die Datenabfrage am 2. August 2018 im 1. Revier. Ein LKA-Experte rekonstruierte den Weg der anonymisierten Drohschreiben von „NSU 2.0“ durch das Internet und bestätigte die Annahme der Nebenklage, dass das erste Drohfax einen anderen Weg nahm als die folgenden Yandexmails.
Die als Zeugin geladene Frankfurter Polizistin Miriam D. verweigerte zunächst die Aussage, auch weil keine Aussagegenehmigung ihrer Vorgesetzten vorlag. Die Richterin verwies auf eine allgemeine Aussagegenehmigung des hessischen Innenministeriums für hessische Polizisten; Einschränkungen wegen Bundes- oder Landesinteressen seien sicher nicht gegeben, wenn Polizeibeamte ihr Passwort offen neben einen Computer legten. Auch der geladene Zeuge Johannes S. verweigerte die Aussage, um sich nicht im anderen Strafverfahren zur rechtsextremen Chatgruppe zu belasten. Am 4. August 2022 sagte Miriam D. aus, sie könne sich nicht an die illegale Datenabfrage vom 2. August 2018 an ihrem PC erinnern und habe in ihrer Dienstgruppe nie gefragt, wer diese Daten abgerufen haben könnte. Zu den meisten Kollegen habe sie keinen Kontakt mehr; einer davon sei ihr Verlobter. Mit ihm sei sie abends am 2. August 2018 auf einer Feier gewesen, von dort aber allein in die gemeinsame Wohnung gegangen. Fragen, ob sie mit anderen Kollegen über die Abfrage gesprochen habe und in welchem Verhältnis sie zu ihnen stand, beantwortete sie wegen der gegen sie laufenden Ermittlungen nicht. – Zur Herkunft der vielen Textfetzen aus den Drohmails auf M.s PC erklärte ein BKA-Gutachter, er habe keine Hinweise auf eine Filesharing-Plattform gefunden. Diese hatte die Textfetzen laut M. angeblich beim Anklicken automatisch auf seinem PC gespeichert. Stattdessen fand der Gutachter Belege dafür, dass der PC-Nutzer sich beim Yandex-Absenderkonto der Drohmails eingeloggt hatte, und Floskeln wie „NSU 2.0 – Der Führer“ und „SS-Obersturmbannführer“, die in den Drohmails oft vorkamen. Er schloss das Herunterladen von Internetdaten auf diesen PC aber nicht völlig aus. Von M.s PC aus sei definitiv die Mailadresse „tuerkensau@yandex.com“ angemeldet worden.
Laut dem Gutachten einer BKA-Sprachexpertin hatte M. die anonymen NSU-2.0-Drohmails „mit sehr hoher Wahrscheinlichkeit“ verfasst. Denn sie enthielten viele auffällige und identische Fehler, Adverbien, Formulierungen (etwa „ich als Führer“), Stilwechsel zwischen Behörden- und Umgangssprache und inhaltliche Parallelen (etwa Berichte von Hafterfahrungen) wie M.s Privatmails und Beschwerdebriefe. Jedoch hatte sie nicht alle 116 Drohschreiben überprüft. Auf Nachfrage räumte sie ein, dass das Drohfax vom 2. August 2018 keine typischen Wortdoppelungen wie die meisten anderen Mails enthalte und mit 36 Wörtern zu kurz für einen Vergleich sei. Ein psychiatrischer Gutachter hatte bei M. eine Persönlichkeitsstörung mit dissozialen, passiv-aggressiven und narzisstischen Zügen festgestellt, aber keine krankhafte seelische Störung, so dass er voll schuldfähig sei. M. habe ein überhöhtes Selbstbild, reflektiere sein eigenes Verhalten zu wenig, ihm fehle Empathie und Konfliktfähigkeit. Er verhalte sich rücksichtslos und verantwortungslos, habe eine geringe Frustrationstoleranz, sei unvermittelt aggressiv und sehe die Schuld für Misserfolge in seinem Leben nur bei anderen. Zu seiner kriminellen Vergangenheit habe er keinerlei selbstkritische Distanz. Er sei hochintelligent, aber ohne Unrechtsbewusstsein. Eher brüste er sich mit seiner Durchsetzungskraft, trage Selbstsicherheit nach außen, täusche sich damit aber über sein „eher misslungenes Leben“ hinweg. Außer zu seiner Mutter habe er keine tragfähigen Bindungen. Er verweigere sich sozialen Aufgaben und Normen.
Im Oktober 2022 wies M. die Vorwürfe der Anklage erneut zurück und behauptete, regelmäßige Besucher in seiner Wohnung hätten Zugang zu seinem PC gehabt. Andere Forenteilnehmer hätten die Mails versandt. Damit hätten sie nie tatsächliche Gewalt vorgehabt, sondern nur „Negativschlagzeilen“ erzeugen wollen. Die Empfänger und Medien hätten daraus ein „Riesenspektakel“ gemacht. Die Nebenklage beantragte, zu klären, ob das erste Drohfax von einem Mobilgerät versandt worden war; ein solches habe M. im August 2018 nicht besessen. M. schloss sich dem Antrag an, so dass das Plädoyer der Anklage verschoben werden musste.
Am 24. Oktober 2022 forderte die Staatsanwaltschaft für M. eine Haftstrafe von siebeneinhalb Jahren. Er sei ohne vernünftigen Zweifel alleiniger Urheber der von August 2018 bis zu seiner Verhaftung versandten Drohschreiben von NSU 2.0. Er habe sich Privatdaten über unberechtigte Abrufe bei der Polizei beschafft und damit auch den Vertrauensverlust in Staat und Polizei verursacht. Nur auf seinen Festplatten seien Fragmente der Drohmails gefunden worden. Für eine Mittäterschaft des ehemaligen Polizisten Johannes S. sah die Staatsanwältin keine Anhaltspunkte.
Am 17. November 2022 verurteilte das Landgericht M. wegen 81 von 116 angeklagten Mails zu einer Haftstrafe von fünf Jahren und 10 Monaten. Das Urteil umfasste die öffentliche Aufforderung zu Straftaten, Bedrohung, Beleidigung, Nötigung, Störung des öffentlichen Friedens und Volksverhetzung. Das Gericht war überzeugt, M. habe die Briefe „alle allein geschrieben“. Die Nebenklägerinnen und M.s Verteidiger kritisierten diese Einzeltäterthese und vermissten Aufklärung zu Mittätern und Drohmails, die sie auf den Polizisten Johannes S. zurückführten. Die Vorsitzende Richterin räumte ein: Johannes S. habe das erste Drohfax zeitlich und räumlich sehr wohl versenden können, doch um seine Täterschaft festzustellen, genügten die Indizien nicht. Auch wer die polizeilichen Datenabrufe in Berlin, Hamburg und Wiesbaden getätigt hatte und wie M. an diese Privatdaten gelangt war, blieb ungeklärt. Anrufe M.s bei Polizeistellen ließen sich nicht belegen; eine Datenweitergabe durch Polizisten im Darknet sei sehr wohl möglich. Auch ein Zugriff Dritter auf M.s PC ließ sich nicht ausschließen.

### Drohbriefautor aus Hagen (Westfalen)
Am 10. Oktober 2023 meldete die Polizei Osnabrück die Festnahme des mutmaßlichen Absenders von insgesamt 41 rechtsextremen Drohschreiben. Er hatte sie 2017 und erneut von 2020 bis 2023 an Moscheegemeinden sowie einige christliche Gemeinden und öffentliche Einrichtungen in Baden-Württemberg, Bayern, Hessen, Niedersachsen und Nordrhein-Westfalen gesandt. Alle waren mit dem Namen einer realen Familie aus Osnabrück unterzeichnet, viele zudem mit „NSU 2.0“, und enthielten Volksverhetzung, Beleidigung, Bedrohung, Verleumdung und verfassungsfeindliche Symbole, etwa Hakenkreuze.
Die Polizei hatte schon früh einen Hinweis auf den Mann erhalten, für die Genehmigung einer Wohnungsdurchsuchung reichte dieser jedoch nicht aus. Die Überführung gelang über Postlaufwege: Ermittler des polizeilichen Staatsschutzes konnten die Briefmarke eines der Drohschreiben zu einer Postfiliale in Hagen (Westfalen) zurückverfolgen, den Zeitraum über gelaufene Marken derselben Charge eingrenzen und schließlich auf Videoüberwachungsbildern den Mann als Käufer identifizieren. Bei der Durchsuchung seiner Wohnung am 5. Oktober 2023 wurde umfangreiches Beweismaterial gefunden. In einer fünfstündigen Vernehmung gestand der Verdächtige alle Tatvorwürfe. Er hatte laut Polizei kein politisches Motiv, sondern wollte jene Osnabrücker Familie in Verruf bringen, mit deren Namen er stets signiert hatte. Von einem ihrer Angehörigen sei er 2016 bei einem Internetkauf betrogen worden und habe finanziellen Schaden erlitten. In der Vernehmung äußerte der Angeklagte, dass er zusätzlich zu der verleumderischen Absicht gehofft habe, durch seine Drohungen insbesondere die Mitglieder der angeschriebenen türkischen Moscheegemeinden zu einer aggressiven Reaktion gegen die Osnabrücker Familie provozieren zu können. Er war zuvor nicht polizeilich aufgefallen und wurde nach dem Verhör freigelassen.
Im Oktober 2024 klagte die Staatsanwaltschaft Osnabrück den Mann wegen Bedrohung, Beleidigung, Störung des öffentlichen Friedens durch Androhung von Straftaten, Verwenden von Kennzeichen verfassungswidriger und terroristischer Organisationen, öffentlicher Aufforderung zu Straftaten und Verleumdung an. Am 27. November 2024 begann der Prozess vor dem Amtsgericht Osnabrück. Der Angeklagte wiederholte sein Geständnis und erklärte, er habe seine Gewaltdrohungen gegen die Adressaten nicht ernst gemeint. Er habe auch versucht, die ausschlaggebende Betrugsangelegenheit juristisch zu klären, sich jedoch von der Justiz nicht beachtet gefühlt. Am 4. Dezember 2024 wurde der Angeklagte für schuldig befunden und zu einer Haftstrafe von zwei Jahren verurteilt, die auf vier Jahre zur Bewährung ausgesetzt wurde. Zudem wurden ihm die Ableistung von 300 Stunden gemeinnütziger Arbeit auferlegt und ihm wurde angeordnet, sich einer Psychotherapie zu unterziehen. In der Urteilsbegründung hieß es, der Mann habe durch seine Taten Leid bei der betroffenen Familie verursacht, bei den Empfängern seiner Schreiben Angst vor Gewalt ausgelöst und die Öffentlichkeit verunsichert. Er zeige jedoch ehrliche Reue und es bestehe keine Wiederholungsgefahr, zudem leide er an Depressionen und Angststörungen, die die Taten ausgelöst hätten.

## Polizeiskandale

### Hessen
Bei den Ermittlungen zu „NSU 2.0“ wurden weitere rechtsextreme Verdachtsfälle in der Polizei Hessen bekannt. 2016 hatte ein Polizeidienstgruppenleiter in Mühlheim am Main in einer internen Chatgruppe drei Bilder mit rechtsextremen Botschaften geteilt, etwa Kekse in Hakenkreuzform, drei schwarze Männer in Wehrmachtsuniformen mit der Textzeile „Bundeswer 20“
und ein mit einem schwarz-weiß-roten Band geschmücktes Eisernes Kreuz als „deutschen Weihnachtsgruß“. Die Staatsanwaltschaft Frankfurt stellte die Ermittlungen dazu im November 2019 ein, weil der Beschuldigte das Hakenkreuz nur einer geschlossenen Chatgruppe gezeigt habe und nicht habe annehmen oder wissen können, dass das Bild Dritten überlassen werden konnte. Das zweite Bild sei eine von der Meinungsfreiheit gedeckte „geschmacklich fragwürdige Kritik an einer … befürchteten Personalentwicklung der Bundeswehr.“ Das dritte Bild zeige kein strafbares Symbol.
2016 gab ein Polizist in Dieburg (Südhessen) widerrechtlich Informationen über zwei Neonazis der Gruppe „Aryans“ aus Polizeisystemen an seine frühere Freundin weiter, die selbst zu jener Gruppe gehörte. Vor Gericht beteuerte er, er habe seine frühere Freundin nicht nach ihren Motiven gefragt und sei nicht rechtsextrem. Im März 2019 erhielt er wegen Verletzung von Dienstgeheimnissen eine Geldstrafe.
Am 27. Januar 2019, dem internationalen Holocaust-Gedenktag, hängten vier Polizisten vor der Polizeistation in Schlüchtern die Bundesflagge und die Landesdienstflagge Hessens verkehrt herum auf. Damit zeigen Rechtsextreme und „Reichsbürger“ oft symbolhaft ihre Verachtung dieses Staates. Die Ermittlungen wurden Ende März 2019 eingestellt, da man von einem Versehen ausging.
Im Dezember 2019 wurden nach Hausdurchsuchungen je ein Beamter aus dem Polizeipräsidium Westhessen und dem Polizeipräsidium Osthessen vom Dienst suspendiert, weil sie den „Reichsbürgern“ nahestehen sollten. Beamte im Polizeipräsidium Südosthessen sollen 2016 in einer geschlossenen WhatsApp-Gruppe vier rechtsextreme Bilder ausgetauscht haben. Ein 21-jähriger Polizeikommissaranwärter soll an einer Schlägerei mit ausländerfeindlichen Gesängen beteiligt gewesen sein. Nach seiner Festnahme quittierte er den Dienst.
Bis 13. Dezember 2019 ermittelte das LKA Hessen gegen 38 hessische Polizisten wegen rechtsextremer Vorfälle, etwa rassistischer Äußerungen auf einem Volksfest oder dem Sammeln von Neonazidevotionalien. Bis Juli 2020 stieg die Zahl der rechtsextremen Verdachtsfälle in Hessens Polizei auf mehr als 70.
Im April 2021 ermittelten hessische Ermittler gegen einen 38-jährigen Beamten des Spezialeinsatzkommandos (SEK) Frankfurt, der Kinderpornografie besessen und verbreitet haben soll. Über strafrechtlich relevante Chats auf seinem Smartphone fanden sie weitere rechte Chatgruppen aus den Jahren 2016 bis 2019 mit insgesamt 20 beteiligten Polizisten. 17 davon sollen dort aktiv rassistische Parolen, Hakenkreuze und andere Nazisymbole verbreitet haben. Zehn davon wurden vom Dienst suspendiert. Drei Vorgesetzte wurden wegen Strafvereitelung im Amt beschuldigt, weil sie die Chats nicht unterbunden und geahndet hatten. Am 9. Juni 2021 durchsuchten Ermittler die Wohnungen und Arbeitsplätze von sechs Frankfurter SEK-Beamten. Am 10. Juni löste Beuth das Frankfurter SEK wegen der Funde auf.
Nach Beuths Angaben fanden hessische Ermittler von Dezember 2018 bis Mai 2022 insgesamt 67 rechtsextreme Chatgruppen, an denen insgesamt 110 hessische Polizisten beteiligt waren. Gegen 67 davon wurden Strafverfahren, gegen 62 Disziplinarverfahren eingeleitet. 35 Beamte des ersten Frankfurter Polizeireviers gehörten zur privaten Chatgruppe „Suzy, Homies and friends“, die von April 2012 bis Dezember 2016 bestand. Auch dort wurden rassistische und antisemitische Inhalte gepostet. Gegen 11 Mitglieder wurden Disziplinarverfahren eingeleitet. Die Ermittler fanden die Gruppe 2018, machten sie aber erst 2022 im Strafprozess gegen Alexander Horst M. bekannt.
Bis 29. Juli 2022 durchsuchte die Staatsanwaltschaft Frankfurt die Arbeits- und Wohnbereiche von fünf aktiven Frankfurter Polizeibeamten. Einer soll in rechten Chatgruppen verfassungsfeindliche Symbole verwendet haben, die übrigen, darunter ein Vorgesetzter, sollen die Taten gedeckt und zu vertuschen versucht haben. Sie wurden wegen Strafvereitelung im Amt, zwei auch wegen Verletzung des Dienstgeheimnisses verdächtigt und vom Dienst suspendiert.

### Berlin
Aus persönlichen Daten in manchen NSU-2.0-Drohmails gegen Anne Helm, Martina Renner und das Landgericht Moabit ergab sich ein Verdacht auf Zuträger aus der Justiz und Polizei Berlin. Diese hatte eine jahrelange rechtsextreme Droh- und Anschlagsserie in Berlin-Neukölln bis 2020 nicht aufgeklärt, obwohl der Berliner Verfassungsschutz die zwei hauptverdächtigen Neuköllner Neonazis Tilo Paulenz und Sebastian Thom beobachtete. In einer Chatgruppe, zu der Paulenz gehörte, lieferte ein Polizist der Neuköllner AfD 2016 aktuelle Informationen zum Anschlag auf den Berliner Weihnachtsmarkt an der Gedächtniskirche. 2017 beteiligte sich ein Ermittler zu den Neuköllner Anschlägen an einem rassistischen Angriff auf einen Geflüchteten aus Afghanistan. Ein weiterer Berliner Polizist versandte Drohschreiben an linke Aktivisten. 2018 spähten Thom und Paulenz wochenlang die Wohnadresse des Linksparteipolitikers Ferat Kocak aus. Der Berliner Verfassungsschutz beobachtete dies. Dennoch verübten Rechtsextreme am 1. Februar 2018 einen Brandanschlag auf Kocaks Pkw vor seinem Haus. Wenige Tage später traf sich Thom mit einem Berliner Polizisten. Weil Verfassungsschützer diesen nicht zweifelsfrei identifizieren konnten, wurden die Ermittlungen dazu eingestellt. Der zuständige Staatsanwalt Matthias Fenner bekundete im Sommer 2020 in einem Chat Sympathie mit Paulenz; sein Kollege las das Chatprotokoll in den Ermittlungsakten, meldete den Fund aber nicht. Anfang August 2020 wurden beide Staatsanwälte daher strafversetzt. Zudem fragten Polizisten unerlaubt Daten von zwei Opfern der Neuköllner Anschlagsserie ab. Mitte August 2020 machte die Berliner Beauftragte für Datenschutz und Informationsfreiheit Maja Smoltczyk bekannt, dass die Berliner Polizei sich weigerte, diese Abfragen aufzuklären. Privatdaten in Drohmails an Berliner Adressaten können daher ebenso aus der Neuköllner Naziszene wie von der Berliner Polizei stammen.
In einer Drohmail vom 21. März 2019 an das LKA Berlin erklärte „NSU 2.0“, er sei für den Brandanschlag auf Kocaks Pkw verantwortlich, nannte dessen Privatadresse und bezeichnete ihn als „Volksschädling“. Weder das LKA Berlin noch das LKA Hessen warnten Kocak damals, angeblich weil sie nach den bis dahin bekannten Drohmails bei ihm keine reale Gefährdung sahen. Jedoch kannten die Ermittler die Gewaltbereitschaft der unbekannten Absender nicht. Erst 2020 nach weiteren Drohmails von „NSU 2.0“ führten sie mit Kocak mehrere Sicherheitsgespräche. Unklar blieb, ob das LKA Berlin dem möglichen Zusammenhang der Drohmails zur Neuköllner Anschlagsserie nachging. Um Versäumnisse der Berliner Sicherheitsbehörden aufzuklären, setzten SPD, Grüne und Linke im Abgeordnetenhaus Berlin 2022 einen Untersuchungsausschuss ein.

### Nordrhein-Westfalen
Bei den Ermittlungen wurden auch in Nordrhein-Westfalen rechtsradikale Polizisten entdeckt. In Mülheim an der Ruhr entdeckte man die Chatgruppe „Alphateam“, in der antisemitische und volksverhetzende Bilder geteilt wurden. Im Februar 2021 wurden gegen 15 der 31 Beamten dieser Gruppe Strafverfahren eingeleitet. Die Staatsanwaltschaft Duisburg stellte auch bei elf von 15 Mitgliedern der Chatgruppe „Kunta Kinte“ im Polizeipräsidium Essen strafrechtlich relevante Bilder fest, etwa ein Foto vor dem Tafelbild eines Hakenkreuzes in einer Kegelbahn.

### Datenmissbrauch
Durch die Drohmailaffäre wurden bundesweit hunderte illegale Datenabfragen in Polizeicomputern bekannt. Darum wurden von 2018 bis Juli 2020 mehr als 400 Ordnungswidrigkeits-, Straf- oder Disziplinarverfahren gegen deutsche Polizeibeamte eingeleitet. In den meisten Bundesländern durften die Datenschutzbehörden solche Ordnungswidrigkeiten nicht ahnden. Die Täter erhielten meist nur eine niedrige Geldbuße und wurden nur selten dienstrechtlich belangt. Seit 2018 wurden Polizeiabfragen in Melderegistern, Fahndungssystemen oder bei Ausländerbehörden zwar oft protokolliert, doch kaum proaktiv und engmaschig überprüft. So konnte ein Polizist, der als AfD-Anhänger in einer Facebookgruppe aktiv war, mindestens 19 Mal unbefugt öffentlich unzugängliche Telefonnummern politischer Gegner abrufen, die danach immer wieder Drohanrufe erhielten. Der Beamte wurde suspendiert, aber nicht angeklagt, weil die Staatsanwaltschaft in drei Verfahren seine Schädigungsabsicht und Datenweitergabe als zu wenig belegt ansah. Sein Computer und Smartphone wurden nicht beschlagnahmt, seine Telefonverbindungen nicht überprüft. Ein Drohanrufer wurde nicht zu seinen Kontakten mit ihm vernommen. Daraufhin reichte eine Betroffene eine Verfassungsbeschwerde ein.
Im Juli 2018 riefen hessische Polizisten ohne triftige Gründe 83 Mal Privatdaten der Sängerin Helene Fischer aus dem POLAS ab. 2019 registrierte das LKA Hessen mehr als 1000 missbräuchliche Suchanfragen pro Monat. In Berlin nutzten Polizisten die Datenbank POLIKS für illegale Abfragen, etwa um Angehörigen der linken Szene Drohbriefe zu schreiben oder ihre Exfreundinnen zu finden und dann zu Gesprächen aufzusuchen. Die Berliner Datenschutzbeauftragte Maja Smoltczyk kritisierte 2019, dass die Berliner Polizei zu wenig bei der Aufklärung der Drohserie helfe und Abfragen im POLIKS ohne Angabe konkreter Gründe möglich waren. Im August 2020 ließ sie einen Strafantrag ihrer Behörde gegen mutmaßliche Täter in Landesbehörden prüfen.
Ab Februar 2019 mussten hessische Polizisten bei jeder zweihundertsten Datenabfrage aus dem POLAS den Grund angeben. Erschien dieser nicht plausibel, sollte der Landesdatenschutzbeauftragte dem Fall nachgehen. Bis August 2019 wurden ihm dann 9.000 mögliche Missbrauchsfälle gemeldet; im ganzen Jahr 2018 hatte er nur 180 Meldungen erhalten. Am 2. August 2019 räumte Udo Münch tausendfache Privatabfragen aus dem POLAS ein, von der Meldeadresse bis zu Drogenkonsum und psychischen Problemen. Bis Dezember 2019 etablierte Hessens Innenministerium bessere Kontrollmechanismen bei polizeilichen Datenabfragen und ein Maßnahmenbündel zur Extremismusprävention in der Aus- und Fortbildung von Polizisten. Am 17. Juli 2020 kündigte der neue Landespolizeipräsident Roland Ullmann neue Verfahren gegen Abfragemissbrauch an: Alle Zugangsberechtigungen würden zurückgesetzt, alle Polizisten erhielten neue Zugangsdaten, Datenschutz werde in jeder Dienststelle Chefsache, die automatischen Stichproben würden engmaschiger, die Passwortsicherheit werde erhöht, das Benutzerpasswort werde künftig schon bei Abruf der Datenabfragemaske nachgefragt. Zudem werde eine Liste mit Personen des öffentlichen Lebens hinterlegt, deren Daten nur mit Erlaubnis von Vorgesetzten abgerufen werden könnten. Der Sperrbildschirm an den Rechnern solle sich schon nach drei Minuten aktivieren, um Zugriffe von Kollegen zu verhindern. Drittabfragen würden umfangreich dokumentiert.
Bis Ende Juli 2020 forderten die Innenexperten Konstantin Kuhle und André Hahn bundesweit einheitliche Kontrollverfahren gegen den Abfragemissbrauch. Dieser müsse sofort gestoppt, unzulässige Abfragen müssten viel rascher aufgeklärt, die Täter sofort entlassen werden. Der damalige Bundesinnenminister Horst Seehofer wollte illegale Polizeiabfragen künftig auch durch biometrische Verfahren beim Datenzugriff verhindern.
Bis zur Festnahme von Alexander Horst M. am 3. Mai 2021 prüften nur wenige Polizeibehörden anderer Bundesländer, ob es illegale polizeiliche Abfragen zu den Drohmailempfängern in ihren Datenbanken gab. Daher ließen sich unentdeckte Abfragen nicht ausschließen, ebenso wenig fingierte Anrufe bei Einwohnermeldeämtern oder Versicherungen. Trotz verschärfter Kontrollen blieben viele illegale Abfragen schon wegen der riesigen Menge unentdeckt: Das hessische POLAS wurde im Mai 2021 täglich mehr als 40.000 Mal, das Schengener Informationssystem 220 Mal pro Sekunde abgefragt. Auch die Weitergabe von Passwörtern blieb möglich. Laut Ermittlern hatte „NSU 2.0“ diese Sicherheitslücken wohl ausgenutzt, um Auskünfte zu erhalten.
Am 7. Mai 2021 rügte Hessens Datenschutzbeauftragter, die Polizei habe ihn verspätet über die Verletzung des Schutzes personenbezogener Daten bei „NSU 2.0“ informiert. Technische Maßnahmen genügten nicht für diesen Schutz; nötig sei eine umfassende Sensibilisierung gegen die Gefahr unbefugter Datenweitergabe aus Landesbehörden. Falls ein „Mitarbeiterexzess“ bei den illegalen Abfragen vorliege, werde er den Fall weiterverfolgen. Am 8. Mai 2021 kündigte Innenminister Peter Beuth an, unbefugte Abfragen von Polizeicomputern nochmals zu erschweren. Externe Anfragen auf Revieren sollten generell schriftlich, nur in dringenden Fällen telefonisch erfolgen. Telefonauskünfte sollten durch die Vergabe eines Kennworts oder einen „legitimierten Rückruf“ abgesichert werden. Ein „Abfrageprotokoll“ sollte allen Polizeibeamten das Überprüfen der Abfrage ermöglichen. Außerdem sollten alle Abfragen etwa mit Venenscannern, Fingerabdruck und Gesichtserkennung biometrisch abgesichert werden.
Im Strafprozess gegen Alexander Horst M. am 14. April 2022 sagte ein LKA-Ermittler aus, die Polizei Hessen sei zur Weitergabe personenbezogener Daten inzwischen „erheblich sensibilisiert“ und dürfe Auskünfte an unbekannte Anrufer oder E-Mail-Adressen nur noch nach Bekanntgabe eines Kennworts herausgeben. Diese schon vor den Drohmails bestehende Regel werde nun konsequent angewandt. Doch der Bericht des hessischen Datenschutzbeauftragten Alexander Roßnagel für 2022 belegte erneut illegale Datenabfragen bei der Polizei, die somit technisch weiter möglich blieben.

### Adressenweitergabe
Im August 2019 erhielten zehn Personen oder Stellen der hessischen Polizei eine interne Mail, die die gesperrte Wohnanschrift von Seda Başay-Yıldız sowie die Adressen ihrer Kanzlei und der Kindertagesstätte ihrer Tochter enthielt. Bis spätestens Juni 2020 hatten der oder die Absender von „NSU 2.0“ auf unbekannte Weise Kenntnis ihrer neuen gesperrten Adresse erlangt. Im selben Monat setzte der Hessische Landtag einen Untersuchungsausschuss ein, der mögliche Versäumnisse hessischer Behörden beim rechtsextremen Mord an Walter Lübcke (1. Juni 2019) aufklären sollte. Im Mai 2021 vermutete Sonderermittler Hanspeter Mener öffentlich, der oder die Drohmailautoren könnten die gesperrte Adresse der Anwältin aus ihrem persönlichen Umfeld erhalten haben. Başay-Yıldız wies diese Verdächtigung als „Unverschämtheit“ zurück. Im Juli 2021 sandte Hessens Landesregierung dem Lübcke-Ausschuss und allen darin vertretenen Fraktionen des hessischen Landtags umfangreiche Unterlagen. Darin war auch jene interne Polizeimail mit den ungeschwärzten Adressen von Seda Başay-Yıldız und der Kita ihrer Tochter enthalten.
Der Vertreter der Linksfraktion Hermann Schaus entdeckte die Adressen in den Ausschussakten und bat Innenminister Peter Beuth, Staatskanzleichef Axel Wintermeyer und den Ausschussvorsitzenden Christian Heinz (alle CDU) schriftlich darum, diese Daten rasch uneinsehbar zu machen, bevor sie in falsche Hände gerieten. Wintermeyer zog die Akten jedoch nicht zurück, sondern wies alle Fraktionen in einer Mail auf die kritische Passage hin und leitete die Bitte von Schaus mitsamt der Fundstelle an sie weiter. Er betonte, die interne Polizeimail sei im Landespolizeipräsidium in einem Aktenordner im Kontext des Mordes an Walter Lübcke angelegt worden. Die Landesregierung lege dem Ausschuss alle diese Akten vollumfänglich vor. Daten darin würden nur auf Beschluss des Untersuchungsausschusses unkenntlich gemacht. Auch Heinz schickte die Unterlagen und den E-Mail-Wechsel mit Schaus an alle Landtagsfraktionen.
So machte die Landesregierung die Adresse der von Rechtsextremen bedrohten Anwältin einem Untersuchungsausschuss bekannt, in dem die AfD vertreten ist, und der einen rechtsextremen Mord untersucht, dessen Täter AfD-Kontakte hatte. Indem die Staatskanzlei es dem Ausschuss überließ, die Schwärzung der Adressen nachträglich zu beschließen, ließ sie die AfD über die Privatsphäre einer seit Jahren von rassistischen Morddrohungen Betroffenen mitentscheiden. – Medienberichte und oppositionelle hessische Politiker kritisierten den Vorgang scharf: Er bedeute (so die taz), „dass hessische Behörden weiterhin auf die Menschenwürde von Betroffenen von rechter Gewalt und Morddrohungen pfeifen – in einem Untersuchungsausschuss über einen rechtsextremen Mord. Akten über rechte Strukturen schützen sie gleichzeitig peinlich genau mit dem Verweis auf Quellenschutz.“ Dies bezog sich darauf, dass die Landesregierung aus CDU und Grünen die Freigabe der hessischen Verfassungsschutzakten zum NSU abgelehnt und sie zunächst bis ins Jahr 2134, später bis 2044 hatte sperren lassen. Der Kommentar zitierte Başay-Yıldız mit ihrer Frage von 2019: „… wer schützt unsere Würde vor dem Staat und seinen Repräsentanten in einer Zeit, in der Rechtsextremismus im öffentlichen Dienst kleingeredet wird?“
Die Anwältin reagierte entsetzt auf die Weitergabe ihrer Adressen und fragte die Landesregierung öffentlich, warum und wie diese in die Akten für den Lübcke-Ausschuss gelangt waren und was ihre aktuelle Bedrohung mit dem Ausschussthema zu tun habe.
Ihre Fragen blieben unbeantwortet. Im Oktober 2021 rechtfertigte Innenminister Peter Beuth die Weitergabe der ungeschwärzten Adresse: Die Landesregierung müsse bei der Aktenweitergabe an den Landtag nur „staatliche Schutzinteressen“ berücksichtigen, nicht den „Schutz von Privatgeheimnissen“. Letzteres habe der Untersuchungsausschuss „selbst zu entscheiden“. Dieser entschied erst daraufhin, die Passage mit den Adressen zu schwärzen.

## Weitere Maßnahmen

### Expertenkommission
Ab 18. August 2020 prüfte eine von Innenminister Peter Beuth eingesetzte 14-köpfige Expertengruppe unter Angelika Nußberger und Jerzy Montag die bisherigen Maßnahmen zu Fehlverhalten hessischer Polizisten bei Drohmails, Gewaltübergriffen und anderen Vorfällen. Die Experten durften Dienststellen unangekündigt besuchen und uneingeschränkt mit allen Bediensteten sprechen.
Bis Mitte 2021 fanden die Experten 47 Chatgruppen mit strafbaren Inhalten, an denen rund 100 Polizisten fast aller hessischen Polizeibehörden beteiligt waren. Laut Jerzy Montag waren die Chats unerträglich „roh, menschenverachtend, den Nationalsozialismus befürwortend, rassistisch, fremdenfeindlich.“ So zeigte ein Bild Adolf Hitler, der lachend auf Rauch aus einem Industriekamin hinweist mit dem Spruch: „Da geht eine jüdische Familie dahin.“ Ein weiteres Bild zeigte den toten Alan Kurdi, auf den ein Hund urinierte, und einen Fußballspieler, der den Kopf der Leiche aus vollem Lauf zu treten ansetzt, mit dem Text: „Ronaldos bester Kick“. Solche Bilder wurden oft gelikt, nie wurde in den Chats dagegen protestiert oder der Inhalt gemeldet. Als Gründe dafür nannte Montag Korpsgeist, übereinstimmende rassistische und rechtsextreme Haltungen, fehlende konkrete Aufklärung der Polizei durch Vorgesetzte und Verharmlosung, auch weil jede Anzeige eines Chatteilnehmers beim Dienstvorgesetzten ein Verfahren gegen diesen selbst nach sich zog. Darum erstellte die Kommission eine „Schockdokumentation“ gravierender Fälle und empfahl eine Änderung des Disziplinarrechts zugunsten von Kronzeugen, die „tätige Reue“ zeigen.
Der Abschlussbericht vom Februar 2022 empfahl Reformen in der hessischen Polizei, darunter bessere Auswahl von Führungskräften und deren bessere Fortbildung, ein sensiblerer Umgang mit Opfern und Bedrohten, mehr Datenschutz, eine obligatorische Abfrage beim Verfassungsschutz zu Polizeianwärtern. Eine Stabsstelle unter LKA-Vizepräsident Felix Paschek sollte die Reformen umsetzen. Paschek hatte die hessischen Polizisten zuvor intern über die „NSU-2.0“-Ermittlungen informiert.

### Meldestellen
Im August 2020 forderte Sebastian Fiedler (Bund Deutscher Kriminalbeamter; BDK) externe Ombudsstellen und Hotlines für Whistleblower, damit diese verfassungsfeindliche Vorgänge in der Polizei auch außerhalb des Dienstwegs melden können. Die Polizeibeauftragten einiger Bundesländer seien eher für Bürgerbeschwerden da. Das Landesinnenministerium von Baden-Württemberg wies den Vorschlag zurück: Auch Polizisten könnten sich an den Polizeibeauftragten wenden.

### Opferberatung
Seda Başay-Yıldız bekam 2018 einen Waffenschein, eine Pistole und ein Schießtraining auf Staatskosten angeboten, lehnte dies aber als Verlagerung der staatlichen Schutzpflicht auf Selbstschutz ab. Seit Juli 2020 führte die Polizei mehrerer Bundesländer „Sensibilisierungsgespräche“ mit den an Leib und Leben bedrohten Personen und verwies sie darauf, worauf sie im Alltag auf der Straße und zu Hause achten sollen. Dabei gingen die LKAs nicht von akuter Lebensgefahr für die Bedrohten aus.
Bei den Drohmails von „NSO“, „Wehrmacht“, „NSU 2.0“ und „Elysium“ nahmen das BKA und das LKA Baden-Württemberg pure Angstmache ohne konkrete Tatabsicht an. Es handele sich um „eine Mischung aus Unmutsbekundungen und Erpressungsschreiben ohne erkennbare, resultierende Gefährdungslage“. Ein „schädigendes Ereignis“ sei bisher nicht eingetreten. Der Rechtsextremismusexperte Boris Weirauch (SPD) kritisierte, die Bedrohungslage sei nur bei Kenntnis der Drohmailabsender einzuschätzen. Das Landesinnenministerium berufe sich nur auf das BKA und erfülle seine Schutzpflicht für Betroffene nicht.
Wegen neuer Drohmails an die nur der Polizei bekannte neue Adresse von Seda Başay-Yıldız führte das hessische LKA im Januar 2019 eine Begehung mit anschließender Beratung durch. Der Beratungsbericht stufte die Anwältin als „gefährdet, mit flankierenden Schutzmaßnahmen“ ein und gab ihr viele „sicherungstechnische Empfehlungen“. Gemäß einigen davon ließ sie ihre neue Wohnung zusätzlich sichern.

### Kostenübernahmestreit
Im Dezember 2020 kündigte Başay-Yıldız an, sie werde Peter Beuth die Kosten für die empfohlenen Sicherungsmaßnahmen in Rechnung stellen. Sie sei ja nicht Schuld daran, dass Polizisten ihre Daten abriefen und diese dann veröffentlicht wurden. Es sei Sache des Landes, diese Kosten zu tragen. Beuth hätte das von sich aus anbieten müssen. Mitte Dezember 2020 sandte sie die Rechnung von 5083,93 Euro an Beuth und berief sich dabei auf den Beratungsbericht des LKA. Aus dem rechtswidrigen Datenabruf von einem Polizeicomputer, dem das erste Drohschreiben gefolgt sei, ergebe sich ein „amtshaftungsrechtlicher Anspruch“ auf eine Kostenerstattung. Mitte Februar 2021 antwortete Hessens Landespolizeipräsident Roland Ullmann: Das Innenministerium „bedauert zutiefst“, dass sich Başay-Yıldız und ihre Familie „nach wie vor aufgrund der an sie adressierten Drohschreiben bedroht fühlen“. Doch bestehe kein Anspruch auf Kostenersatz für ihre privaten Schutzmaßnahmen gegenüber dem Land Hessen. Vor allem gebe es keine Anhaltspunkte, dass die „rechtswidrige Datenabfrage ‚in Ausübung eines öffentlichen Amtes‘ erfolgte und dass insofern die eigentliche Zielsetzung, in der deren Sinn die Abfrage erfolgte, hoheitlicher Tätigkeit zuzurechnen ist“. Jederzeit erreichbare Verbindungsbeamte zum LKA betreuten die Anwältin rund um die Uhr. Für ihre öffentlichen Auftritte gebe es „lageangepasste Maßnahmen“.
Başay-Yıldız kritisierte die Absage scharf: „Meine Familie ist zum Abschuss freigegeben, und der hessische Innenminister will keine Verantwortung übernehmen.“ Der Fall sei „kein Privatproblem“, weil hessische Polizeibeamte die Abfrage in der Dienstzeit von einem Dienstcomputer aus durchführten. Sie habe nur getan, was das LKA ihr empfohlen habe. Beuths Rechtsauffassung sei rechtswidrig und untergrabe das Vertrauen in den Rechtsstaat. Ebenso kritisierten Oppositionsvertreter im hessischen Landtag Beuths Ablehnung. Der Juraprofessor Günter Frankenberg stützte den Amtshaftungsanspruch mit einem Gutachten: Es sei „absurd darzutun, die amtsmissbräuchliche, rechtswidrige Erlangung und Verwendung der persönlichen Daten sei nur ,bei Gelegenheit’ der polizeilichen Tätigkeit der bis dato identifizierten und suspendierten Polizeikräfte geschehen“. Als Privatpersonen wäre diesen Polizeikräften der Onlinezugang zu den polizeilichen Datenbanken ja verwehrt. Ihre Amtsanmaßung zum gravierenden Nachteil der Rechtsanwältin müsse sich die Anstellungskörperschaft nach Artikel 34 des Grundgesetzes eindeutig zurechnen lassen, auch wenn diese den Vorgang und dessen Ziel missbillige. Nach Berichten über das Gutachten erhielt auch Frankenberg Drohmails von „NSU 2.0“.
Bis April 2021 reagierten Beuth und Ullmann nicht auf den Kostenübernahmeantrag und das Gutachten. Daraufhin kündigte Başay-Yıldız eine Klage gegen das Land Hessen an. Bis 6. Mai 2021 versprach Beuth Başay-Yıldız per Brief, das Innenministerium werde  einen Teil ihrer Sicherungskosten erstatten. Die Regeln dafür würden gegenwärtig erarbeitet.

### Unterstützergruppe
Seda Başay-Yıldız, Idil Baydar, Janine Wissler, Martina Renner und Anne Helm bildeten im Juli 2020 eine Gruppe, um sich gegenseitig gegen die Drohungen und im Umgang mit den Behörden zu unterstützen. Başay-Yıldız erhielt für ihren Tweet „Grüße an den OberSTRUMPFbandführer – ihr bekommt uns nicht klein“ vom 16. Juli 2020 eine enorme Solidarität. Helm betonte, der Austausch der betroffenen Frauen sei sehr wichtig, da deren Bedrohungssituation durch die persönlichen Informationen im Besitz der Täter massiv verstärkt worden sei. Baydar ordnete die Drohungen historisch ein und betonte die Kontinuität von den Pogromen gegen Migranten und türkischstämmige Deutsche in den 1990er Jahren über Thilo Sarrazins „wirre Auslesethesen“ bis zu den rechtsterroristischen Morden des NSU und in München, Kassel, Halle und Hanau.

### Belohnung
Am 19. November 2020 bot Seda Başay-Yıldız 5000 Euro Belohnung für Hinweise an, die zur Ermittlung oder Ergreifung der Urheber von „NSU-2.0“-Drohmails führen würden. Dazu ließ sie eine E-Mail-Adresse (Hinweise_NSU2.0@protonmail.com) freischalten. Dies sei „die letzte Möglichkeit“, den Fall aufzuklären, da dies der Polizei nach 27 Monaten nicht gelungen sei. Die Strafverfolgungsbehörden hatten keine Belohnung ausgesetzt, betonten aber, eingehende Hinweise sollten an sie weitergeleitet werden.
Başay-Yıldız entschied sich zu diesem Schritt, weil Frankfurter Polizisten als Absender der Drohmails an sie immer wahrscheinlicher geworden waren, sich aber gegenseitig deckten oder schwiegen. Sie erhielt keine Akteneinsicht, keine Auskunft zum Ermittlungsstand und durfte keine Bilder der verdächtigen Polizisten sehen. Stattdessen ließ der Sonderermittler ihre früheren Nachbarn befragen, ob die Anwältin selbst Anlass zur Bedrohung gegeben habe. Obwohl nur ein sehr kleiner Polizeikreis ihre gesperrte neue Adresse kannte, erschien dort ein Unbekannter, der das neue Haus von allen Seiten fotografierte. Darum und weil der Täter ihre neue, geheime Adresse an verschiedene Medien geschickt hatte, konnte sie nicht mehr nur auf die Arbeit der Polizei vertrauen und wollte nicht abwarten, „bis uns jemand abknallt“.

## Rezeption

### Einordnungen
Bis Juli 2020 zeigte sich, dass „NSU 2.0“ bevorzugt linksgerichtete, öffentlich antifaschistisch engagierte Frauen mit Migrationsgeschichte bedrohte, dabei Rassismus mit Frauenfeindlichkeit und Antifeminismus verband und allen Adressaten vermittelte, der NSU-Terror werde fortgesetzt. Für Vanessa Fischer (Neues Deutschland – ND) handelte es sich daher um ein rechtsextremes und antifeministisches Terrornetz.
Wie die Attentäter beim Anschlag in Toronto 2018, beim Terroranschlag auf zwei Moscheen in Christchurch und Anschlag in Halle (Saale) 2019 vertrat „NSU 2.0“ die Vorstellung einer patriarchalen, von weißen Männern dominierten Ordnung, die von selbstbewussten, besonders nichtweißen Frauen gefährdet sei, so dass er diese gezielt als Hassobjekte auswählte. Laut Anne Helm benutzten die Absender eine NS-Sprache und sprachen Todesurteile über Antifaschistinnen aus. In ihrem völkischen Weltbild müssten Frauen dem Erhalt eines „imaginierten Volkskörpers“ dienen, den Migrantinnen für sie gefährden. Sie projizierten ihre eigenen sexualisierten Gewaltfantasien auf Geflüchtete und People of Colour.
Die Politikwissenschaftler Alexandra Kurth und Wolfgang Schroeder bestätigten den Zusammenhang von Rassismus und Sexismus im Täterweltbild. Weil dieses, so Eike Sanders, die Überordnung von Männern über Frauen verlange, verwandelten sie Feminismus und „Gender-Mainstreaming“ in ein bedrohliches, verschwörungsideologisches, übermächtiges Feindbild. Weil die Kriminalstatistik solche Mails nicht als Gewalt gegen Frauen einstufe, fühlten die Täter sich „in ihrer Männlichkeit als Krieger und Helden berufen, einen vermeintlich natürlichen Zustand wiederherzustellen“ und einen imaginierten Volkswillen zu vollstrecken.
Weil auch dem Mord an Walter Lübcke solche Drohmails vorausgegangen waren, sprach BKA-Chef Holger Münch im April 2020 von einer „demokratiegefährdenden“ Entwicklung. Mit ihnen und dem Aggressionspotenzial der Proteste während der COVID-19-Pandemie in Deutschland sah Volker Beck die rechte Terrorgefahr auf einem „stabilen Dauerhoch angelangt“. Jutta Ditfurth verwies auf die Kontinuität dieser Angriffe seit den 1980er Jahren. Die Ausbreitung rechtsextremer Strukturen ähnele in manchem dem Aufstieg des Nationalsozialismus, erfolge aber langsamer.
Annette Ramelsberger (Süddeutsche Zeitung – SZ) ordnete die Verdachtsfälle in der Polizei Hessen in die bundesweite Zunahme von Rechtsextremisten in Parlamenten und Staatsbehörden ein und verwies auf illegale Munitionslager, Todeslisten und Terrorpläne bei der Bundeswehr. Durch die Rhetorik vom „Volkstod“ und „Bevölkerungsaustausch“ in Parlamenten fühlten sich Gewaltbereite nun verstanden und zu Waffengewalt legitimiert.
The New York Times (NYT) berichtete im Dezember 2020 ausführlich über die Drohmails. Trotz der angestrebten Entnazifizierung Deutschlands nach 1945 und der Aufklärung von Polizeianwärtern über die NS-Zeit tauchten dort immer mehr rechtsextreme Chatgruppen und Neonazipropaganda auf, begünstigt von der AfD. Diese versuche seit ihrer Gründung deutsche Sicherheitsbehörden zu infiltrieren und sei damit besonders in den östlichen Bundesländern weit vorangekommen, wie etwa Björn Höckes Aufrufe zur Befehlsverweigerung an Polizei- und Verfassungsschutzbeamte zeigten. Fraglich sei, ob Polizeibehörden Rechtsextreme in den eigenen Reihen angemessen strafverfolgen.

### Kritik an Staat und Polizei
Angesichts der rechtsradikalen Verdachtsfälle sprachen Kommentatoren ab Dezember 2018 von einem „Extremismus in der Polizei“ Hessens und von „Unsicherheitsbehörden“. Experten forderten einen entschlossenen Kampf gegen „staatlichen Rassismus“ und vermissten Konsequenzen aus dem Skandal. Am 19. Dezember 2018 versprach Beuth lückenlose Aufklärung, wies aber die Kritik zurück und bestritt Anhaltspunkte für ein „rechtes Netzwerk“ bei Hessens Polizei.
Für Mehmet Daimagüler waren die Datenabrufe und Drohmails an Seda Başay-Yıldız Folge davon, dass die Politik das Thema NSU „abgehakt“ habe und institutionellen Rassismus nicht debattiere. Zwischen der staatlichen Verharmlosung des NSU, rassistischer Polizeiarbeit, Nichtaufklärung der Rolle von V-Leuten und den Drohmails bestehe ein Zusammenhang. Dass der Staat bedrohte engagierte Menschen allein lasse, sei „verheerend für die Demokratie“ und zerstöre diese früher oder später. Da mehrere Bundesländer nicht mit rechtsextremen Beamten umzugehen wüssten, müssten gegen die „Putschisten in spe“ organisatorische Lösungen von außen gefunden werden. Die Journalistin Heike Kleffner betonte, nach dem Vertrauensverlust der Polizei durch den institutionellen Rassismus der NSU-Ermittlungen habe sie die Chance großenteils vertan, „den Betroffenen zuzuhören, ihre Forderungen nach tiefgreifenden Veränderungen ernst zu nehmen“.
Nach der Entlassung von Udo Münch wurde Peter Beuth vielfach kritisiert, er habe 2018 nicht genug Aufklärungsdruck auf Hessens Polizei gemacht, ein rechtsradikales Netzwerk dort zu lange bestritten und zu unentschlossen auf die ersten Drohmails reagiert, so dass die Serie und illegale polizeiliche Datenabfragen weitergingen. Das habe Misstrauen gegen die Polizei vermehrt. Das umfassendere Problem aber sei die Zunahme des Rechtsextremismus im Internet, um Personen einzuschüchtern oder mundtot zu machen. Betroffene könnten die häufige Einstellung der Ermittlungen dazu nicht nachvollziehen. Hier seien schärfere Gesetze und mehr Personal zu prüfen. Die von Beuth versprochene bessere Opferbetreuung müsse für alle Bedrohten selbstverständlich sein. Nach dem 3. September 2020 kritisierte Günter Rudolph (SPD-Fraktion Hessen), Beuth habe illegale Datenabfragen zwei Jahre laufen lassen und dann erst Sicherungsmaßnahmen dagegen angekündigt. Er habe die Problematik nicht erkannt und sei damit Teil des Problems. Hermann Schaus (Linksfraktion) betonte: „Dieser Laissez-faire-Stil, den die Ermittler an den Tag legen, muss mit Hochdruck geändert werden.“
Am 14. Juli 2020 erklärte Idil Baydar, sie habe Angst vor der Polizei, weil es dort offenbar ein rechtsextremes Netzwerk von unbekanntem Ausmaß gebe. Kein einziger Polizist habe sich zu ihrer Bedrohung bei ihr gemeldet. Stattdessen sei die Polizei eher „beleidigt“, dass sie die Drohungen veröffentlicht habe. Spätestens seit dem NSU-Prozess wisse sie, dass die Polizei gegen Migranten eingestellt sei und eher die Opfer einer Straftat kriminalisiere. Bei der nötigen Polizeikritik gehe es „um Strukturen, die begünstigen, dass es rechten Terror sogar aus den Reihen der Polizei geben kann“. Sie wünsche sich von der Polizei eine lückenlose Aufklärung und „ein echtes Signal“, dass Rechtsextremismus dort keinen Platz habe. Bei einer Protestveranstaltung in Frankfurt am 19. Juli 2020 sagte Baydar, es sei unglaubhaft, dass die Polizei die Drohabsender nicht finden könne. Der Rat, ihre Telefonnummer zu ändern, sei wie der Rat an eine Frau: „Zieh keinen Minirock an, dann wirste auch nicht vergewaltigt“.
Martina Renner ging wegen der gestreuten illegalen Datenabfragen und sonstigen Vorfälle von einem rechtsradikalen Netzwerk bei der hessischen Polizei aus. Diese müsse dieses strukturelle Problem endlich zugeben. Sie verwies auf Anti-Antifa-Angriffe seit den 1990er Jahren und die ungeklärte Brandanschlagsserie in Neukölln. Die Sorge vor weiteren Anschlägen sei gewachsen, seit bekannt ist, dass die Daten von der Polizei und der Justiz stammen könnten. Die Bedrohten wüssten manchmal nicht mehr, wer Feind und wer Freund sei. Sie müssten teils denselben Dienststellen neue Drohmails und Auffälligkeiten melden, wo es rechtsextreme Vorfälle gegeben habe. Renner verwies auf Ähnlichkeiten und Unterschiede der Drohserien: Behördeninterna kämen nur Mails von „NSU 2.0“ vor, Erpressungsversuche immer bei „Staatsstreichorchester“. „NSO“ habe auch einen bestimmten Sprachstil. „NSU 2.0“ beziehe sich auf den Drohmailschreiber André M. und auf „Staatsstreichorchester“, so dass eine Verbindung unter ihnen zu vermuten sei. Die letzten Mails von „NSU 2.0“ zeigten die Handschrift von Nachahmern. Die Wiesbadener Beamten, an deren Rechnern die Abfragen zu Janine Wissler und Idil Baydar stattfanden, seien als Beschuldigte anzusehen. Solche Abfragen seien strafbare Beihilfedelikte und gegebenenfalls Geheimnisverrat; dies wüssten die beteiligen Beamten. Um Beweismittel zu sichern, müsse man ihre Arbeitsplätze, Dienstrechner und Diensttelefone, unter Umständen auch ihre Privaträume durchsuchen. Mittlerweile seien solche möglichen Spuren sicher alle gelöscht worden.
Für Isabelle Reifenrath (Norddeutscher Rundfunk) waren die Drohmails, Datenabfragen und deren fehlende Aufklärung ein „gigantischer Skandal“, der die Glaubwürdigkeit der gesamten deutschen Polizei unterhöhle. Unerklärlich sei, dass:
- Innenminister Seehofer sich nicht dazu geäußert habe, zugleich aber strukturellen Rassismus in der Polizei bestreite;
- die Coronapandemie Ermittler von Verhören abgehalten haben sollte;
- der GBA sich trotz Adressaten in acht Bundesländern nicht zuständig sehe.

Die Polizei Hessen gegen sich selbst ermitteln zu lassen, sei völlig unangemessen. Von Einzeltätern könne man nicht mehr ausgehen, sondern von bundesweitem Terror eines Netzwerks. Dessen Aufklärung müsse daher auch das bisher unaufgeklärte NSU-Täterumfeld aufzuhellen helfen. Der Staat sei zum effektiven Schutz der jetzt Bedrohten verpflichtet. Sonst wiederhole sich das Staatsversagen.
Am 19. August 2020 bei einer Podiumsdiskussion mit dem Frankfurter Polizeipräsidenten Gerhard Bereswill kritisierten Seda Başay-Yıldız, Meron Mendel (Bildungsstätte Anne Frank) und Heike Kleffner ein zu langsames Tempo der Ermittlungen zu den Drohmails, zu geringe Fortschritte dabei und zu wenig Konsequenzen für die betroffenen Polizisten. Die Anwältin erwartete nicht mehr, dass die Polizei den oder die Täter finden werde.
Nach dem Fund rechtsextremer Chatgruppen und Vorfälle in NRW kritisierte Redakteur Jörg Diehl (Der Spiegel), seit 2018 hätten die Innenminister der Länder die hessische Chatgruppe „Itiotentreff“ reflexhaft als Einzelfall abgetan und damit ihren Beamten ein „verheerendes Signal der Untätigkeit“ gegeben. Auch NRWs Innenminister Herbert Reul schweige, um Konflikte und Aufmerksamkeit für das Problem rechtsextremer Beamter in der Exekutive zu vermeiden. Diese Ignoranz sei verantwortungslos, weil ein Fundament des bundesdeutschen Rechtsstaats auf dem Spiel stehe: „ob diejenigen, denen wir Waffen anvertrauen, um die Demokratie zu schützen, vorbehaltlos hinter ihr stehen.“ Die Hetzbotschaften vom Kontrollverlust und schwachen Staat hätten offenbar bei vielen Gesetzeshütern Fuß gefasst. Dringend erforderlich sei, dass die Landesregierungen die „außerdienstliche Wohlverhaltenspflicht“ von Staatsbeamten durch Kontrolle ihrer Privatäußerungen im Internet und in Chats durchsetzen. Kollegen, die nazistische und rassistische Äußerungen nicht meldeten, müssten sanktioniert werden.
Am 3. Dezember 2020 kritisierten Seda Başay-Yıldız, Idil Baydar und Janine Wissler gemeinsam das Verhalten der Polizei Hessen und von Peter Beuth scharf und warfen ihnen Versagen vor. Die Drohmails dauerten an, auch wenn nicht jede davon öffentlich gemacht werde. Auch wenn Polizisten sie nicht verfassten, seien sie für Datenweitergabe an Rechtsextreme verantwortlich. Başay-Yıldız teilte mit, sie sei nie zu den tatverdächtigen und suspendierten Frankfurter Polizisten befragt worden und man habe ihr keine Fotografien dieser Personen vorgelegt. Das Polizeipräsidium Frankfurt habe auf keinen Fall sachgerecht und gründlich ermittelt, wohl weil die Verdächtigen Beamte seien: „Jeder andere Verdächtige wäre anders behandelt worden. Es war schon falsch, dass die Ermittlungen überhaupt in Frankfurt geführt wurden.“ Der Sonderermittler lasse zwei Jahre und drei Monate nach dem ersten Fax ihre früheren Nachbarn zu ihr befragen mit Fragen, die sie selbst auch beantworten könnte. Polizei sei bei den Nachbarn mit kugelsicheren Westen aufgetaucht. Niemand habe sie dazu informiert und ihr den Zweck dieser Aktion erklärt, obwohl sie Hilfe bei der Ermittlung angeboten habe. Auch wie ihre zweite gesperrte Adresse in Umlauf gebracht wurde, habe ihr die Polizei nicht erklärt. Wissler kritisierte, dass in Wiesbadener Polizeirevieren weder Durchsuchungen stattfanden noch Handys sichergestellt wurden und bis zu ersten Vernehmungen im Fall Baydars 16, in ihrem Fall fünf Monate verstrichen waren. Sie habe nach der ersten erhaltenen Drohmail mehrfach beim LKA nachgefragt, ob ihre Daten auch von einem Polizeicomputer abgefragt wurden, und die Auskunft monatelang gar nicht, sondern erst nach Medienberichten über die Drohmail erhalten. Als sie eine Drohmail eines anderen Absenders anzeigen wollte, sollte sie dazu das Onlineformular der Frankfurter Polizei nutzen, also ihre gesperrte Adresse eingeben: „Wo landet meine Adresse, wenn ich sie dort eingebe? Beim 1. Revier, wo Sedas Daten abgerufen wurden?“ Auch der Landtag habe fast alle Drohfälle erst aus der Presse erfahren. Bei parlamentarischen Nachfragen habe Beuth immer nur „zugegeben, was wir sowieso schon wussten“. Beuth habe nach medialem Druck mit der Entlassung des Polizeipräsidenten im Juli 2020 „Aktivitäten vorgetäuscht“, statt den Landtag schon 2018 über die ersten Drohmails von „NSU 2.0“ zu informieren und die illegalen Datenabfragen sofort zu unterbinden: „Wir wollen Aufklärung, strukturelle Veränderung und nicht einfach einen Austausch von Köpfen.“ Trotz immer mehr Fällen, auch in anderen Bundesländern, werde „weiter gemauert und das reflexhafte Gerede von ‚Einzelfällen‘ und ‚Einzeltätern‘ erschwert das Vorgehen gegen die dahinterliegenden Netzwerke.“ Baydar sagte, das lange Aussitzen von Ermittlungen unter Polizisten sei kein Versehen oder Zufall, sondern „ganz klare Absicht“. Es entspreche wissenschaftlichen Erkenntnissen zur Cop Culture, zum Decken von Polizeivergehen im Polizeiapparat. Niemand habe mit ihr gesprochen und versucht, ihr Vertrauen wiederzugewinnen, sondern ihr stattdessen ihre Kritik vorgeworfen. Sie finde „diese Täter-Opfer-Umkehr sehr verstörend“ und sei „zutiefst enttäuscht, dass meine Bürgerrechte überhaupt nicht geachtet werden.“ Sie erwarte von der Polizei ein klares Bewusstsein dafür: „Bei uns laufen Dinge schief und die müssen wir aufklären.“ Sie habe immer noch nicht den Eindruck, dass die Polizei selbst den Willen zur Aufklärung habe.
Anne Helm berichtete, hessische Ermittler hätten sie zunächst gar nicht zu den erhaltenen Drohmails befragt und dann die verfügbaren Informationen dazu noch nicht gehabt. Daher habe sie diese selbst an die Staatsanwaltschaft Frankfurt weitergegeben. Eine vom Berliner LKA angebotene Sicherheitsberatung für ihre Wohnung habe sie abgelehnt, weil sie momentan kein Vertrauen mehr zur Polizei habe. Jens Mohrherr (Gewerkschaft der Polizei Hessen) beklagte den Imageschaden für die gesamte Polizei: „Dieses ständig über uns schwebende, wabernde 'Ach, da gibt es rechte Strömungen, die Polizei steht mehr rechts'. Das sind alles Belastungen für meine Kolleginnen und Kollegen, aber sicherlich auch für die Betroffenen.“
Im März 2021 kritisierte Seda Başay-Yıldız erneut scharf, dass sich Innenminister Peter Beuth nie persönlich bei ihr gemeldet habe, anders als Ministerpräsident Volker Bouffier. Dass anfangs das Frankfurter Polizeipräsidium gegen eigene Kollegen ermittelt hatte, zeige: „Die wollten den Fall klein halten“. Das Vorgehen der Behörden sei „katastrophal“. Sie fragte, was die im Juli 2020 eingesetzte Sonderkommission bisher eigentlich getan habe. Sie selbst habe bis heute keine Fotografien der suspendierten Polizisten aus der Frankfurter Chatgruppe vorgelegt bekommen und kenne den Grund dafür nicht. Die Vorsitzende der SPD-Fraktion im Hessischen Landtag Nancy Faeser kritisiert, das Ermittlungsverfahren sei „faktisch eingeschlafen“. Beuth scheue zudem offenkundig den Kontakt mit Opfern von rechtsextremen Drohungen und rechtsextremer Gewalt.
Der Landesverband der kommunalen Migrantenvertretungen Baden-Württemberg (Laka) nannte die „NSU-2.0“-Drohserie und rechtsextremen Chatgruppen in der Polizei „alarmierend“ und forderte im November 2020 in einer Resolution „das Vorantreiben einer konsequenten Aufarbeitung von institutionalisiertem Rassismus in Landesbehörden sowie Antirassismus-Maßnahmen auf allen Ebenen der Institutionen des Landes und eine unabhängige und umfassende Studie zu Rassismus in der Polizei“.
Nach der Festnahme von Alexander M. in Berlin warnten mehrere Kommentare vor Entwarnung. Christian Rath (taz) fragte: „Wie kann es sein, dass ein Rechtsextremist mit einfachen Anrufen bei hessischen Polizeidienststellen sensibel persönliche Daten von bedrohten Personen erhält? Selbst wenn die auskunftsfreudigen Polizist:innen keine Mittäter:innen waren, sind sie doch offensichtlich eine Gefahr.“ Dies zeigten auch die aufgedeckten rechtsextremen Chatgruppen von Polizisten. Falls M. Daten von der Polizei erhalten habe, könne dies durchaus mit der gleichartigen Gesinnung der Auskunftgeber zu tun haben. Daher und wegen der ermittelten Trittbrettfahrer, darunter ein pensionierter Polizist, sei die Hoffnung unrealistisch, dass die Drohbriefserie des „NSU 2.0“ nun zu Ende sei. Die Hasskriminalität in Deutschland, die zu 87 Prozent von Rechtsextremen ausgeht, nehme weiter zu.
Sebastian Bähr (ND) kritisierte die These der Ermittler, M. habe die Drohmails „praktisch im Alleingang verfasst“ und die Privatdaten der Empfänger durch einfache Abfragen bei Polizeidienststellen und Meldebehörden erhalten. Das sei unglaubwürdig, nicht schlüssig und passe allzu gut zum Behördeninteresse: „Kein Polizist war beteiligt, der Einzeltäter ist gefasst, die Akte geschlossen – das würde nicht nur dem CDU-geführten Landesinnenministerium ganz gut in den Kram passen.“
Folgende Widersprüche seien offensichtlich: „Wie kann ein unbefugter Zivilist durch Telefonabfrage ohne Identifizierung an teilweise gesperrte Meldedaten gelangen – in mindestens 20 Fällen? Wie sollen diese Daten alternativ einfach so ins Internet gelangt sein – und dann rein zufällig in die Hände des Verdächtigen? Welche Rolle spielt die rechte Chatgruppe, deren Teil die Frankfurter Polizistin war, von deren Dienstrechner aus persönliche Daten einer Betroffenen abgefragt wurden?“ Daher spreche viel dafür, dass M. einem rechtsextremen Netzwerk angehört oder Quellen daraus bezogen habe. Bis zur Klärung dieser Fragen sei der Fall nicht abgeschlossen.
Auch für Seda Başay-Yıldız ließ die Einzeltäterthese der Behörden zu viele Fragen offen: „Wie kommt ein Tatverdächtiger in Berlin an die unstreitig im 1. Frankfurter Revier abgerufenen Daten? Und vor allem: Wie kommt er danach auch noch an meine neue und gesperrte Adresse?“ Diese sei in den Dateien der Einwohnermeldeämter und wohl auch in Polizeicomputern gesperrt gewesen; nur wenige Beamte hätten sie gekannt. Trotzdem tauchte diese Adresse am 19. Februar 2021 (dem Jahrestag des rassistischen Terroranschlags von Hanau) kurzzeitig in einem rechtsextremen Darknetforum auf. Am 5. Mai 2021 erklärten Seda Başay-Yıldız, Idil Baydar, Hengameh Yaghoobifarah, Janine Wissler, Martina Renner und Anne Helm gemeinsam: „Die Aufklärung von „NSU 2.0“ steht erst am Anfang.“ Sie seien „äußerst irritiert“, dass Innenminister Peter Beuth am Vortag behauptete, kein Polizist sei in die Drohserie verwickelt, obwohl noch viele Fragen offen seien. Mit der Festnahme des Verdächtigen M. in Berlin bestehe „endlich die Chance, die Hintergründe und mögliche Unterstützungsstrukturen aufzuklären“:
- wie der Festgenommene an die Daten aus Polizeicomputern in Frankfurt, Wiesbaden, Hamburg und Berlin kam, an gesperrte Adressen und alle Namen der Familienmitglieder von Başay-Yıldız;
- ob er direkte Kontakte zu Polizeidienststellen oder Behörden hatte, etwa zu Beamten jener rechtsextremen Chatgruppe im 1. Frankfurter Polizeirevier;
- welche Verbindungen er nach Hessen habe, wo viele der Bedrohten leben, zumal einige Drohbriefe Poststempel aus Frankfurt am Main und Wiesbaden trugen;
- ob die Gefahr durch M. nicht doch größer gewesen sei als von den Behörden eingeschätzt, da sich bei ihm eine einsatzbereite Schusswaffe fand und er auch wegen Körperverletzung vorbestraft war;[338]
- welche Verbindungen es zu der in einigen Drohmails erwähnten rechten Anschlagsserie in Neukölln es gebe.[214]

Man könne unmöglich behaupten, dass kein Polizist in die Drohserie verwickelt sei, solange ungeklärt sei, wie der Tatverdächtige an die Polizeidaten kam. Die Vermutung der Staatsanwaltschaft Frankfurt am Main dazu überzeuge nicht: „Dass unbekannte Anrufer sich als Polizisten ausgeben und die Daten einer gesamten Familie aus einem Polizeicomputer abfragen können, erscheint wenig plausibel.“ Daher gebe es „keinen Grund für Entwarnung.“ In Deutschland existiere weiter eine bewaffnete, rechte Szene. „Das reflexhafte Gerede von Einzeltätern ist Teil des Problems, denn das erschwert die Aufklärung von Netzwerken und Unterstützungsstrukturen. Einer wird verhaftet, viele andere machen weiter.“
Janine Wissler bekräftigte in einem Interview (8. Mai 2021): Man könne vor Auswertung der PC-Daten M.s noch gar nicht wissen, ob keine Polizisten beteiligt gewesen seien. Es sei kaum vorstellbar, dass M. sich die Daten seiner Adressaten allein verschafft haben könne, zumal ja minutenlange Abfragen zur ganzen Familie Başay-Yıldız aus Polizeicomputern bekannt wurden, deren mutmaßliche Urheber kaum „rein zufällig“ in einer rechten Chatgruppe aktiv waren. Die danach in allen Registern gesperrte neue Adresse von Seda Başay-Yıldız könne M. unmöglich durch einfache Telefonanrufe erfahren haben. Darum müssten Kontakte M.s in die Polizei oder andere Behörden aufgeklärt werden. Bis dahin seien Beuths und Meners Entlastung der hessischen Polizei voreilig. Mener sei mit seinen Ämtern in hessischen Polizeibehörden nicht unabhängig genug. Ein Sonderermittler hätte aus einem anderen Bundesland und von einer anderen Behörde eingesetzt werden sollen. Dabei gehe es nicht „um einen Generalverdacht gegen die Polizei, von dem der Innenminister immer spricht“. Auch sehr wenige rechtsradikale Polizisten seien ein „riesiges Problem“, weil sie Zugriff auf hochsensible Daten und Waffen hätten. Bei den erwiesenen Fällen müsse geklärt werden, wie Kollegen und Vorgesetzte die Einstellung dieser rechtsradikalen Beamten übersehen konnten. „Daraus ergeben sich Fragen: Was muss man an den Strukturen ändern? Wir brauchen eine andere Fehlerkultur bei der Polizei und eine unabhängige Beschwerdestelle, damit solche Dinger früher auffallen.“ Wie und bei welchen Polizeistellen M. durch Telefonanrufe Auskunft über Privatdaten erhalten haben könne, müsse geklärt werden, da ja mehrere auch umfangreiche Datenabfragen bewiesen seien. Falls M. Daten erhielt, weil er sich am Telefon als Polizist ausgab, wäre das „äußerst beunruhigend“. Dass M. von Berlin aus Menschen in verschiedenen Bundesländern allein ohne Unterstützer observiert habe, sei schwer vorstellbar. Zwei Betroffene hätten Drohbriefe mit Poststempeln aus Frankfurt am Main, Wiesbaden, Freiburg und Chemnitz erhalten, die der „NSU 2.0“-Drohserie stark ähnelten, und sie der Polizei übergeben. Der Sonderermittler sei offensichtlich erst durch öffentlichen Druck, nicht wegen der viel früher bekannten Drohungen eingesetzt worden. Rechtzeitige Sicherheitsvorkehrungen gegen weitere anlasslose Datenabfragen bei der Polizei seien bis Juli 2020 versäumt worden. Wer dort Daten abfragt und zu welchem Zweck, müsse durchgehend nachvollziehbar sichergestellt werden.
Nach Alexander M.s Festnahme im Mai 2021 tauchten weitere E-Mails von mutmaßlichen Drohmailabsendern auf. Daher forderte Martina Renner: „Die Ermittlungsbehörden müssen sich mal lösen vom Bild des Einzeltäters und verstehen, dass es zu fast allen Drohmailserien Schnittstellen im Darknet gab und gibt und die Täter miteinander im Austausch standen. Ich gehe davon aus, dass illegal abgezweigte Daten, ob aus Polizeirechnern oder Justizakten, auf einschlägigen Foren und in Chatgruppen geteilt werden.“

### Plakatkunst und Schauspiel
Im März und Mai 2021 veröffentlichten die Adbusters „Dies Irae“ in Frankfurt am Main Protestplakate, die eine Werbung für eine Partnerbörse imitierten. Darauf stand der Satz „Alle 17 Minuten ruft ein Polizist Daten von Helene Fischer ab“ unter ihrem Porträt. Hessens Polizei sei „Testsieger in der Kategorie illegale Datenabfrage und Zusammenstellen von Feindeslisten“. Dies spielte auf die grundlosen Frankfurter Abfragen im Jahr 2019 zu Helene Fischer an. Auf Facebook erläuterte die Gruppe: „Ohne das Zutun der Ordnungshüter*innen hätte es die Drohschreiben NSU 2.0 wohl nicht gegeben.“ Im August 2021 brachte „Dies Irae“ an Bushaltestellen in Mannheim ähnliche polizeikritische Plakate an. Eins zeigte Bundesinnenminister Horst Seehofer mit einer Augenklappe namens „Korpsgeist“. Diese, so der Begleittext, lasse den Rechtsextremismus verschwinden, sei „undurchlässig für Aufklärung“ und mache jede Studie über Rassismus bei der Polizei „überflüssig“.
Im Frühjahr 2021 entwickelten Nuran David Calis und Alexander Leiffheidt am Schauspiel Frankfurt das Stück „NSU 2.0“ zur Kontinuität des Rechtsterrorismus in Deutschland seit 2011. Es sollte die Täter als Kollektiv einer gemeinsamen Ideologie, die Opfer als Individuen darstellen, um die Betrachtung der Täter als Einzelne, der Opfer als Kollektiv umzukehren. Es folgte den Tatorten des NSU und der Morde in Kassel, Halle und Hanau. Passagen des NSU-Urteils von 2018, Aussagen von Rechtsterroristen, AfD-Politikern, des Lübcke-Mörders Stephan Ernst und seines Helfers Markus H., von Betroffenen der Drohserie, Angehörigen von Anschlagsopfern und Eindrücke der Schauspieler wurden miteinander verwoben. Das Stück wurde am 13. Juni 2021 uraufgeführt. Drei Schauspieler wechselten ständig die Perspektiven zwischen Täter, Opfer, Ermittler oder Berichterstatter und setzten die Denkweise der Täter nach Verhörsprotokollen und Manifesten szenisch um. Videosequenzen mit Zeitzeugen, Empfängern der Drohmails und Familien der NSU-Opfer wurden eingespielt. Die offenen Fragen nach dem politischen Nährboden der Täter, Forderungen zur Freigabe der NSU-Akten und Absage an Einzeltäterthesen prägten das Stück. Am selben Abend projizierte ein „Kollektiv ohne Namen“ den Schriftzug „NSU 2.0“ und „Open 24/7“ an die Außenwand des Frankfurter Polizeipräsidiums.
Vom 21. Oktober bis 7. November 2021 führten 18 deutsche Kulturinstitutionen das bundesweite Theaterprojekt „Kein Schlussstrich!“ zur Aufarbeitung der NSU-Morde und ihrer Folgen durch. Es fand gleichzeitig in 14 Städten statt, wo NSU-Mitglieder gewohnt und/oder NSU-Morde stattgefunden hatten. Intendant Florian Lutz vom Staatstheater Kassel lud dazu auch die Kabarettistin İdil Baydar als Betroffene der Morddrohungen von „NSU 2.0“ ein.

### Journalistenpreis
Am 19. Oktober 2021 erhielt Pitt von Bebenburg, Redakteur der Frankfurter Rundschau (FR), den mit 10.000 Euro dotierten Otto-Brenner-Preis für kritischen Journalismus für seine Berichte zum Thema „NSU 2.0“. Er zeigte laut Jury „die Dimensionen des Skandals um rechtsextreme Drohschreiben an meist prominente Frauen“ auf und erreichte damit unter anderem, „dass personelle Konsequenzen gezogen wurden und sich die hessische Landespolitik und die Polizei zwei Jahre nach den ersten ,NSU 2.0‘-Drohungen endlich ernsthaft um einen substanziellen Kampf gegen rechtsextreme Umtriebe in den Sicherheitsbehörden bemühten.“